# 2003 dans les parcs de loisirs
| Années des parcs de loisirs : 2000 - 2001 - 2002 - 2003 - 2004 - 2005 - 2006    |
| Décennies des parcs de loisirs : 1970 - 1980 - 1990 - 2000 - 2010 - 2020 - 2030 |

## Parcs d'attractions

### Ouverture
- Belantis ( Allemagne)
- Celebration City ( États-Unis)
- Divo Ostrov (Wonder Island) ( Russie)
- Felifonte ( Italie)
- Magic Park Land ( France)
- Mystery Park ( Suisse) Devenu Jungfrau Park en 2009
- Space Center Bremen ( Allemagne)

### Changement de nom
- American Adventure devient American Adventure Theme Park ( États-Unis)
- Walibi Schtroumpf devient Walibi Lorraine ( France)
- Planète Futuroscope redevient Futuroscope ( France)

## Attractions
Ces listes sont non exhaustives.

### Montagnes russes

#### Délocalisations
| Nom                                                     | Type / Modèle       | Constructeur         | Parc                                   | Pays        | Anciennement                                          |
| ------------------------------------------------------- | ------------------- | -------------------- | -------------------------------------- | ----------- | ----------------------------------------------------- |
| Batman: The Ride                                        | Inversées           | Bolliger & Mabillard | Six Flags New Orleans                  | États-Unis  | Gambit à Thrill Valley                                |
| Big Apple                                               | Junior              | Pinfari              | Pleasure Beach, Blackpool              | Royaume-Uni | Rattler à Frontierland                                |
| Canyon Blaster                                          | Train de la mine    | Arrow Dynamics       | The Great Escape & Splashwater Kingdom | États-Unis  | Rock n' Roller Coaster à Old Indiana Fun-n-Water Park |
| Dragon                                                  | E-Powered           | Zamperla             | Playcenter São Paulo                   | Brésil      | Dragon à Playland Barra                               |
| Familienachterbahn Devenu Die eiserne Schlange en 2019. | Junior              | Zierer               | Magic Park Verden                      | Allemagne   | Colorado Express à Varde Sommerland                   |
| Greased Lightnin'                                       | Navette             | Anton Schwarzkopf    | Six Flags Discovery Kingdom            | États-Unis  | Greased Lightnin' à Paramount's Great America         |
| Greezed Lightnin'                                       | Navette             | Anton Schwarzkopf    | Six Flags Kentucky Kingdom             | États-Unis  | Viper à Six Flags Over Georgia                        |
| Jester                                                  | Assises / Hurricane | Vekoma               | Six Flags New Orleans                  | États-Unis  | Joker's Revenge à Six Flags Fiesta Texas              |
| Twist and Shout                                         | Assises             | Anton Schwarzkopf    | Loudoun Castle                         | Royaume-Uni | Looping Star à Dreamland Margate                      |
| Whirl Wind Looping Coaster                              | Assises / Corkscrew | Vekoma               | Wonder Island                          | Russie      | Corkscrew à Magic Land Bangkok                        |
| Zonga                                                   | Assises             | Anton Schwarzkopf    | Six Flags Discovery Kingdom            | États-Unis  | Texas Tornado à Six Flags AstroWorld                  |

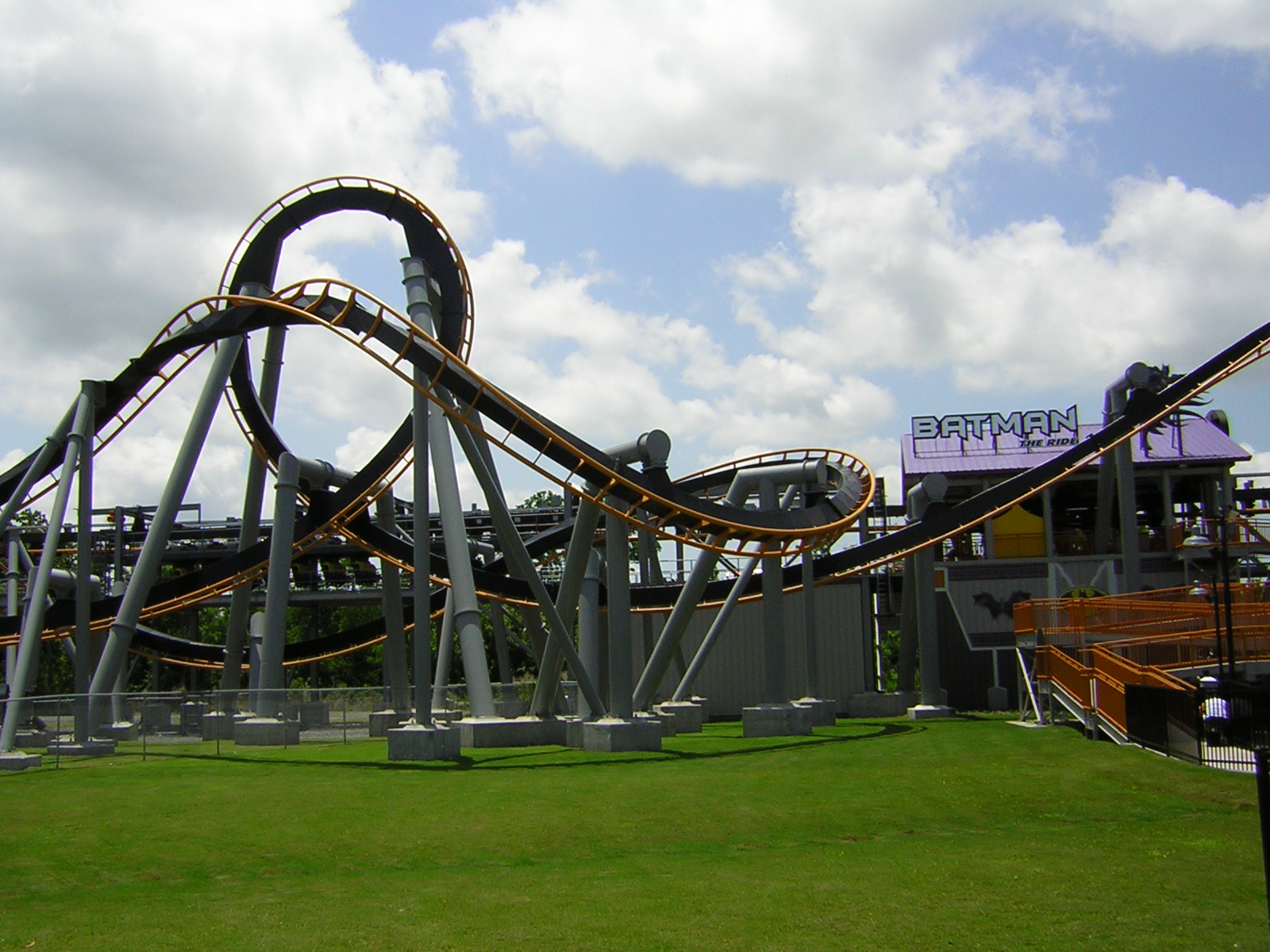
Batman: The Ride à Six Flags New Orleans
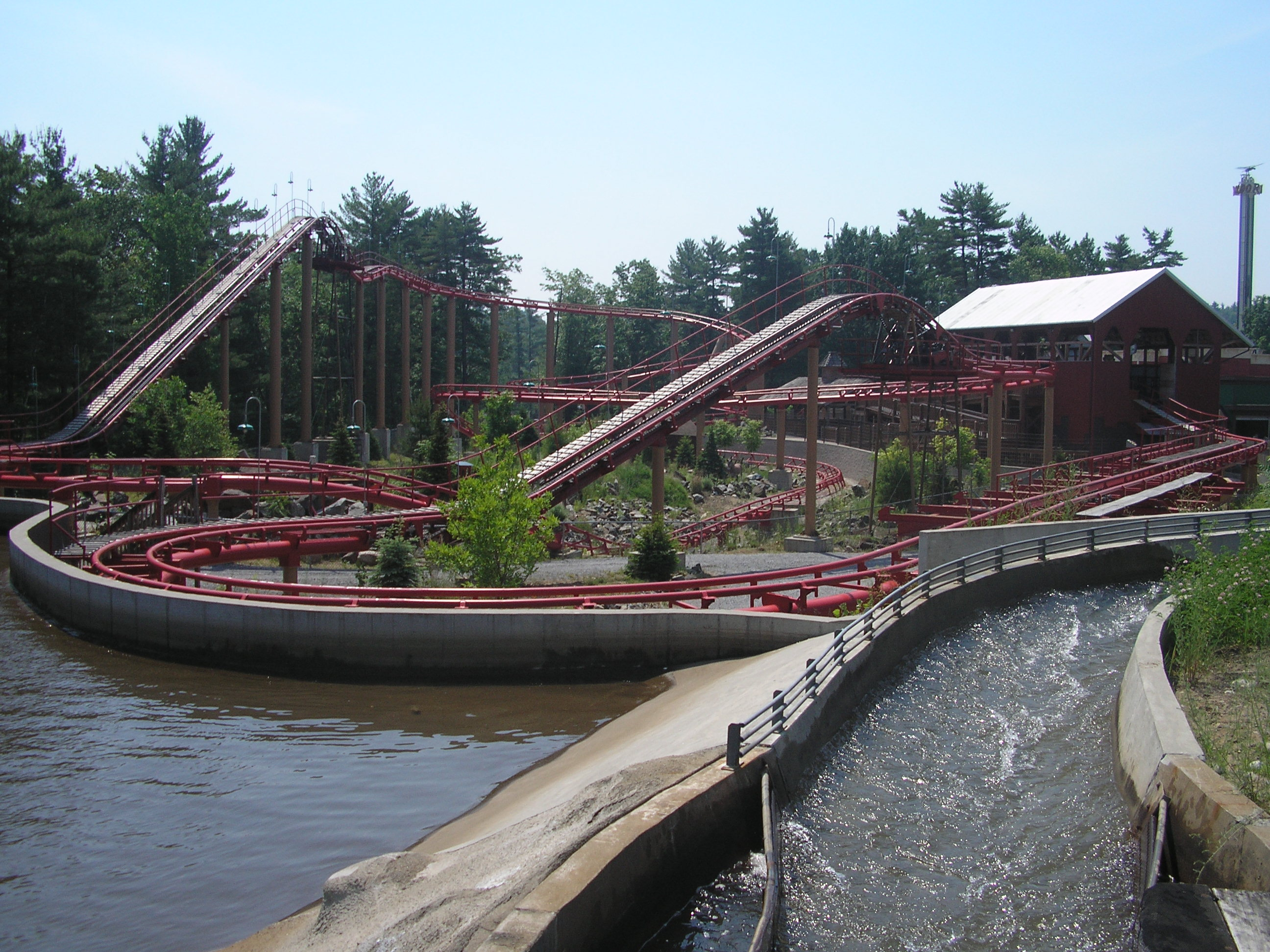
Canyon Blaster de The Great Escape & Splashwater Kingdom
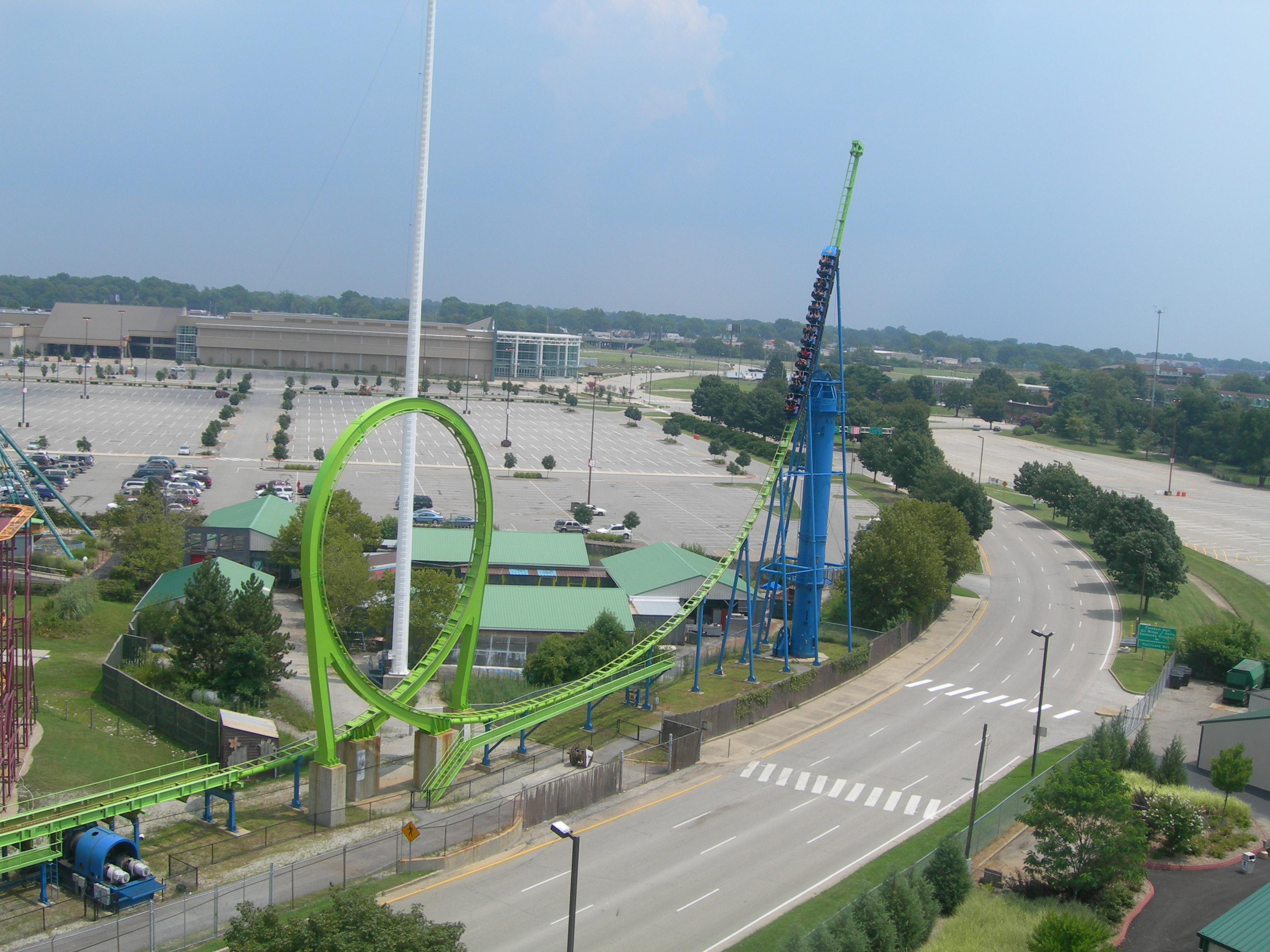
Greezed Lightnin à Six Flags Kentucky Kingdom
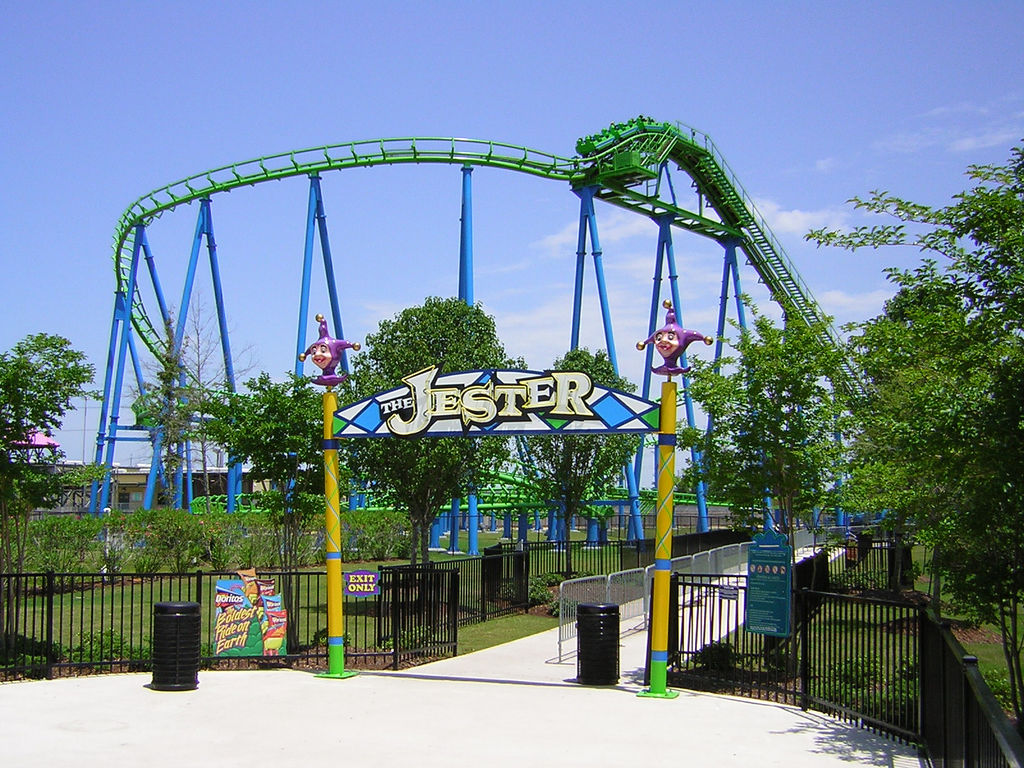
Jester à Six Flags New Orleans

#### Nouveautés
| Nom                                                            | Type / Modèle                  | Constructeur                 | Parc                        | Pays         |
| -------------------------------------------------------------- | ------------------------------ | ---------------------------- | --------------------------- | ------------ |
| Atlantis Adventure                                             | Lancées                        | Intamin                      | Lotte World                 | Corée du Sud |
| Azteka                                                         | Junior                         | Soquet                       | Le Pal                      | France       |
| Balder                                                         | Bois                           | Intamin                      | Liseberg                    | Suède        |
| Caterpillar                                                    | Junior                         | D.P.V. Rides                 | Lightwater Valley           | Royaume-Uni  |
| Crazy Mouse                                                    | Wild Mouse                     | Zamperla                     | Playland Park               | États-Unis   |
| Crazy Train                                                    | Junior                         | Pinfari                      | Codona's Amusement Park     | Royaume-Uni  |
| Crazy Worm                                                     | Junior / Force Zero            | Zierer                       | Schwaben Park               | Allemagne    |
| Déval'Train                                                    | Junior                         | Zamperla                     | Parc touristique des Combes | France       |
| Drachenjagd                                                    | Junior                         | Gerstlauer                   | Legoland Deutschland        | Allemagne    |
| Drachenritt                                                    | Assises                        | Gerstlauer                   | Belantis                    | Allemagne    |
| Dragon Express                                                 | Junior                         | Zamperla                     | Adventure World             | Australie    |
| Family Coaster                                                 | Junior                         | Zamperla                     | Expoland                    | Japon        |
| Fiesta Express                                                 | Junior                         | Zamperla                     | Wild Adventures             | États-Unis   |
| Flitzer                                                        | Junior                         | Zierer                       | Wonder Island               | Russie       |
| Flying Frog                                                    | Junior                         | Zierer                       | Paulton's Park              | Royaume-Uni  |
| Furio (le)                                                     | Assises                        | Soquet                       | Dennlys Parc                | France       |
| Galaxie Express                                                | E-Powered                      | Mack Rides                   | Space Center Bremen         | Allemagne    |
| Half Pipe                                                      | Navette / Half Pipe Coaster    | Intamin                      | Särkänniemi                 | Finlande     |
| Jack Rabbit                                                    | Assises                        | Miler Coaster                | Celebration City            | États-Unis   |
| Jamming                                                        | Tournoyantes                   | Barbisan                     | Fiabilandia                 | Italie       |
| Joyride                                                        | Assises                        | L&T Systems                  | PowerPark                   | Finlande     |
| Looping (le)                                                   | Assises                        | Soquet                       | Parc Saint-Paul             | France       |
| Lynet                                                          | E-Powered                      | CAM Baby Kart                | Fårup Sommerland            | Danemark     |
| Mouse Coaster                                                  | Junior                         | D.P.V. Rides                 | Riverview Park              | États-Unis   |
| Mighty Mini Mega                                               | Assises                        | Pinfari                      | Adventure Island            | Royaume-Uni  |
| Nemesis Inferno                                                | Inversées                      | Bolliger & Mabillard         | Thorpe Park                 | Royaume-Uni  |
| Ozark Wildcat                                                  | Bois                           | Great Coasters International | Celebration City            | États-Unis   |
| Pomme (la)                                                     | Junior                         | Pinfari                      | Parc des Poussins           | France       |
| Rugrats Runaway Reptar Devenu Flying Ace Aerial Chase en 2010. | À véhicules suspendus          | Vekoma                       | Paramount's Carowinds       | États-Unis   |
| Scream!                                                        | Sans sol                       | Bolliger & Mabillard         | Six Flags Magic Mountain    | États-Unis   |
| Segreti Della Terra                                            | E-Powered en intérieur         | Zamperla                     | Felifonte                   | Italie       |
| Speedy Gonzales                                                | Junior                         | L&T Systems                  | Cavallino Matto             | Italie       |
| Spider                                                         | Tournoyantes / Xtended SC 2000 | Maurer Rides                 | Lagoon                      | États-Unis   |
| Star Wars                                                      | Tournoyantes                   | Maurer Rides                 | Wonder Island               | Russie       |
| Steel Venom                                                    | Navette                        | Intamin                      | Valleyfair                  | États-Unis   |
| Strawberry Junior Coaster                                      | Junior                         | Pinfari                      | Fantasy Island (en)         | Royaume-Uni  |
| Super Splash                                                   | Aquatiques / SuperSplash       | Mack Rides                   | Tusenfryd                   | Norvège      |
| Superman: Ultimate Flight                                      | Volantes                       | Bolliger & Mabillard         | Six Flags Great Adventure   | États-Unis   |
| Superman: Ultimate Flight                                      | Volantes                       | Bolliger & Mabillard         | Six Flags Great America     | États-Unis   |
| Supersonic Odyssey                                             | En intérieur                   | Intamin                      | Cosmo's World               | Malaisie     |
| Swamp Thing                                                    | À véhicules suspendus          | Vekoma                       | Wild Adventures             | États-Unis   |
| Thunder dolphin                                                | Hyper montagnes russes         | Intamin                      | Tokyo Dome City Attractions | Japon        |
| Timberhawk: Ride of Prey                                       | Bois                           | S&S Worldwide                | Wild Waves Theme Park       | États-Unis   |
| Tizona                                                         | Inversées / SLC                | Vekoma                       | Terra Mítica                | Espagne      |
| Toboggan Nordique                                              | Wild Mouse                     | Zamperla                     | La Ronde                    | Canada       |
| Top Thrill Dragster                                            | Lancées                        | Intamin                      | Cedar Point                 | États-Unis   |
| Vilda Musen                                                    | Assises                        | Gerstlauer                   | Gröna Lund                  | Suède        |
| Vildsvinet                                                     | Euro-Fighter                   | Gerstlauer                   | BonbonLand                  | Danemark     |
| Wacky Worm                                                     | Junior                         | I.E. Park                    | Loudoun Castle              | Royaume-Uni  |
| Whirlwind                                                      | Tournoyantes / Xtended SC 2000 | Maurer Rides                 | Camelot Theme Park          | Royaume-Uni  |
| X Speed                                                        | E-Powered                      | Pinfari                      | Movieland Studios           | Italie       |
| Zig Zag                                                        | Wild Mouse                     | Mack Rides                   | Walibi Lorraine             | France       |

Atlantis Adventure à Lotte World
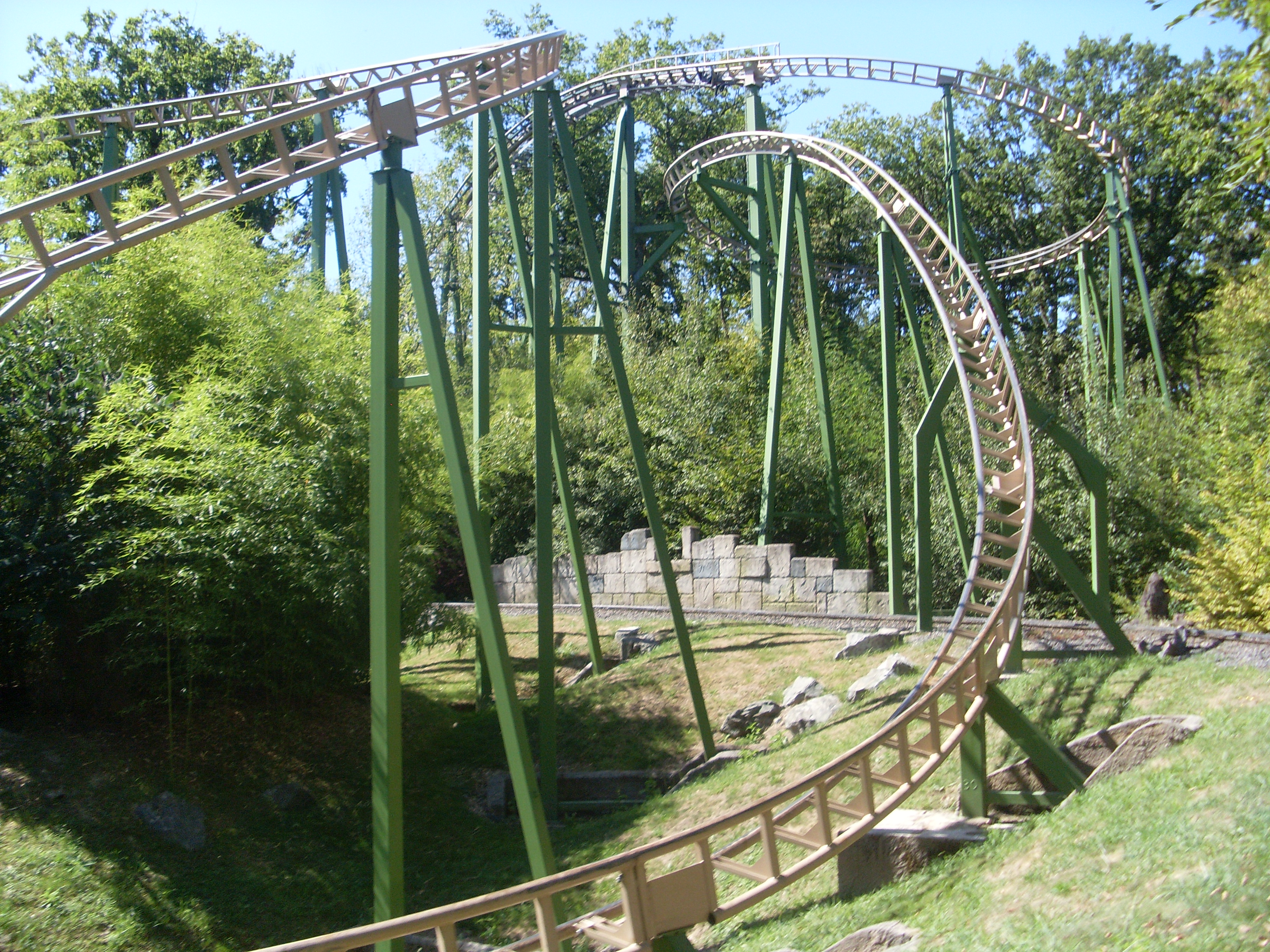
Azteka au Pal
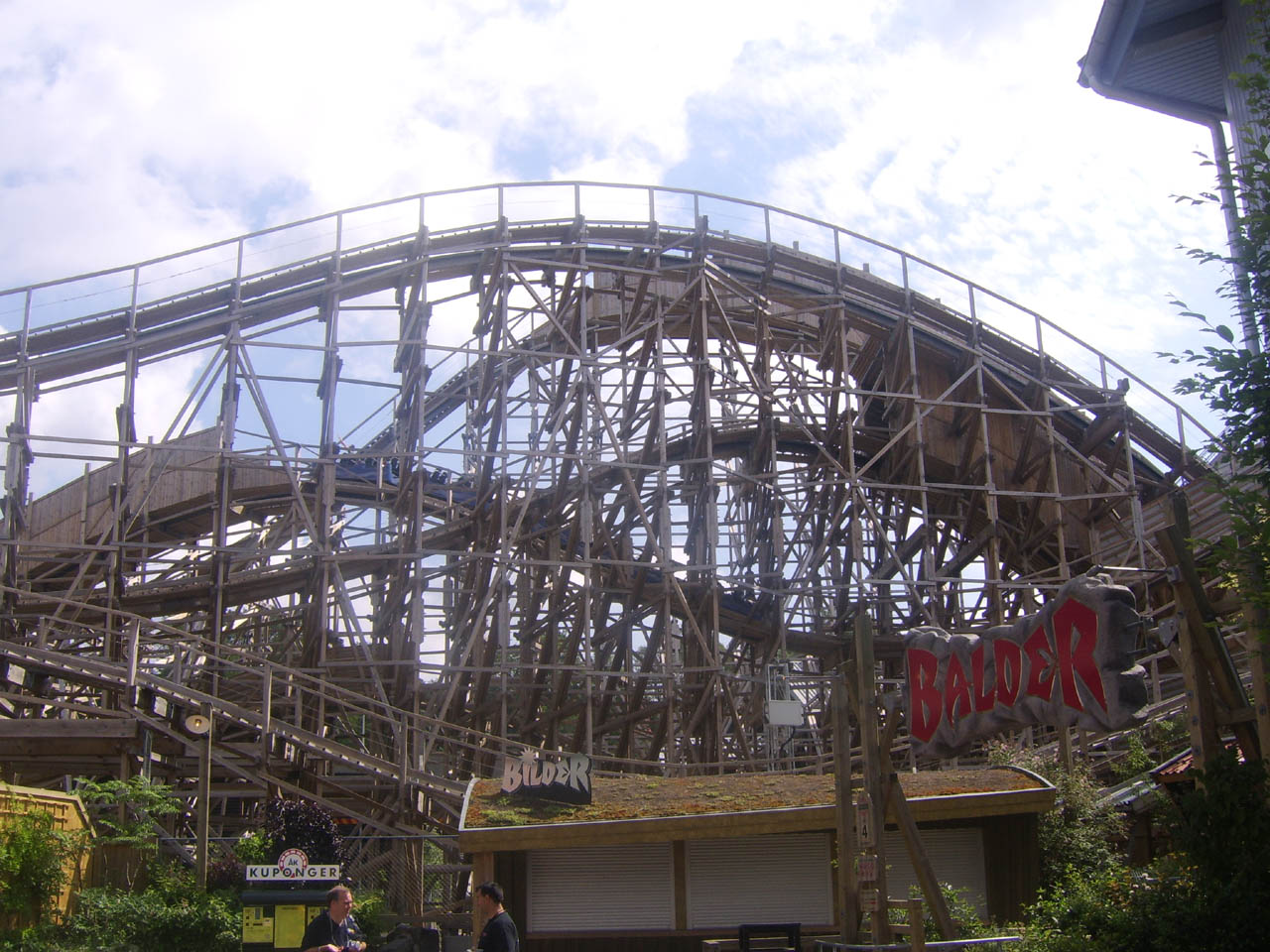
Balder à Liseberg
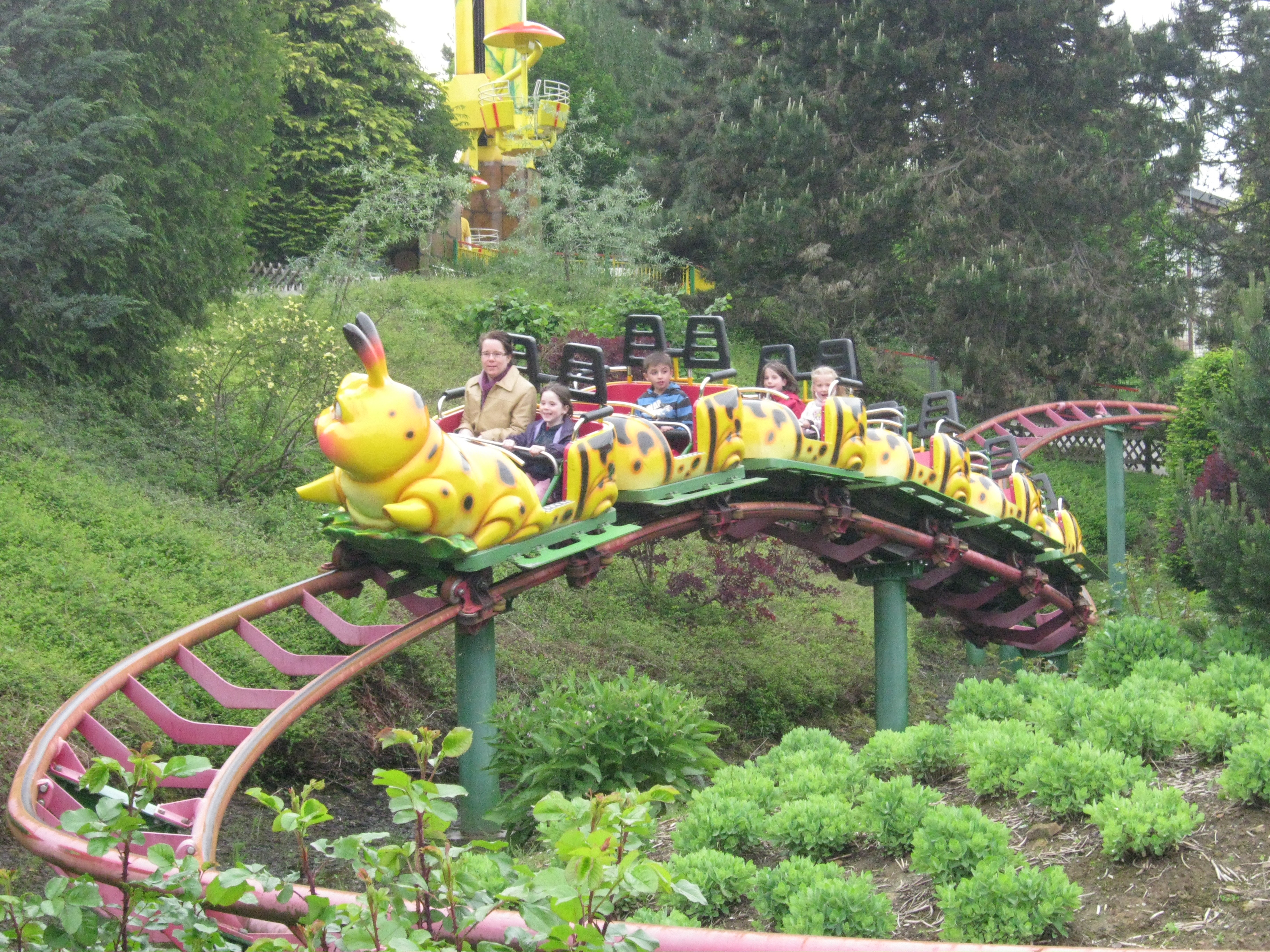
Crazy Worm à Schwaben Park
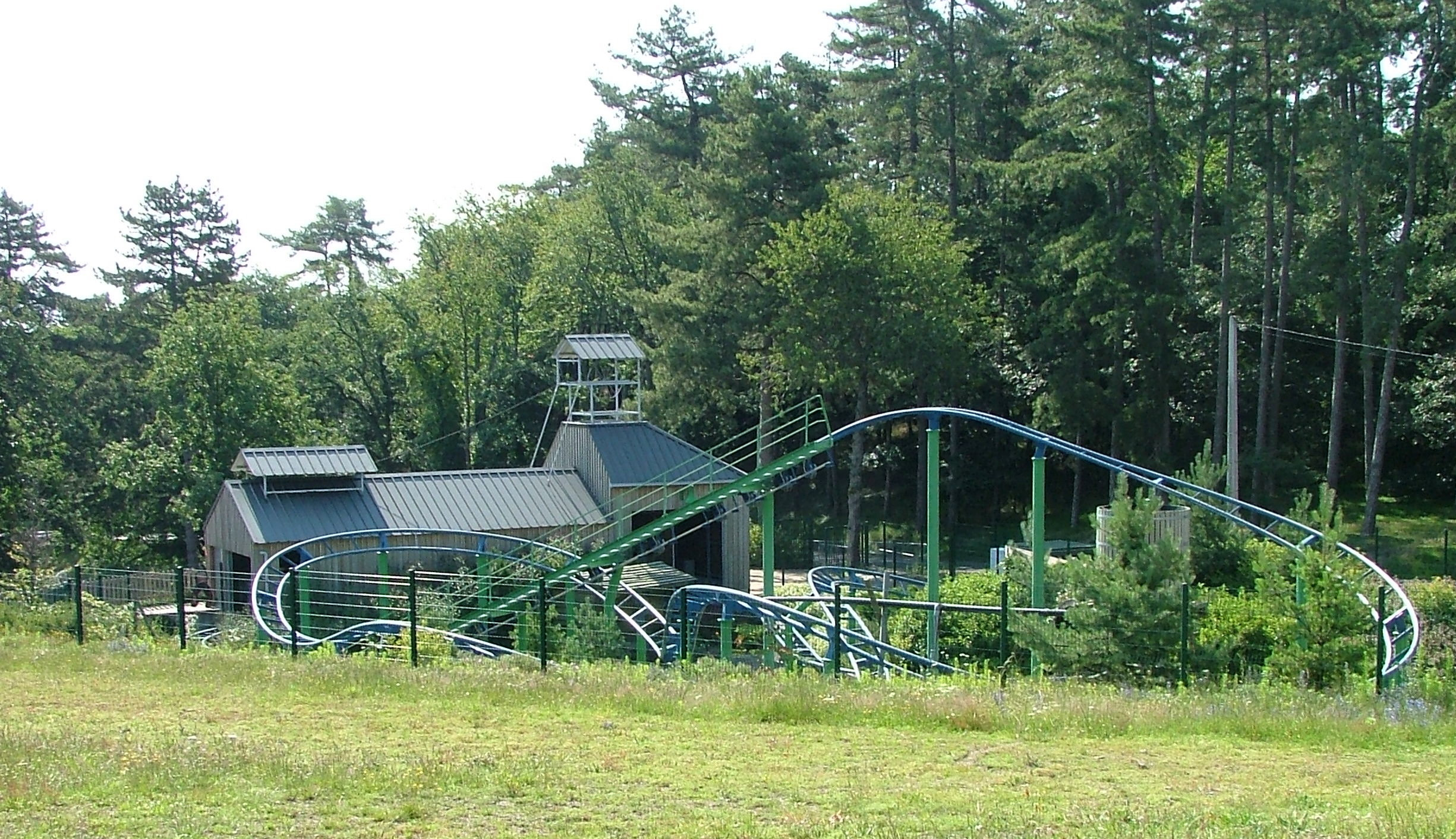
Déval'Train au parc touristique des Combes
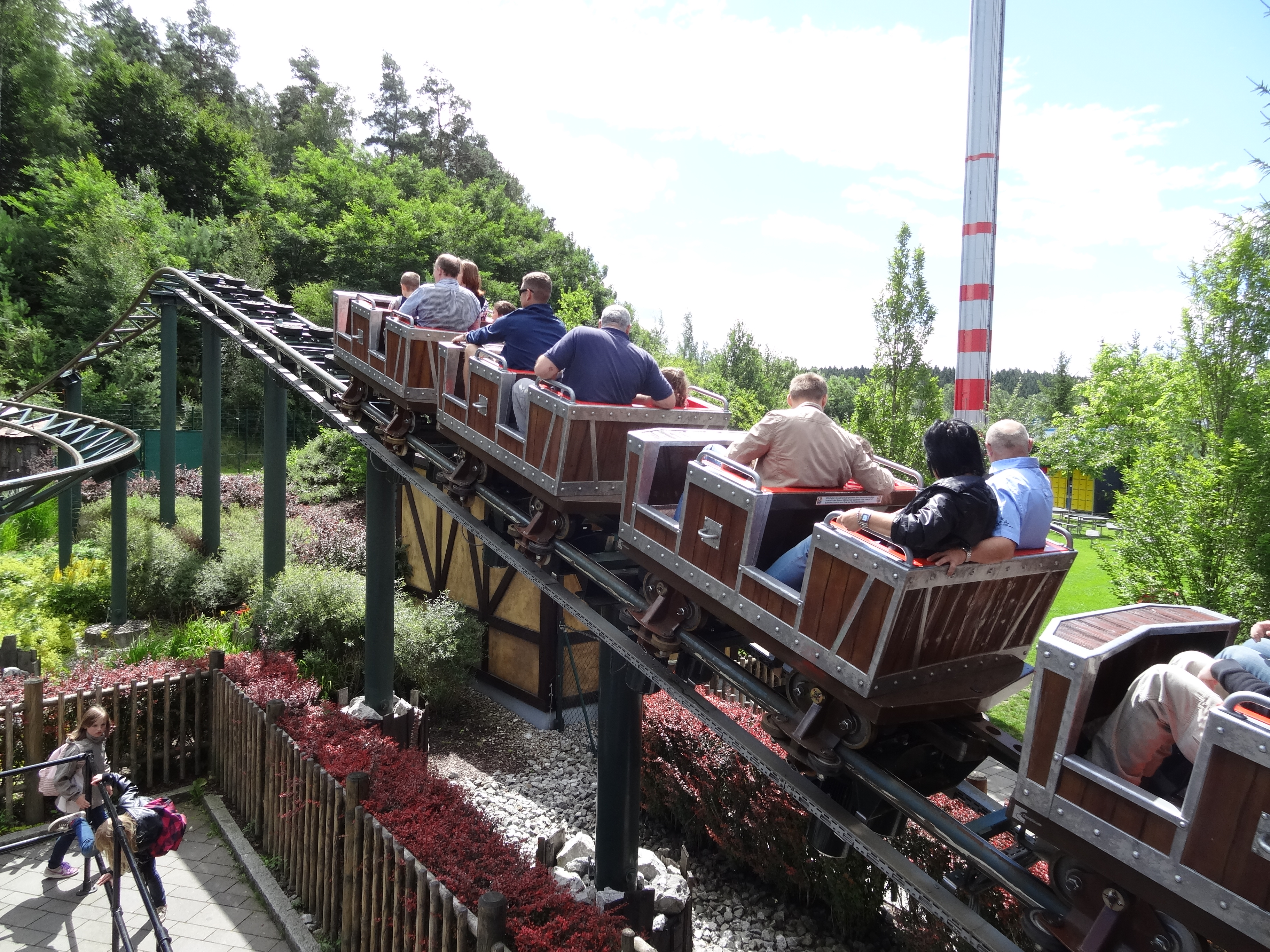
Drachenjagd à Legoland Deutschland
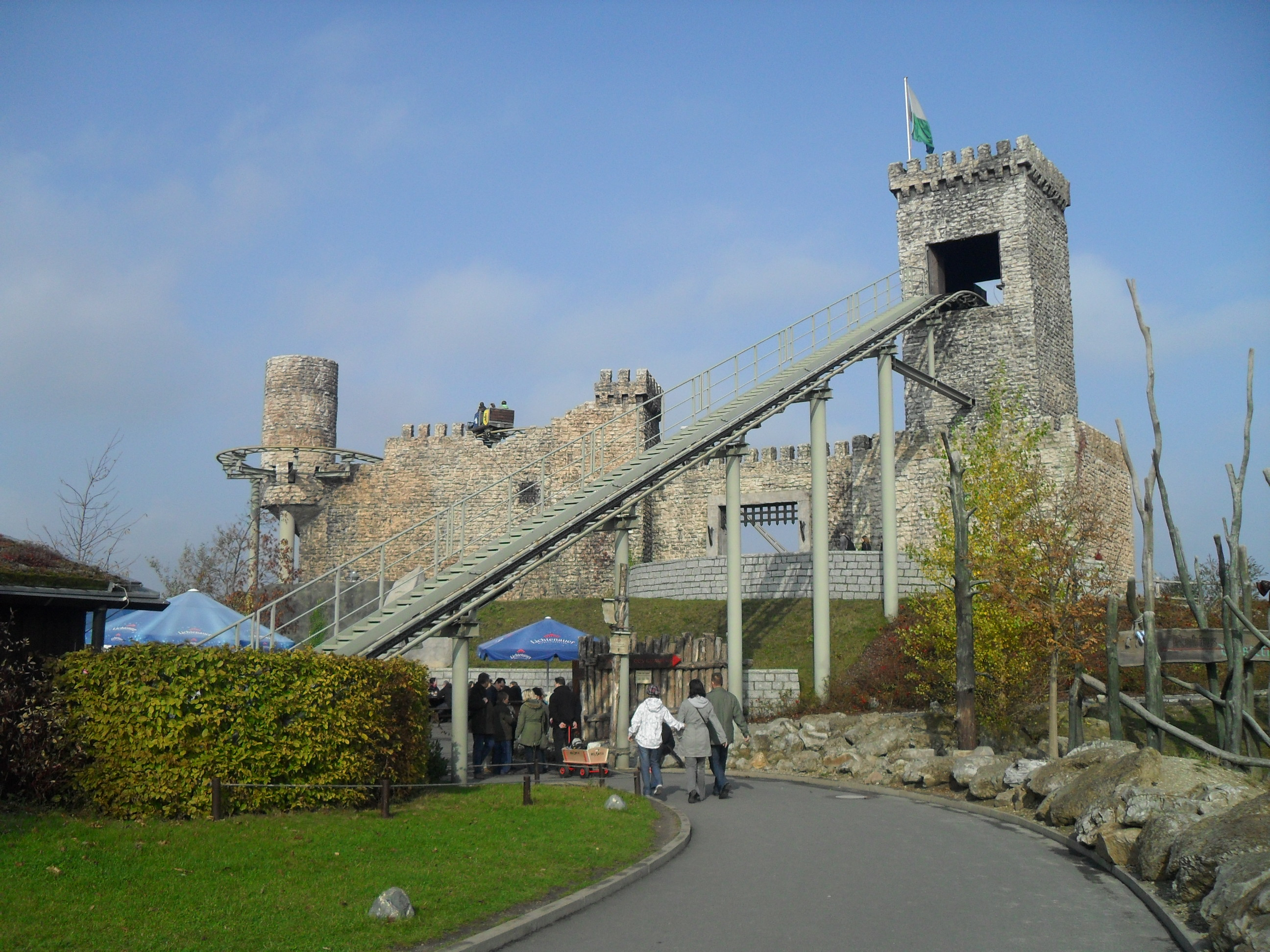
Drachenritt à Belantis
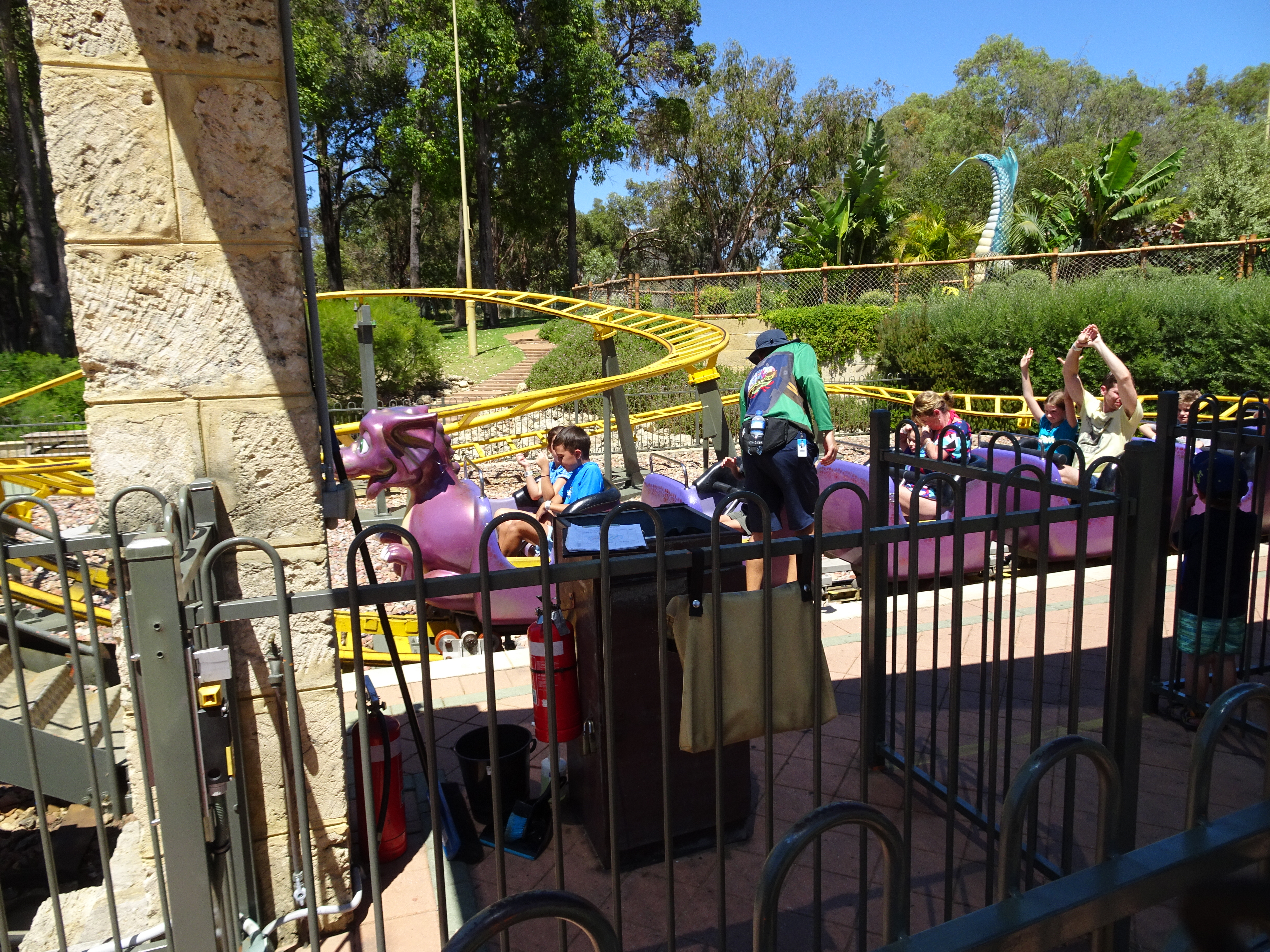
Dragon Express à Adventure World
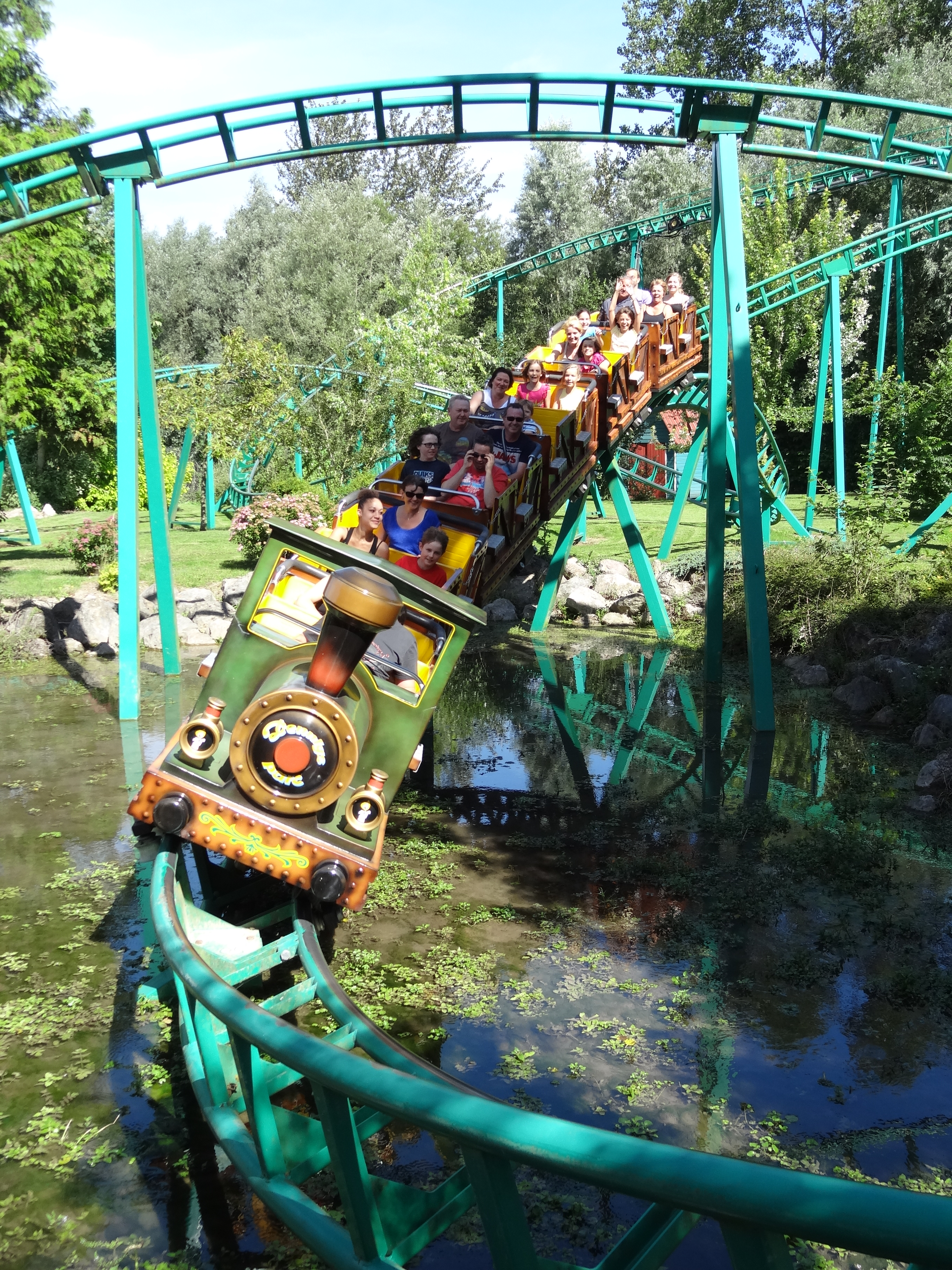
Furio à Dennlys Parc
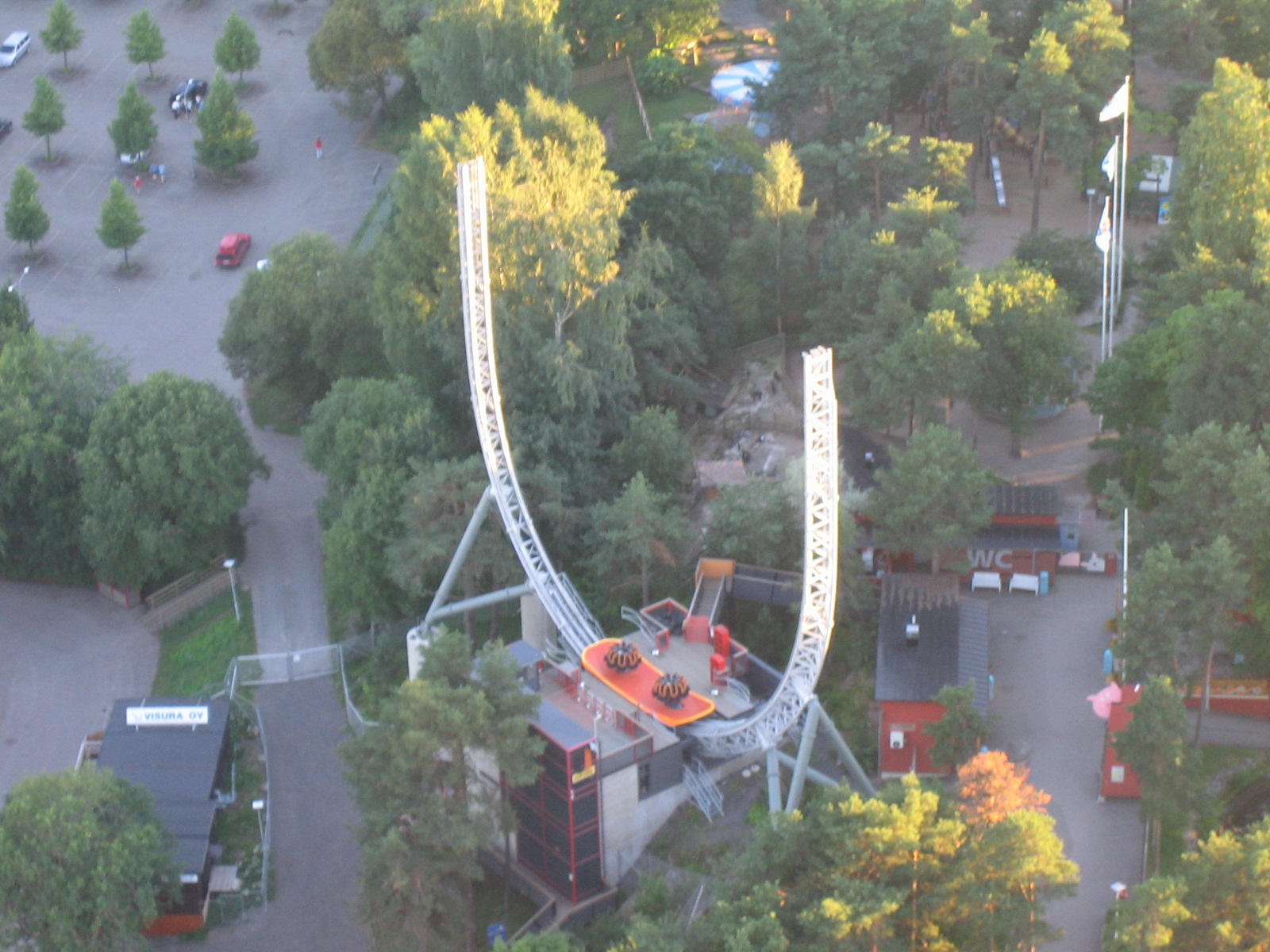
Half Pipe à Särkänniemi
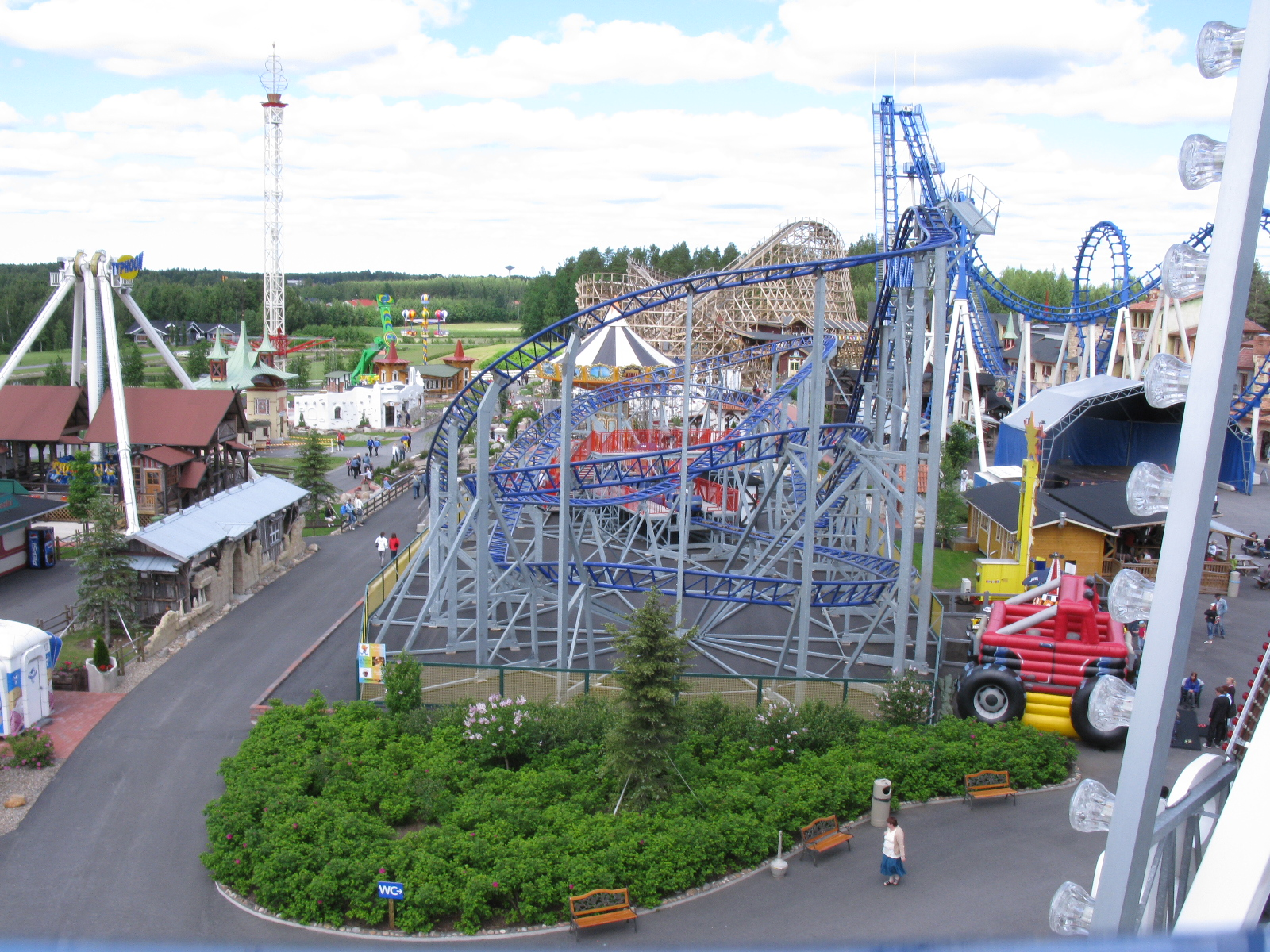
Joyride à PowerPark
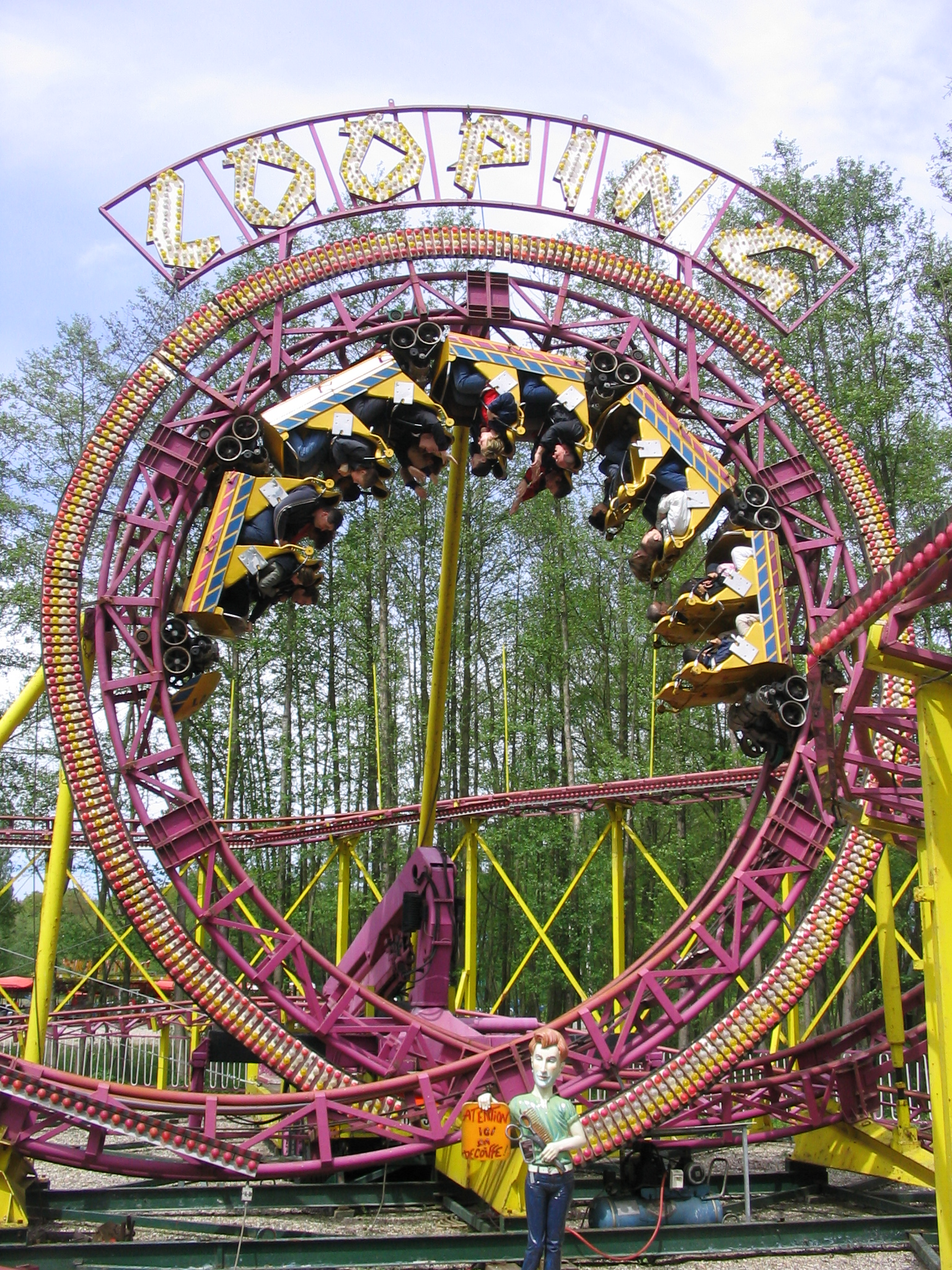
Looping au Parc Saint-Paul
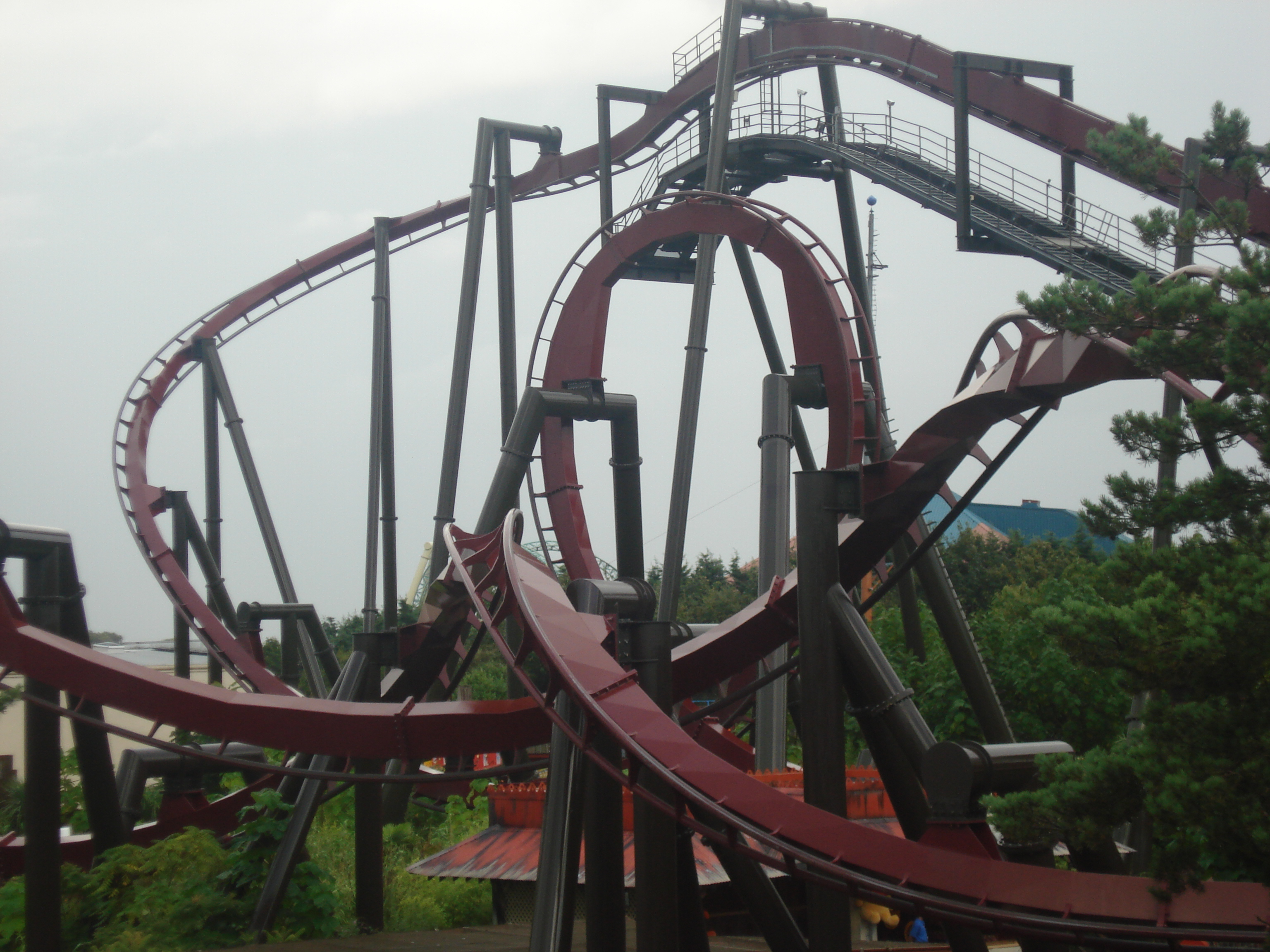
Nemesis Inferno à Thorpe Park
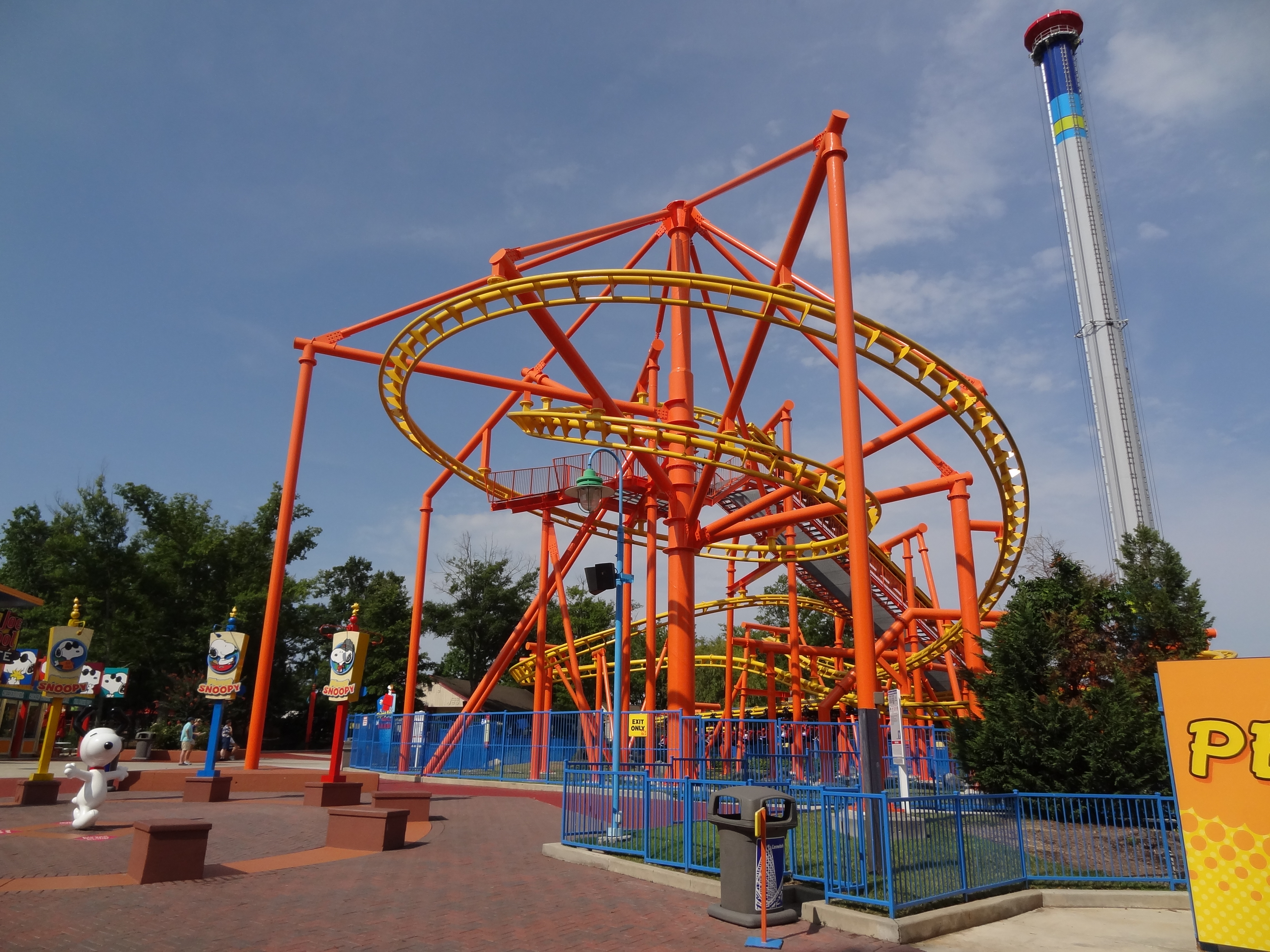
Rugrats Runaway Reptar à Carowinds
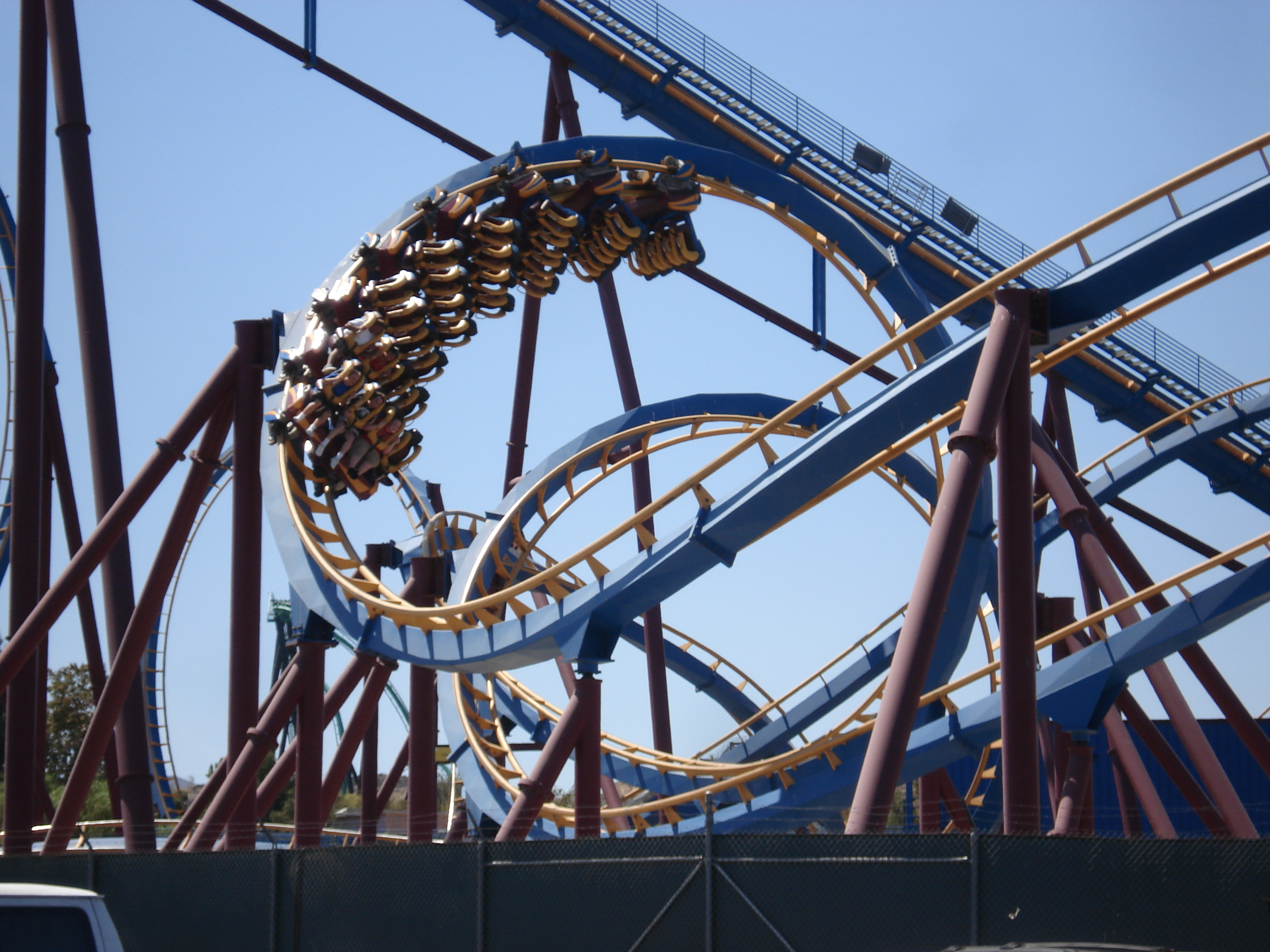
Scream! à Six Flags Magic Mountain
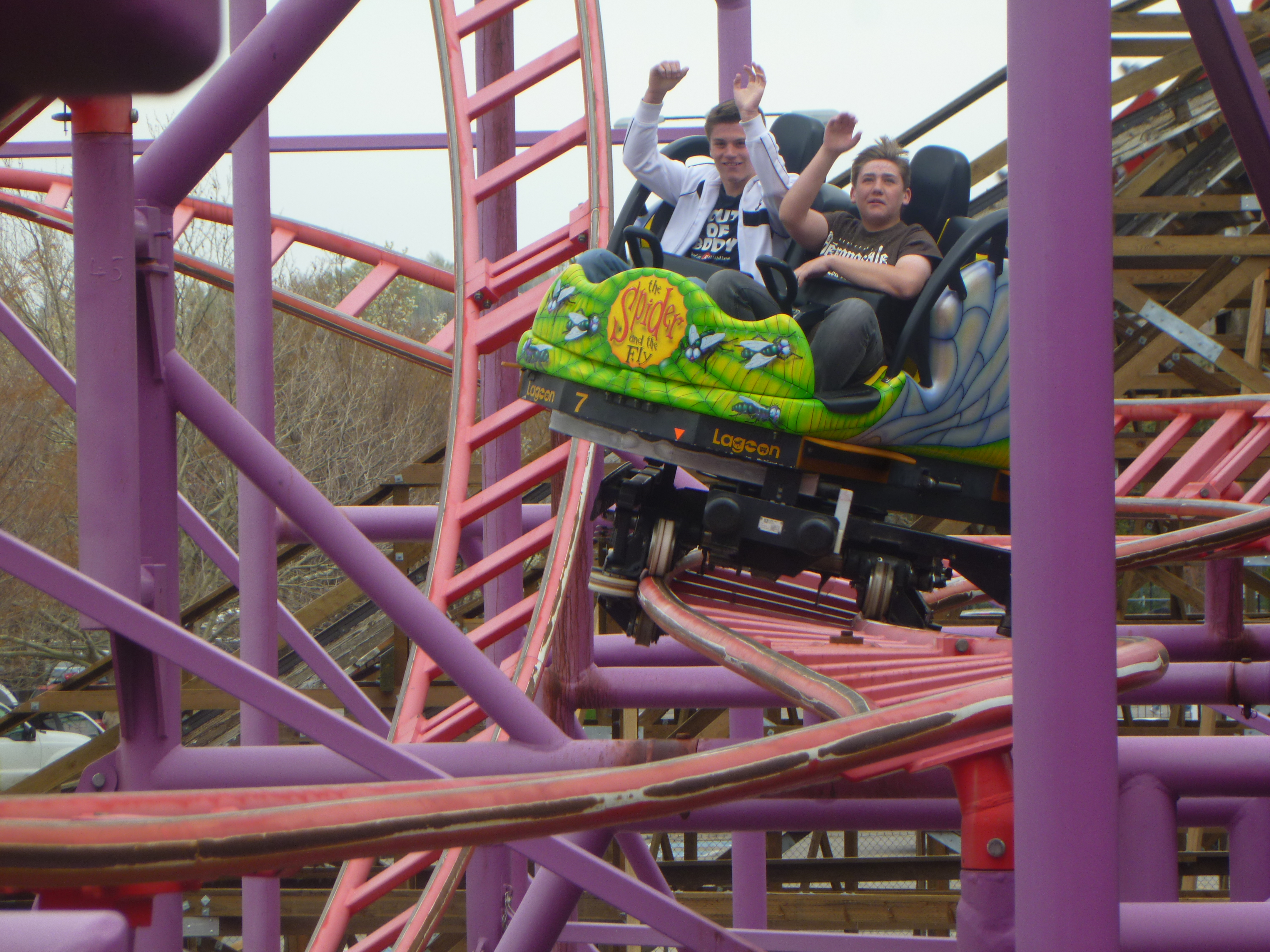
Spider à Lagoon
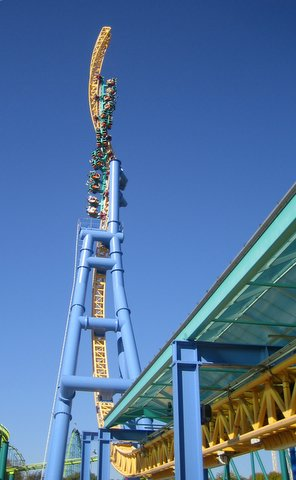
Steel Venom à Valleyfair
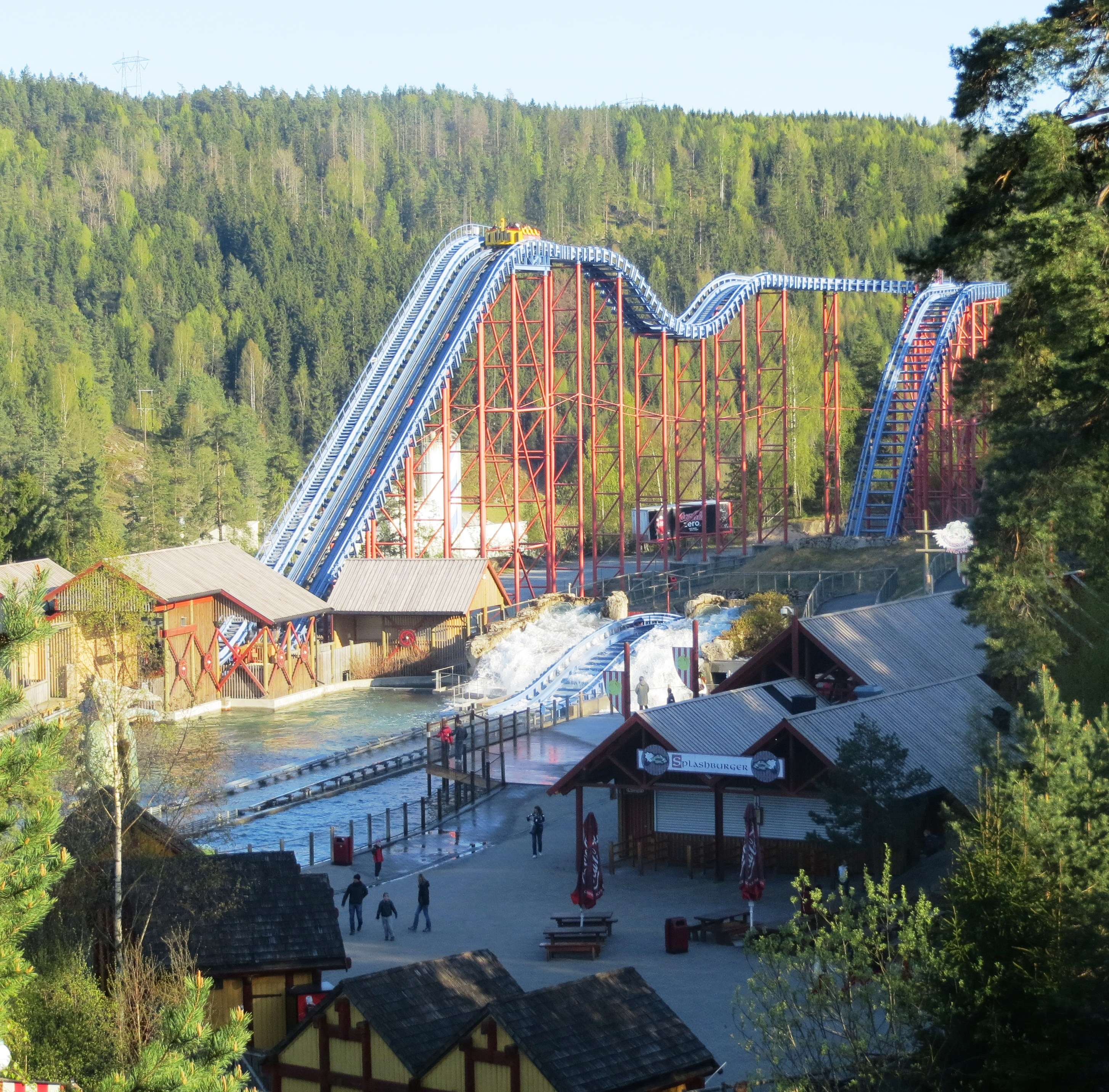
Super Splash à Tusenfryd
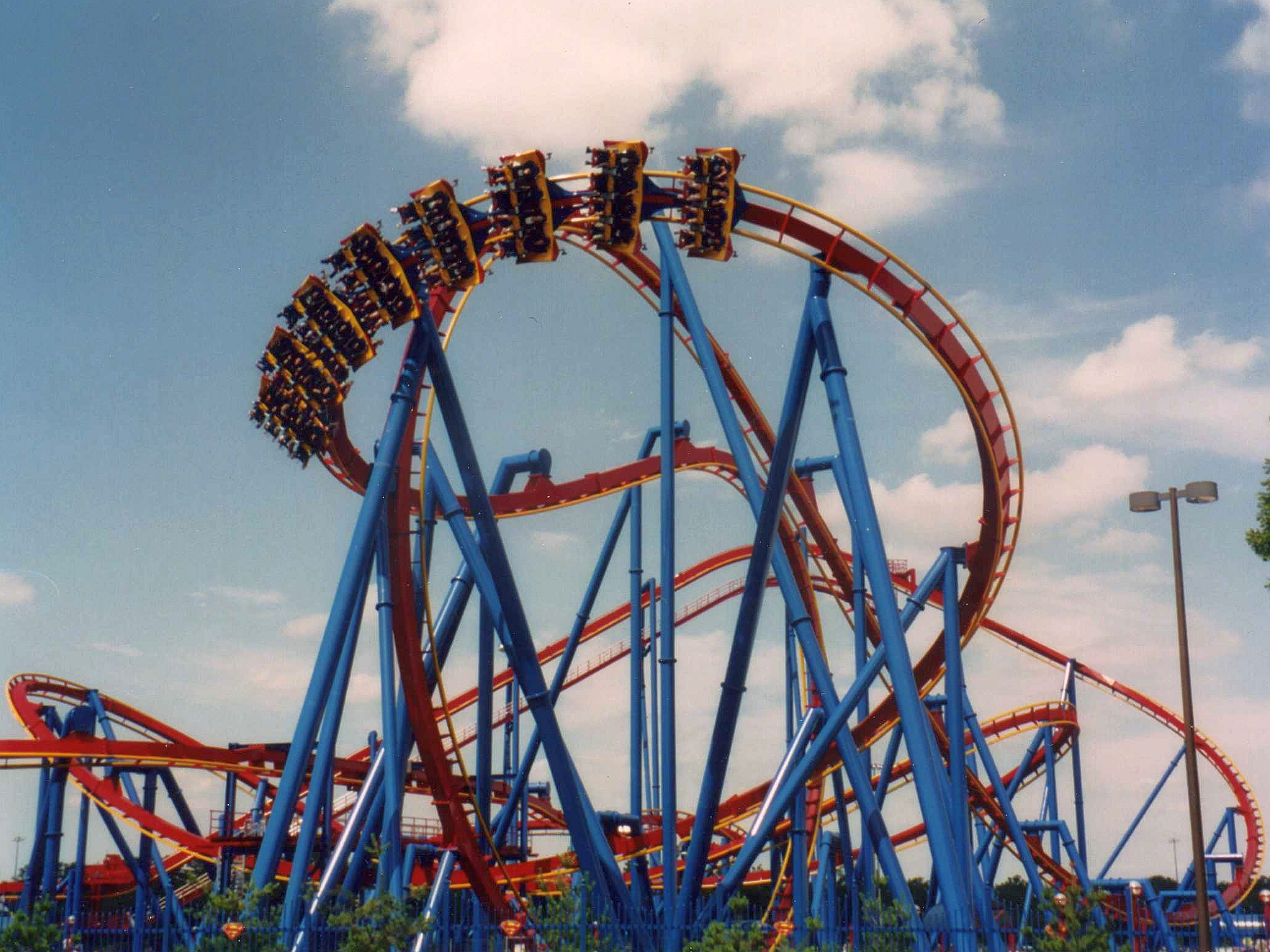
Superman: Ultimate Flight à Six Flags Great Adventure
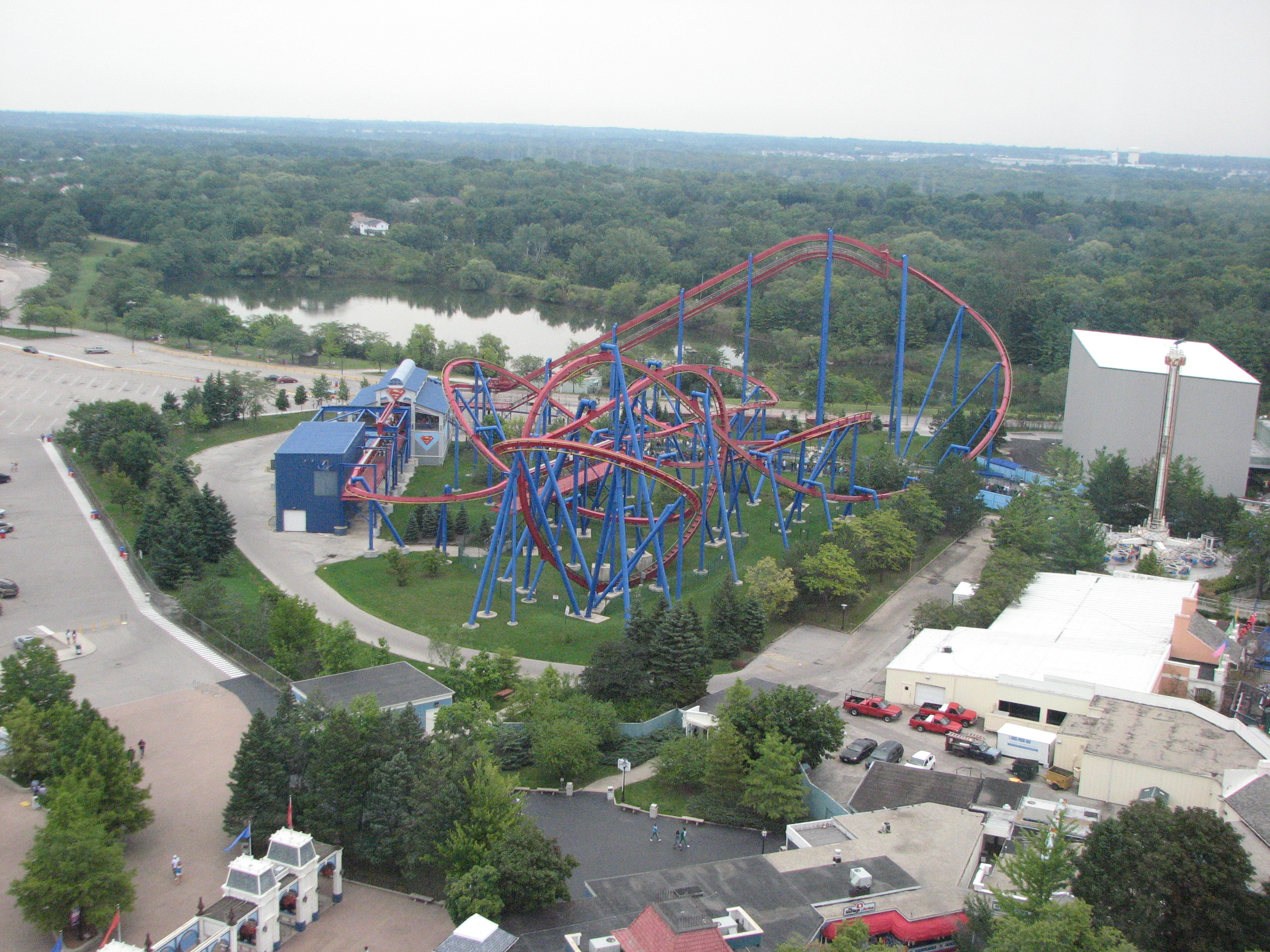
Superman: Ultimate Flight à Six Flags Great America
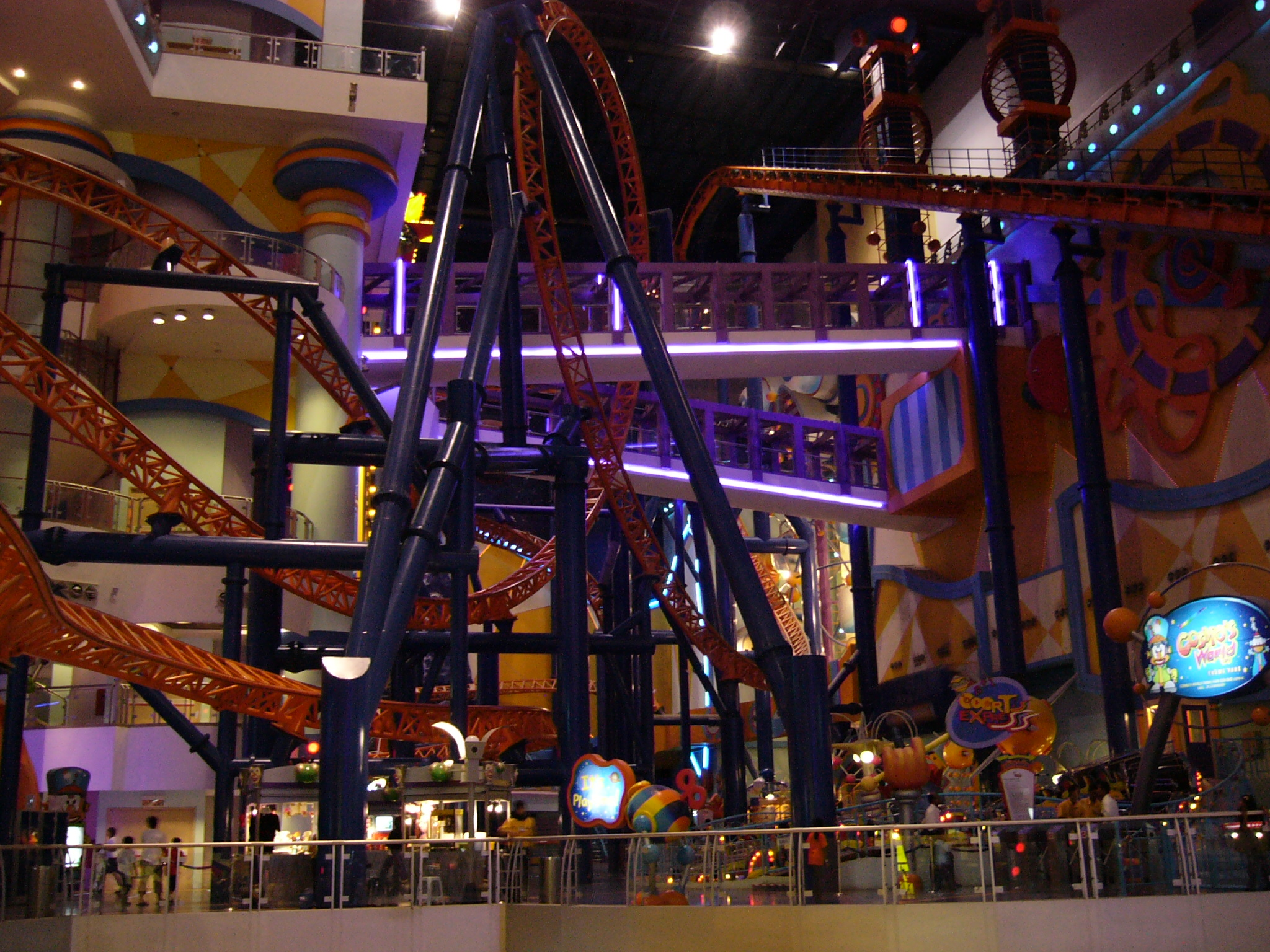
Supersonic Odyssey à Cosmo's World
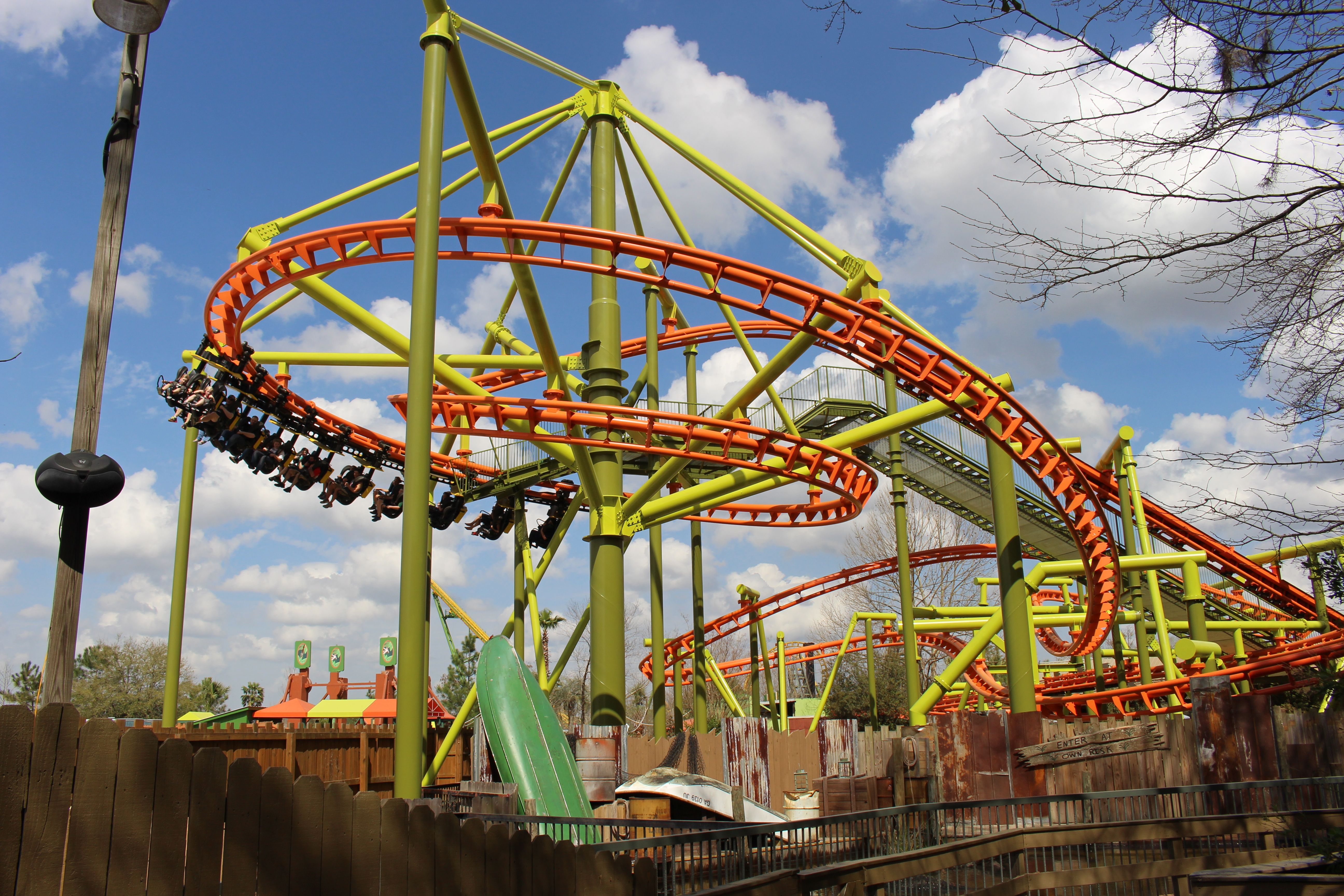
Swamp Thing à Wild Adventures
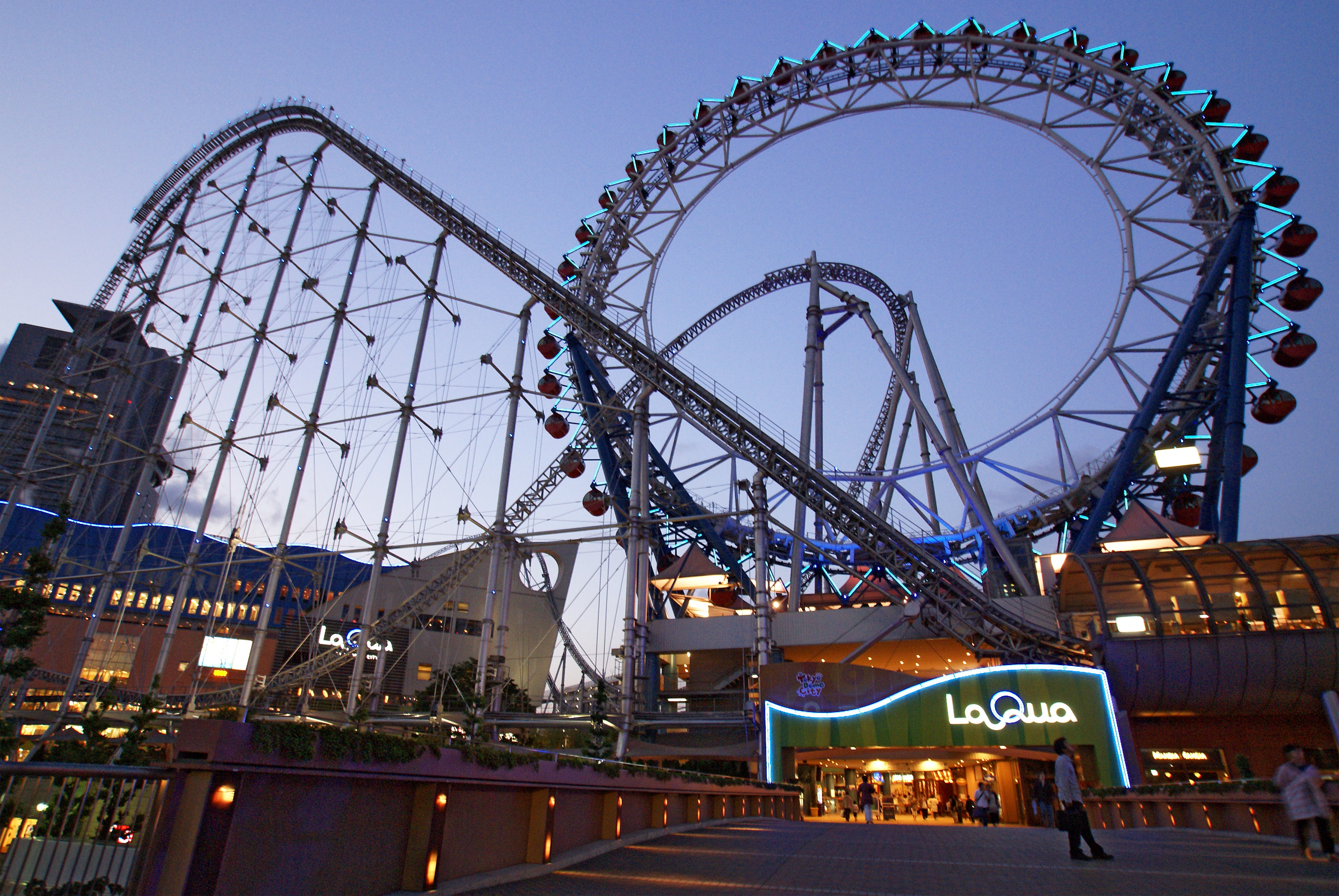
Thunder dolphin à Tokyo Dome City Attractions
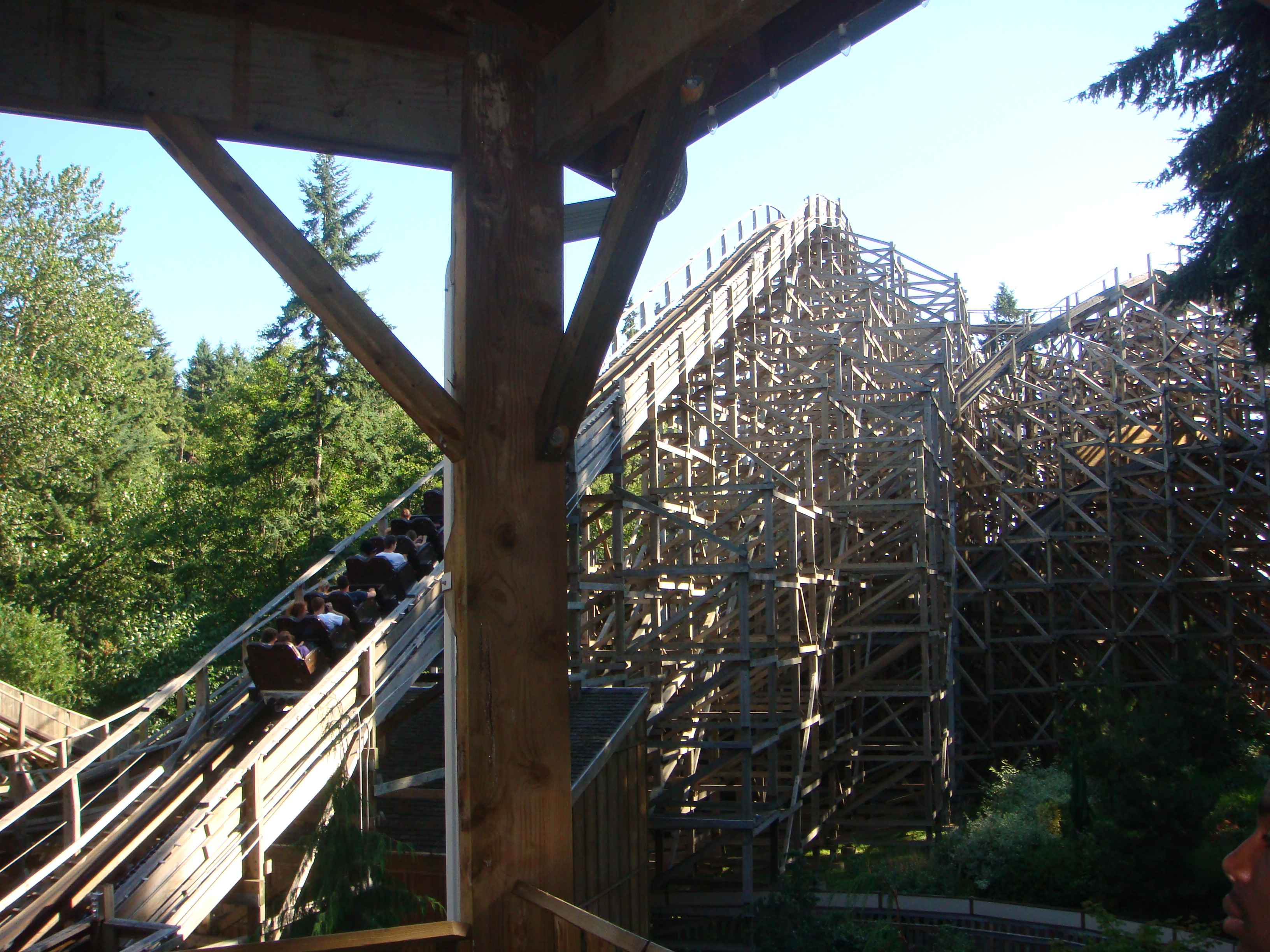
Timberhawk: Ride of Prey à Wild Waves Theme Park
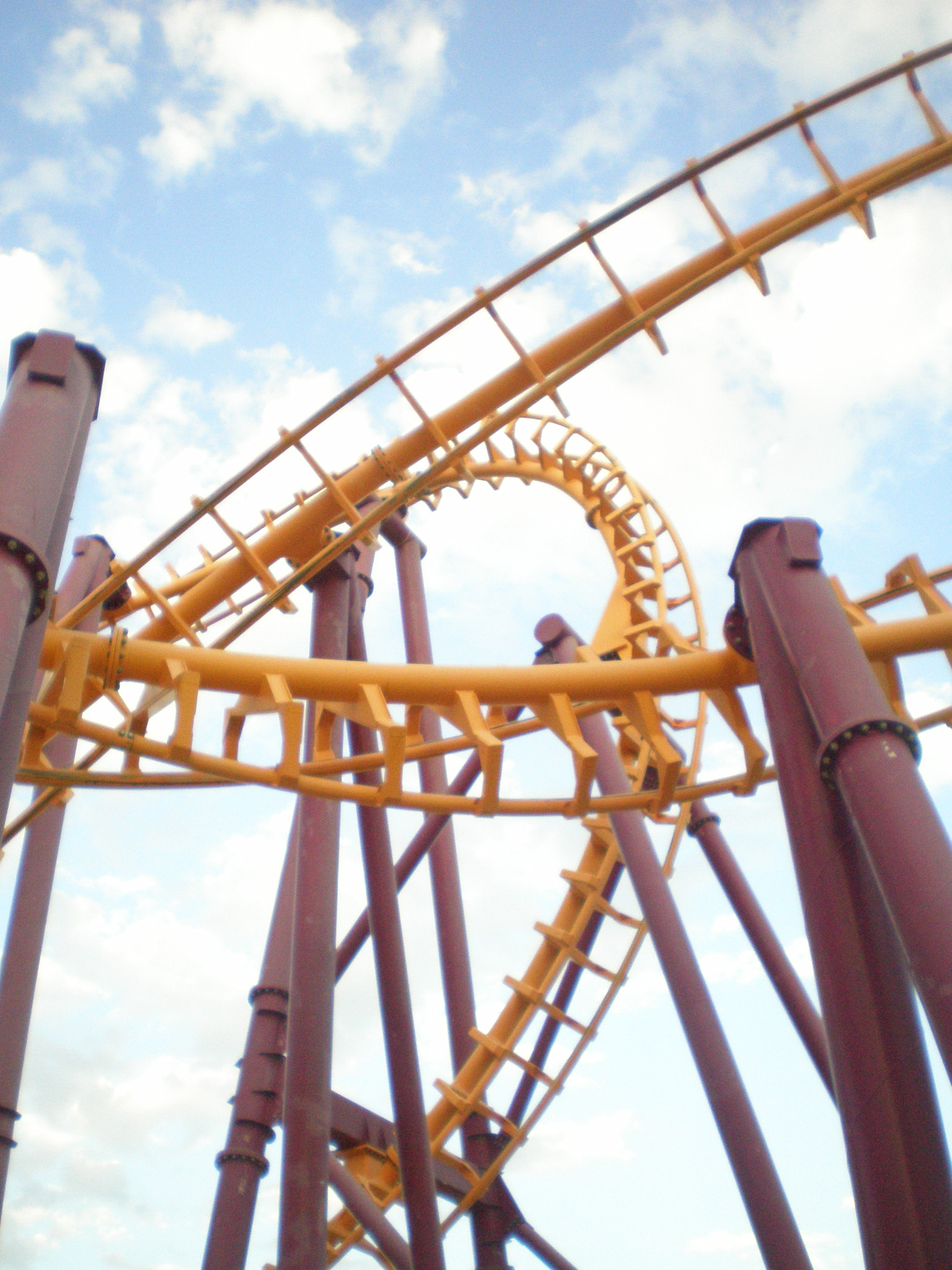
Tizona à Terra Mítica
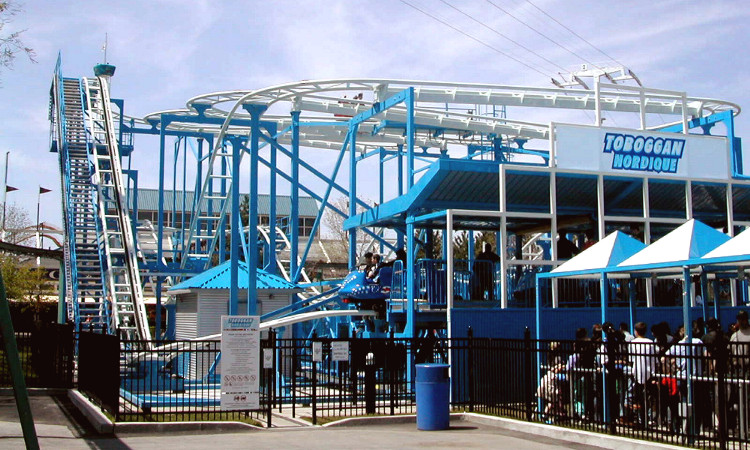
Toboggan Nordique à La Ronde
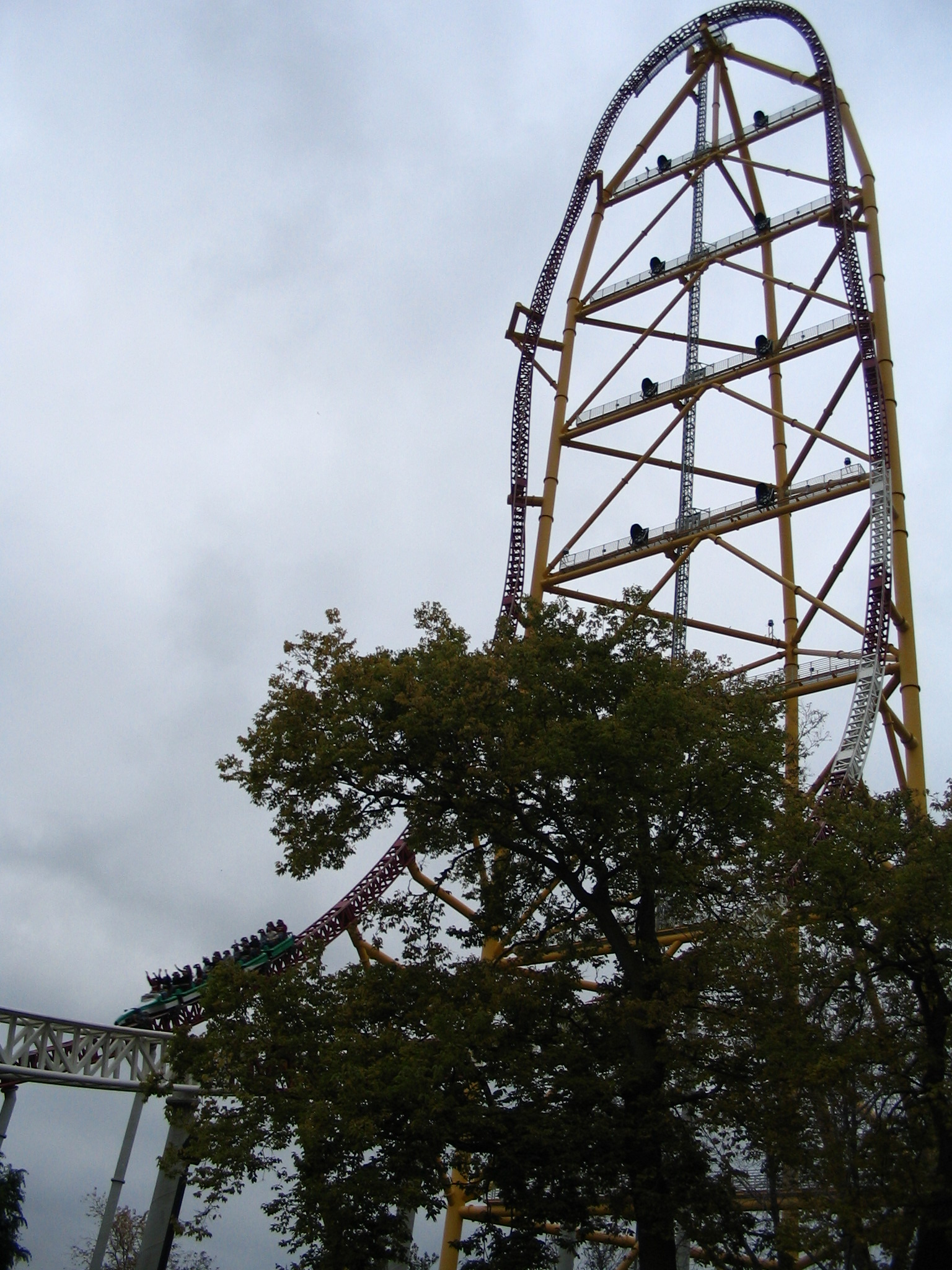
Top Thrill Dragster à Cedar Point
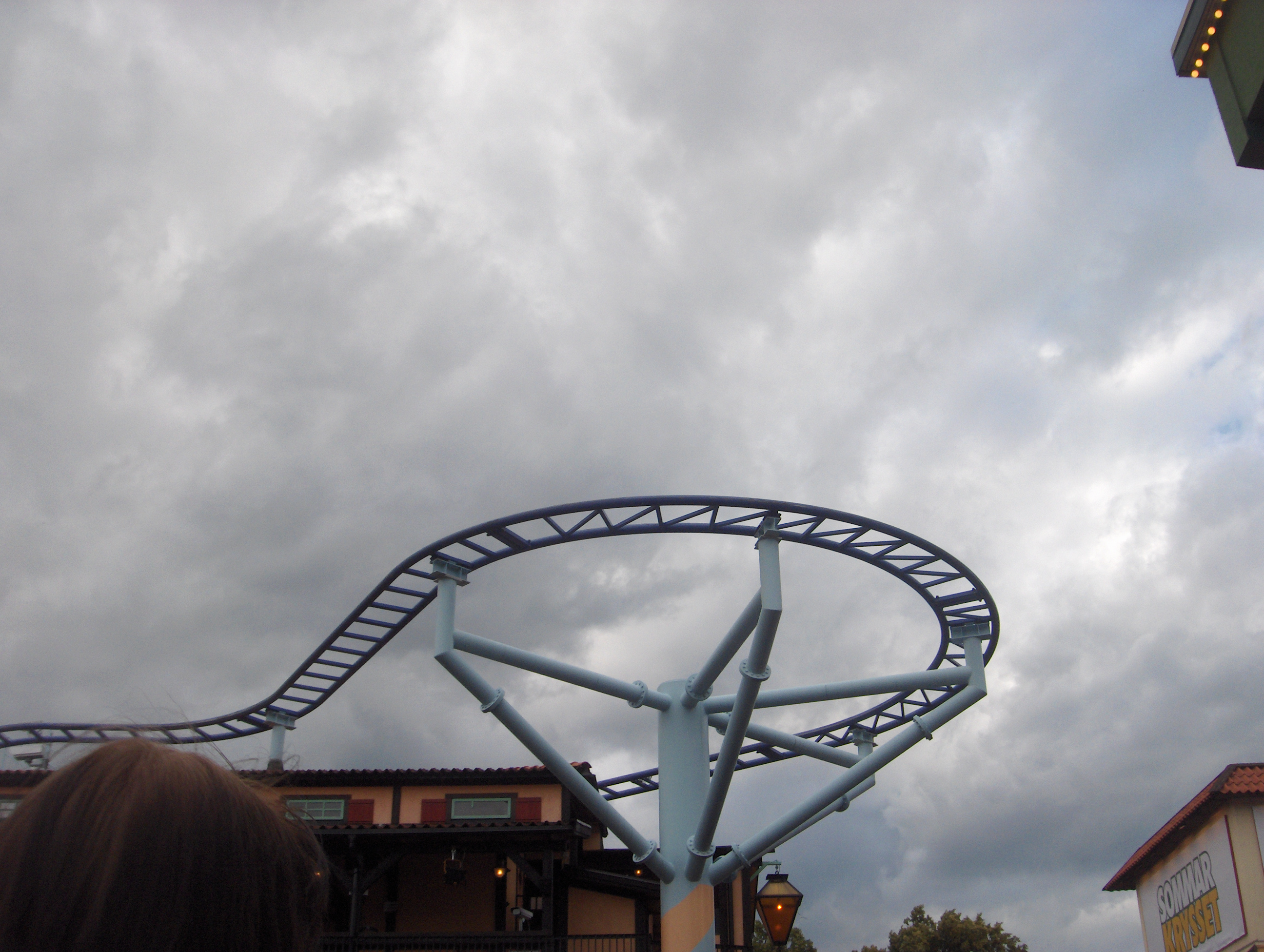
Vilda Musen à Gröna Lund
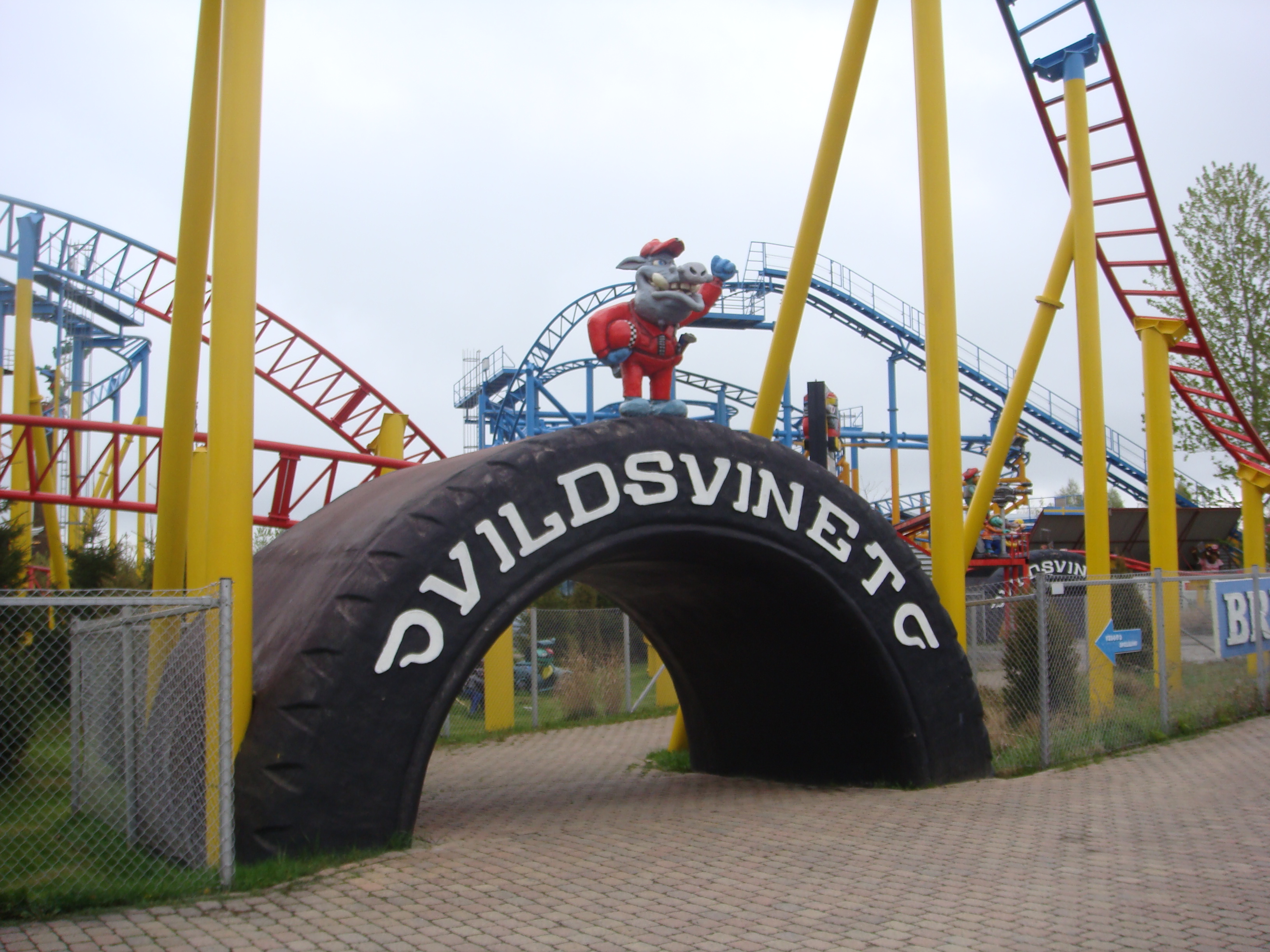
Vildsvinet à BonbonLand

### Autres attractions
Cette liste est non exhaustive.
| Nom                                | Type / Modèle                  | Constructeur                       | Parc                                     | Pays        |
| ---------------------------------- | ------------------------------ | ---------------------------------- | ---------------------------------------- | ----------- |
| Back to the backstage              | Monorail                       |                                    | Movieland Studios                        | Italie      |
| Barnradiobilarna                   | Autos tamponneuses             | Bertazzon                          | Gröna Lund                               | Suède       |
| Challenge of Tutankhamon           | Parcours scénique interactif   | Sally Corporation/ETF Ride Systems | Walibi Belgium                           | Belgique    |
| The Claw                           | Revolution 20                  | Chance Morgan                      | Hersheypark                              | États-Unis  |
| Colorad'eau                        | Bouées                         | Reverchon Industries               | Parc du Bocasse                          | France      |
| De koffiekopjes                    | Tasses                         | Mack Rides                         | Plopsaland De Panne                      | Belgique    |
| Donnerbalken                       | Shoot, tilt & drop tower       | Bear Rides                         | Erlebnispark Tripsdrill                  | Allemagne   |
| Drop Zone: Stunt Tower             | Tour de chute                  | Intamin                            | Paramount's Kings Dominion               | États-Unis  |
| Efteling Theater                   | Théâtre                        | Efteling                           | Efteling                                 | Pays-Bas    |
| Excalibur                          | Tow boat ride                  | Bear Rides                         | Drayton Manor                            | Royaume-Uni |
| Fahrt des Odysseus                 | Tow boat ride                  | Bear Rides                         | Belantis                                 | Allemagne   |
| Fluch des Pharao                   | Shoot the Chute                | Hafema                             | Belantis                                 | Allemagne   |
| Fly Away                           | Fly Away                       | Huss Rides                         | Bobbejaanland                            | Belgique    |
| Free Fall                          | Tour de chute                  | Far Fabbri                         | Attractiepark Slagharen                  | Pays-Bas    |
| Fuga da Atlantide                  | Shoot the Chute / Super Splash | Intamin                            | Gardaland                                | Italie      |
| Horror House                       | Walkthrough                    |                                    | Movieland Studios                        | Italie      |
| Jimmy Neutron's Nicktoon Blast     | Cinéma dynamique               | Intamin                            | Universal Studios Florida                | États-Unis  |
| King Kahuna                        | Top Spin                       | Huss Rides                         | Kennywood                                | États-Unis  |
| Lunatic Devenu Nautilus en 2011.   | Feak Out                       | KMG                                | Drievliet                                | Pays-Bas    |
| Magma                              | Excursion en camion            |                                    | Movieland Studios                        | Italie      |
| Many Adventures of Winnie the Pooh | Parcours scénique              | Walt Disney Imagineering           | Disneyland                               | États-Unis  |
| Minen                              | Croisière scénique             |                                    | Jardins de Tivoli                        | Danemark    |
| Mission : Space                    | Simulateur de vol              | Walt Disney Imagineering           | Epcot                                    | États-Unis  |
| Muehlbach                          | Bûches junior                  | ABC Engineering                    | Erlebnispark Tripsdrill                  | Allemagne   |
| Penguin's Blizzard River           | Bouées                         | WhiteWater West                    | Six Flags America                        | États-Unis  |
| Power Builder                      | Robocoaster                    | Kuka                               | Legoland Billund                         | Danemark    |
| Rapid River                        | Rivière rapide en bouées       |                                    | Fantasilandia                            | Chili       |
| Río Navajo                         | Rivière rapide en bouées       | Intamin                            | Parque de Atracciones de Zaragoza        | Espagne     |
| Santa Maria                        | Bateau à bascule               | Huss Rides                         | Belantis                                 | Allemagne   |
| Scream                             | Tour de chute                  | Intamin                            | Heide Park                               | Allemagne   |
| Sledgehammer                       | Giant Jumper                   | Huss Rides                         | Canada's Wonderland                      | Canada      |
| Superman: Tower of Power           | Combo Ride                     | S&S Worldwide                      | Six Flags Over Texas                     | États-Unis  |
| SWAT                               | Sky Swat                       | S&S Worldwide                      | Six Flags Astroworld                     | États-Unis  |
| Swing Kontiki                      | Kontiki                        | Zierer                             | Zoo Safari-und Hollywoodpark Stukenbrock | Allemagne   |
| Transdemonium                      | Parcours scénique              | WGH Transportation/Farmer Studio   | Parc Astérix                             | France      |
| Troncosaurus                       | Bûches                         | L&T Systems                        | Movieland Studios                        | Italie      |
| Verlies des Grauens                | Mad House                      | Vekoma                             | Belantis                                 | Allemagne   |
| Xcalibur                           | Evolution                      | Ronald Bussink                     | Six Flags St. Louis                      | États-Unis  |
| X-Spin (Devenu Ocktopus)           | Pieuvre                        | CHA                                | Movieland Studios                        | Italie      |
| X-Splash (Devenu Troncosaurus)     | Bûches                         | L&T Systems                        | Movieland Studios                        | Italie      |

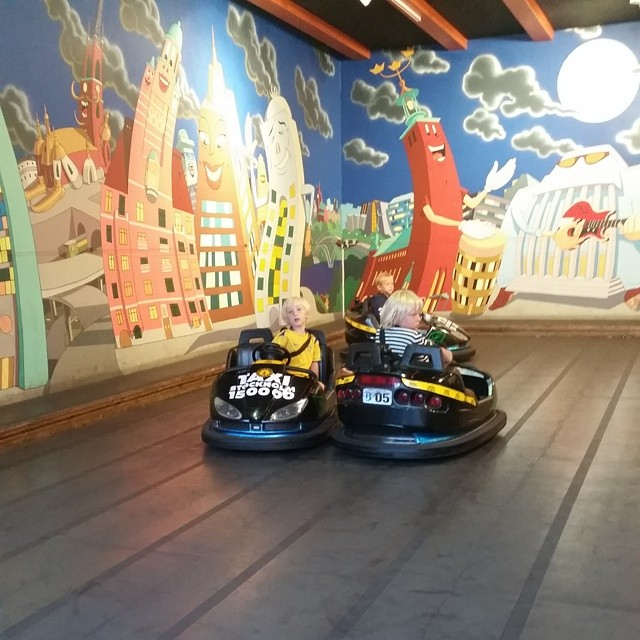
Barnradiobilarna à Gröna Lund
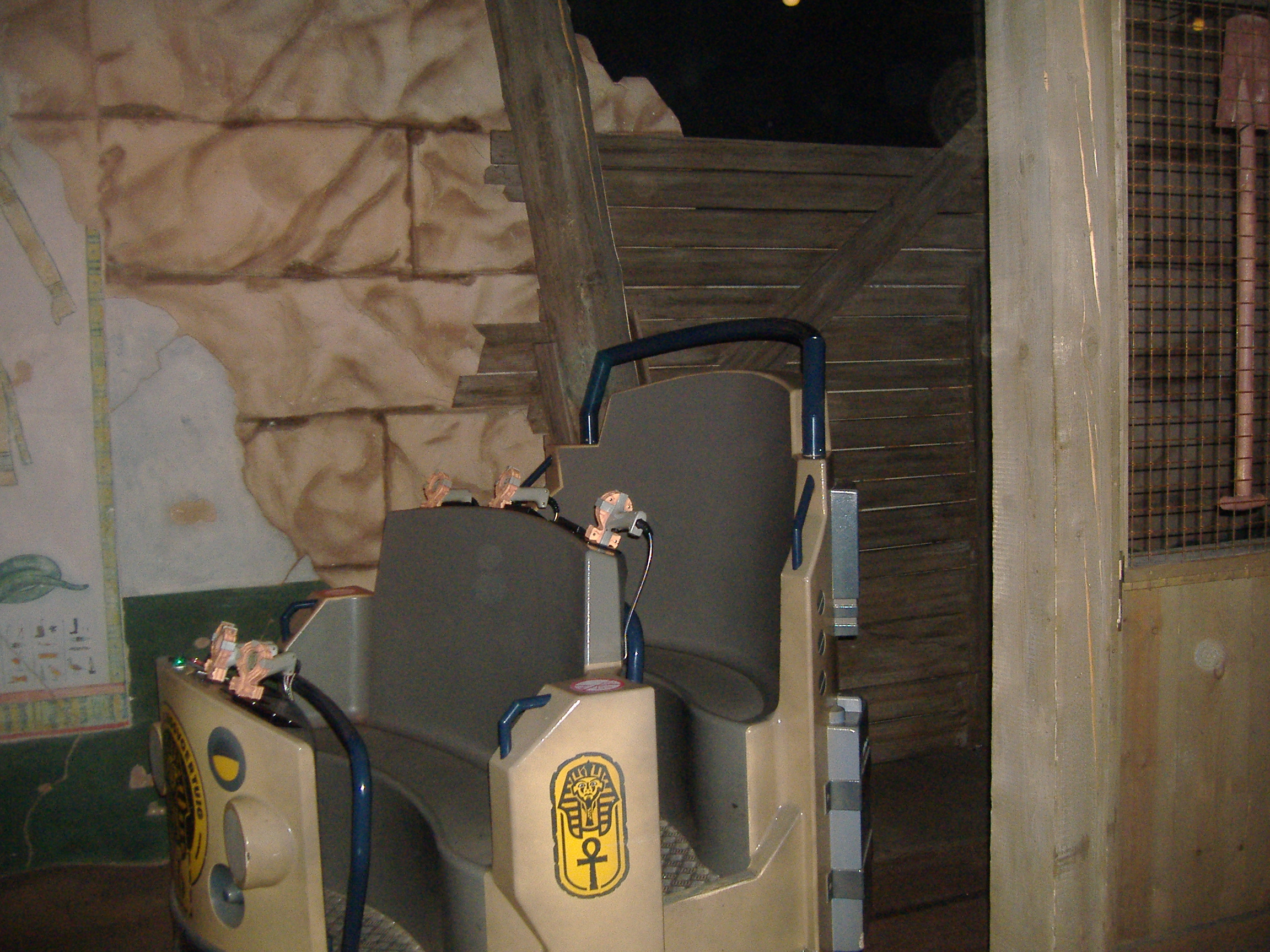
Challenge of Tutankhamon à Walibi Belgium
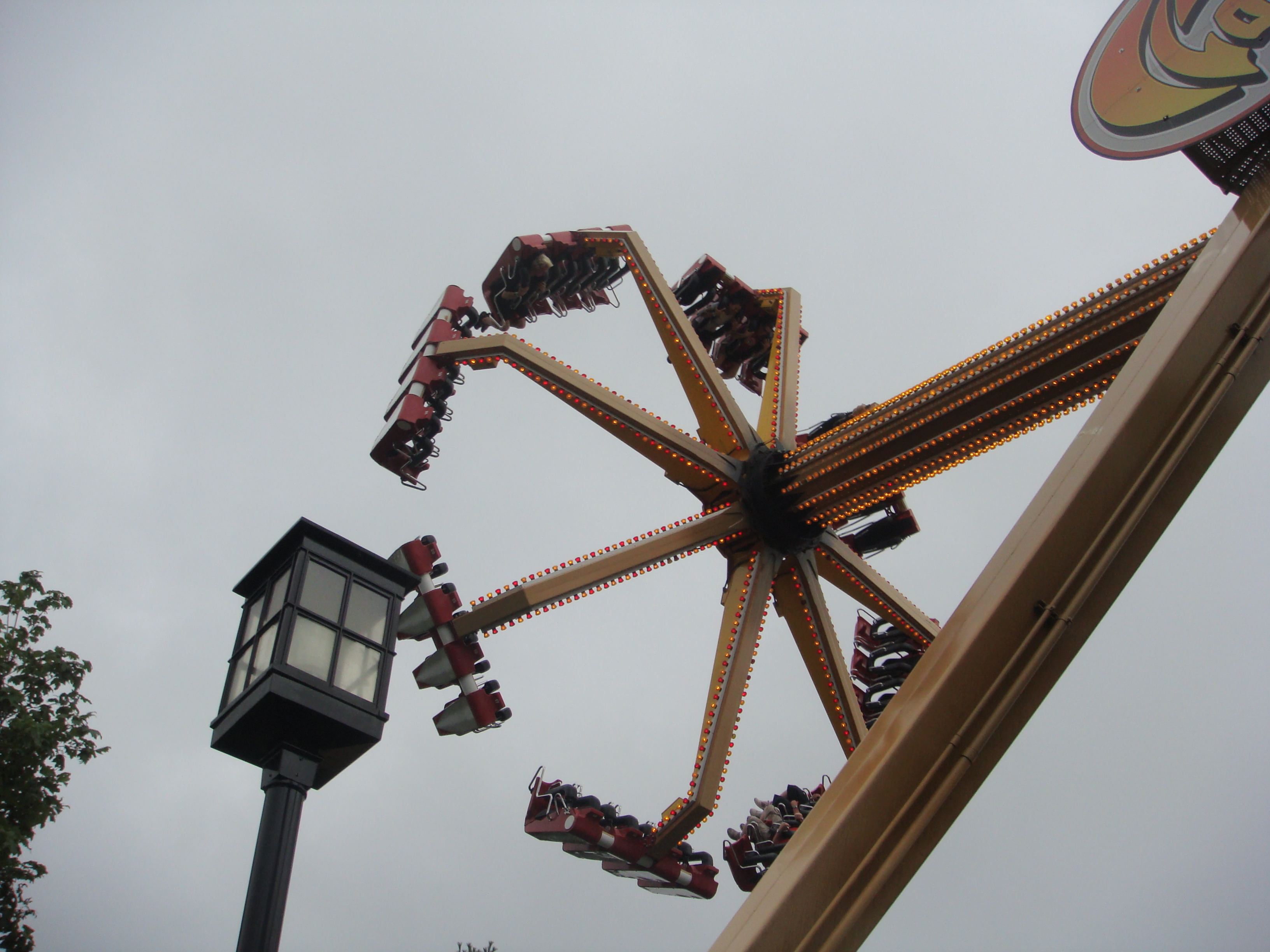
The Claw à Hersheypark
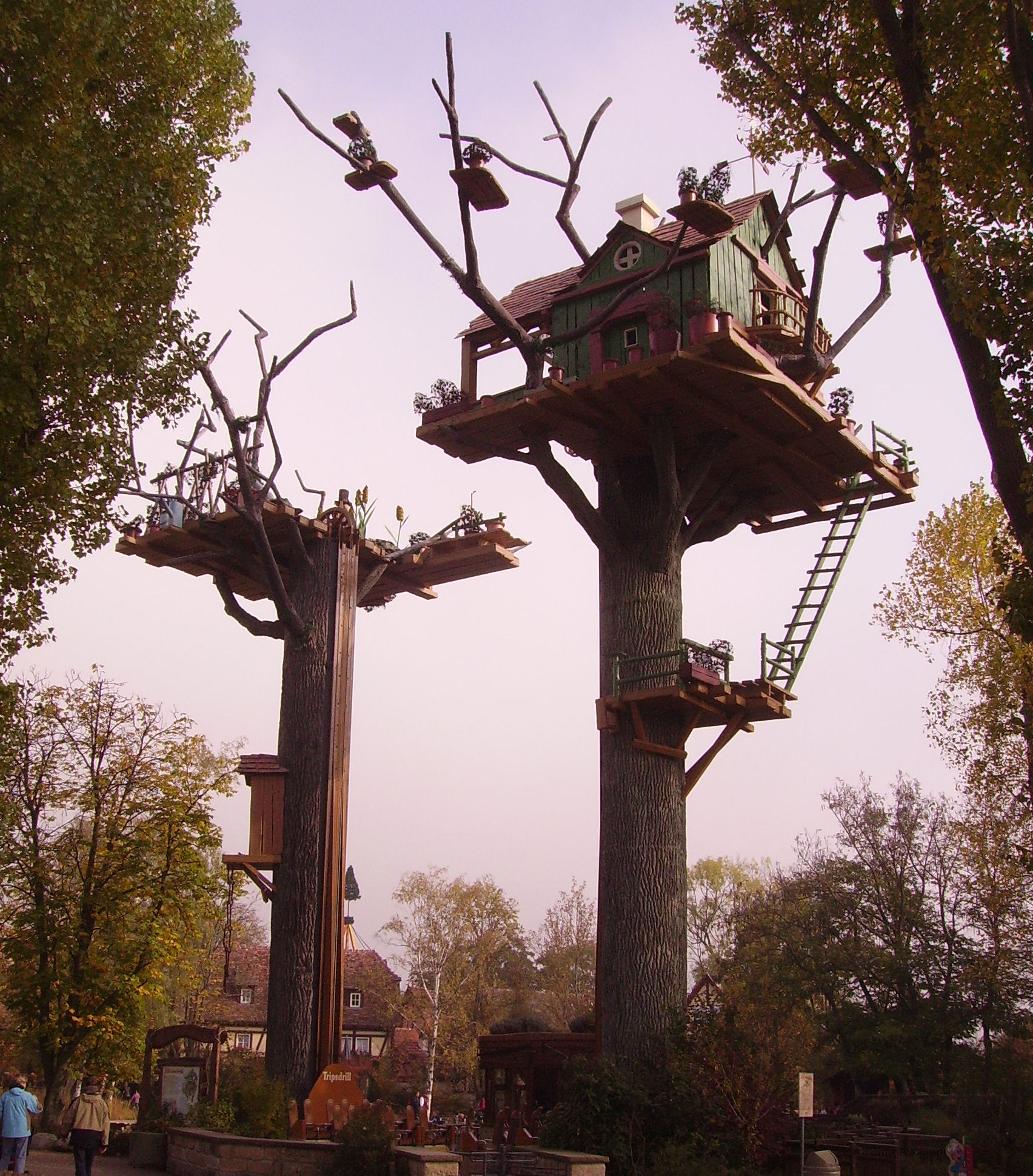
Donnerbalken à Erlebnispark Tripsdrill
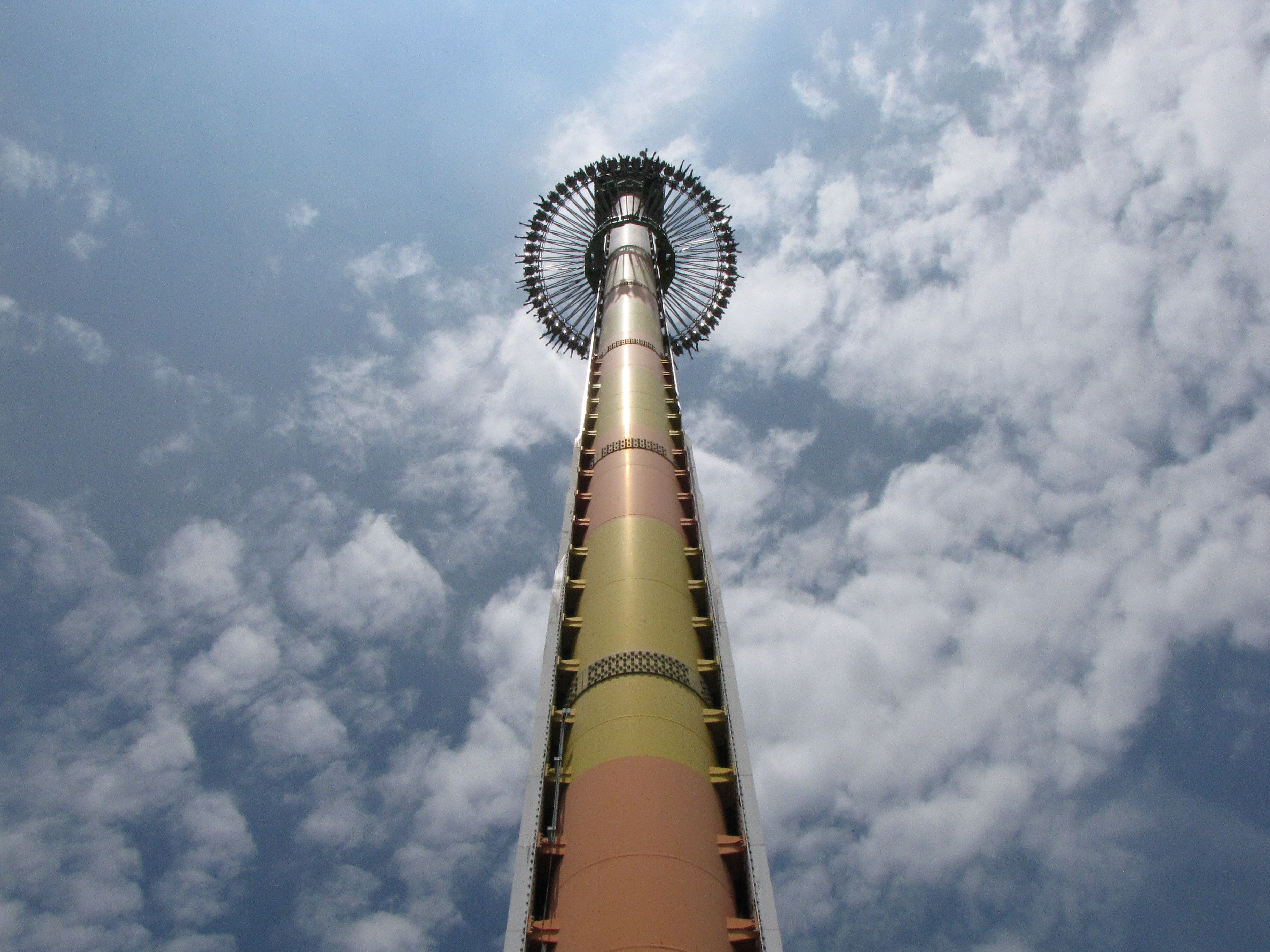
Drop Zone: Stunt Tower à Paramount's Kings Dominion
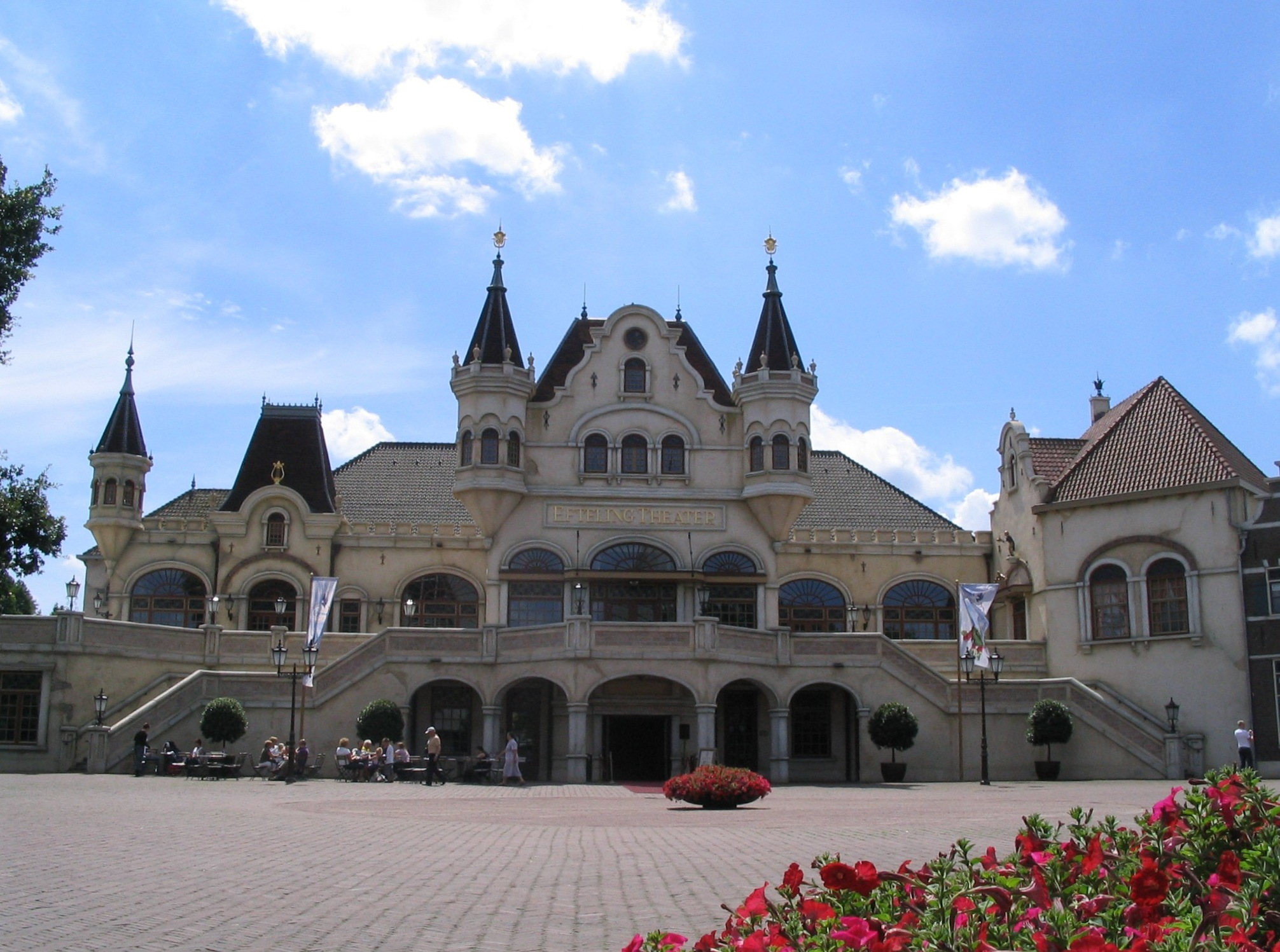
Efteling Theater à Efteling
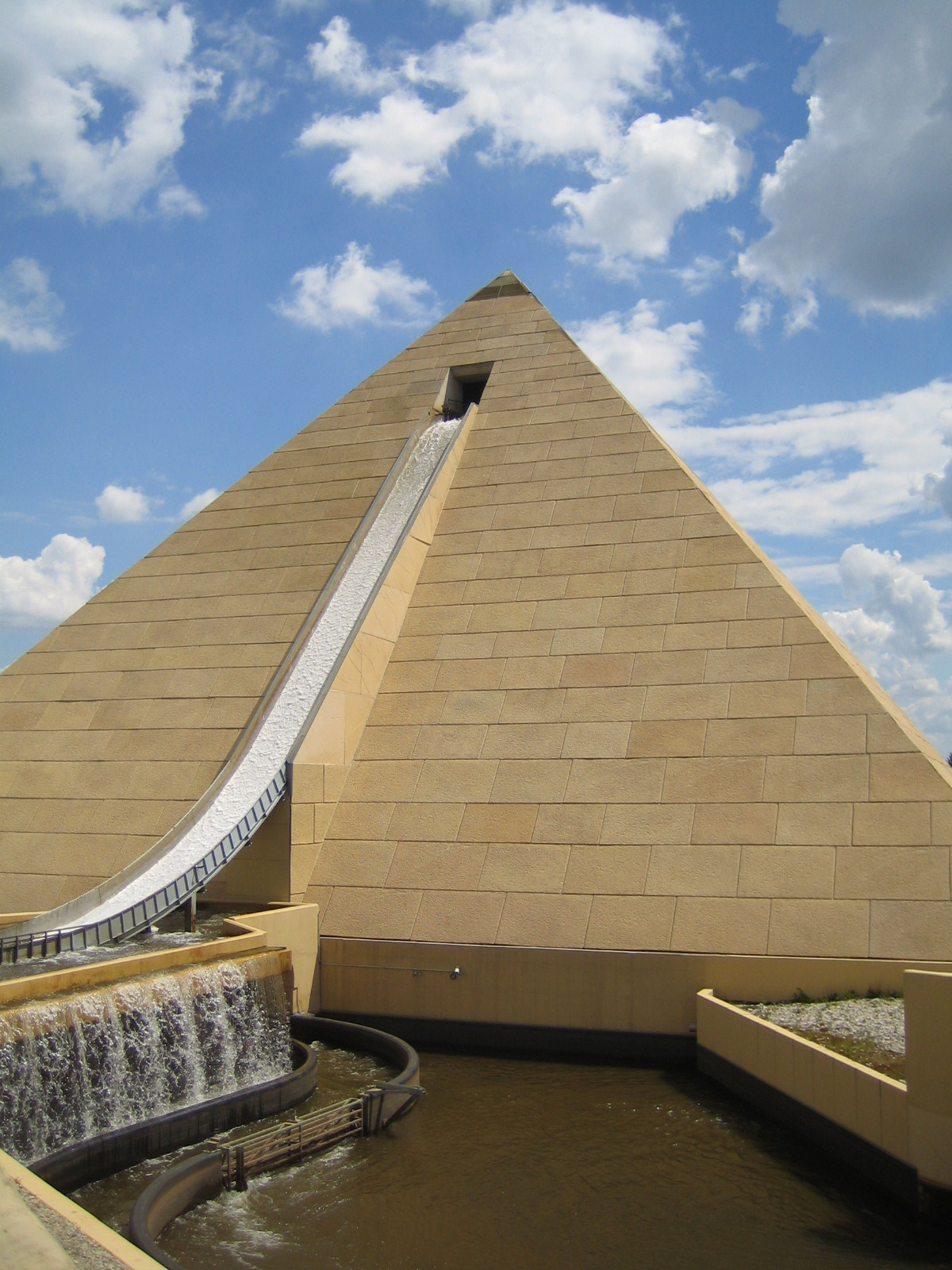
Fluch des Pharao à Belantis
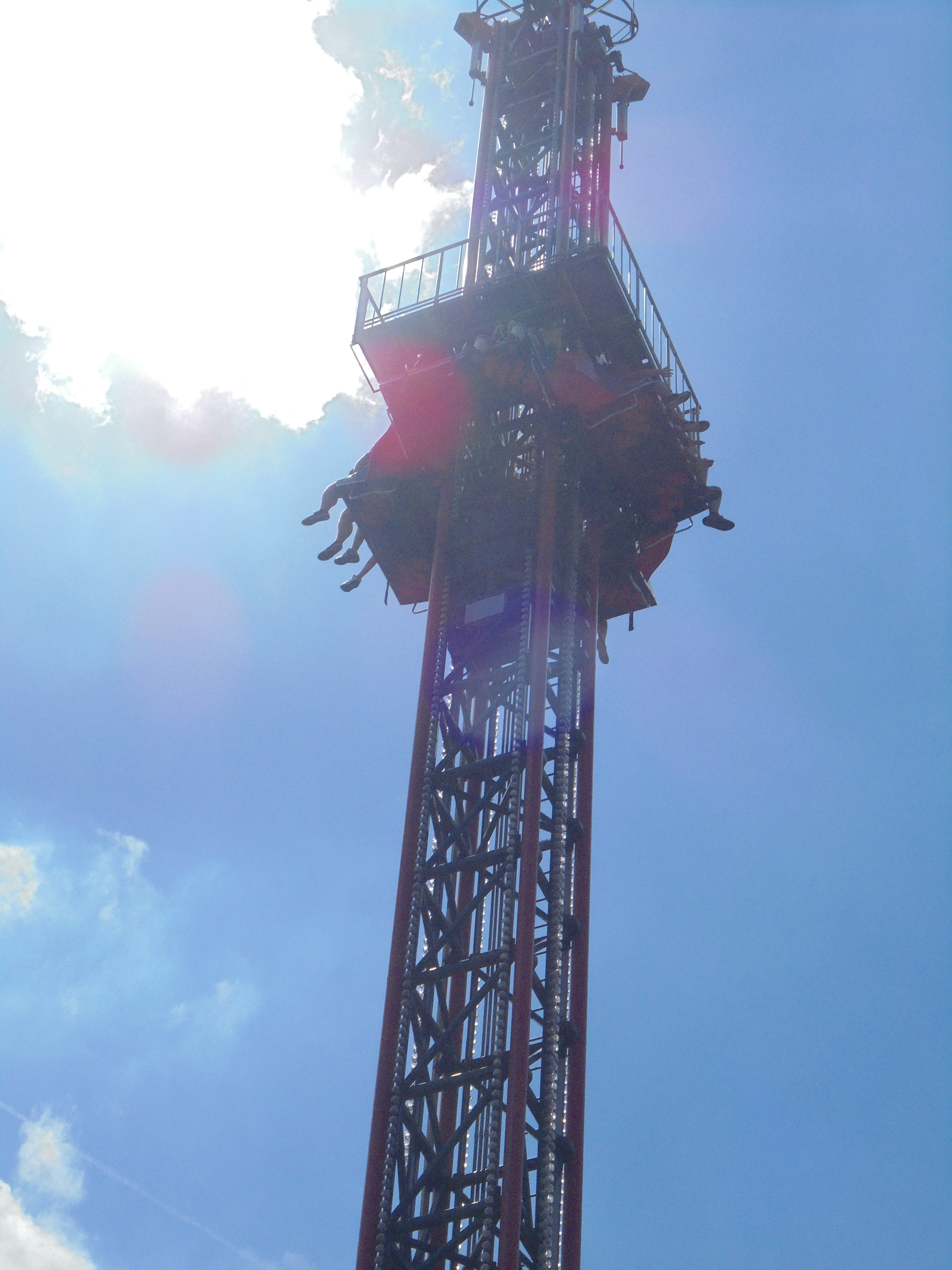
Free Fall à Attractiepark Slagharen
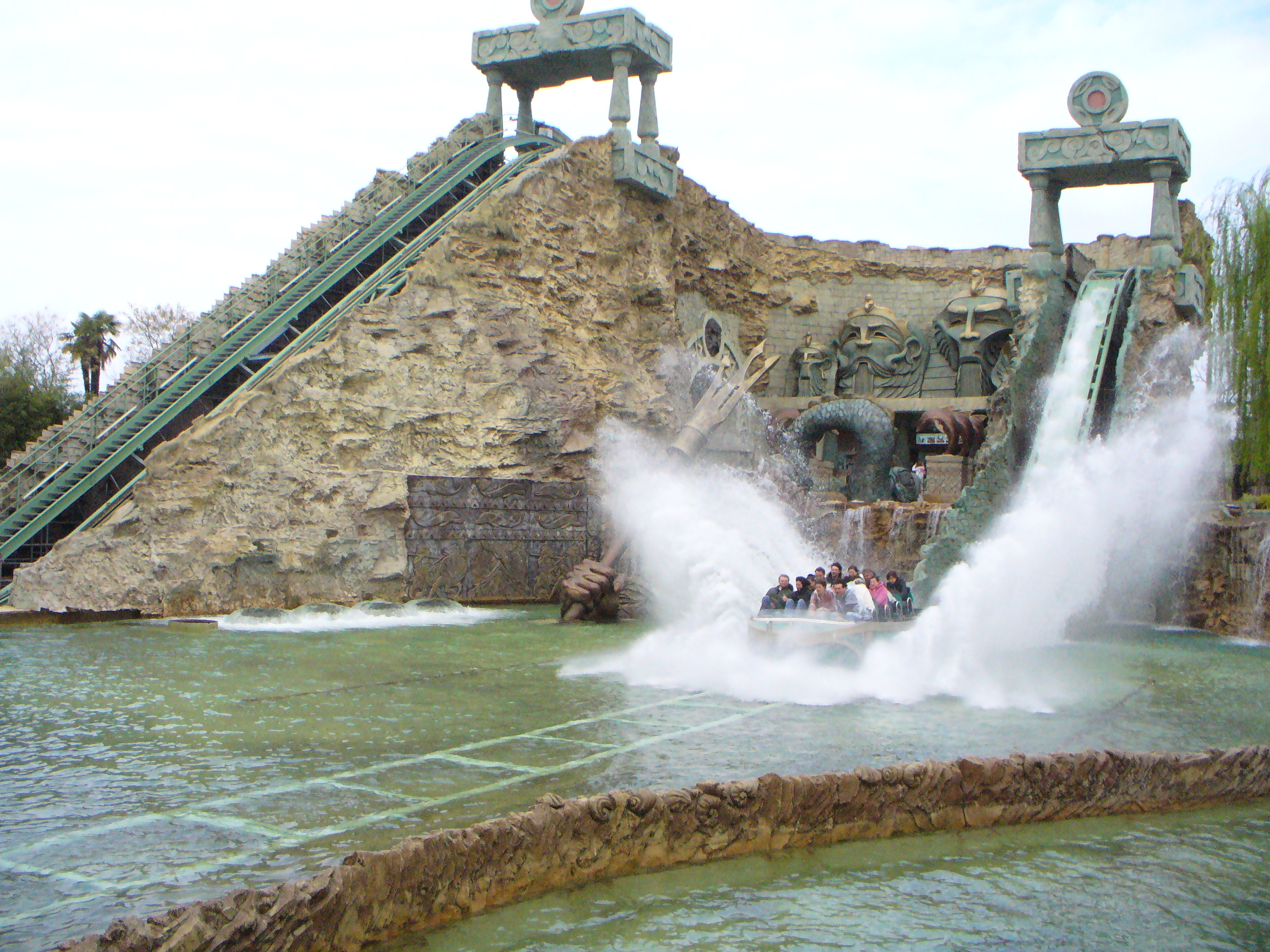
Fuga da Atlantide à Gardaland
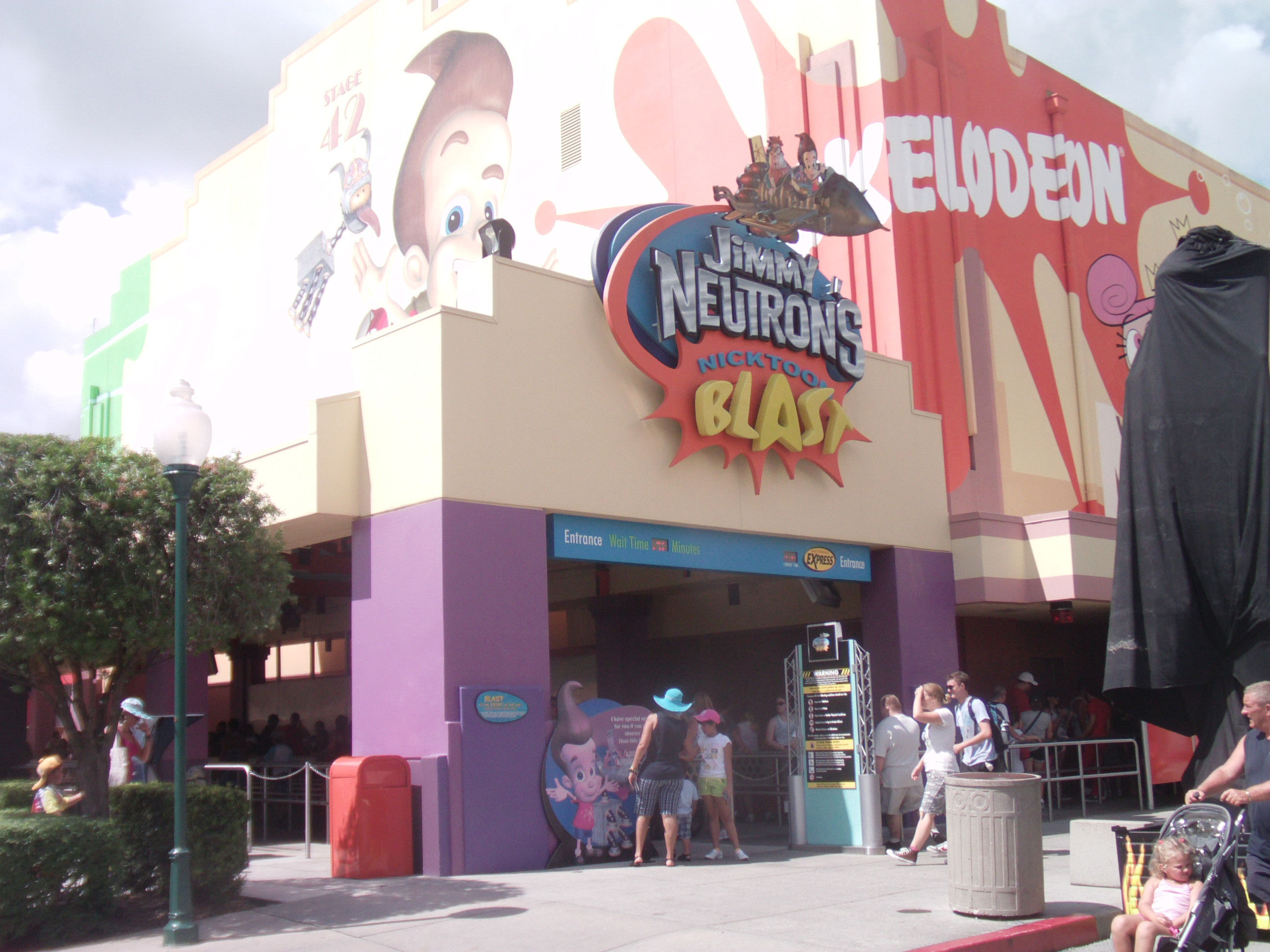
Jimmy Neutron's Nicktoon Blast à Universal Studios Florida
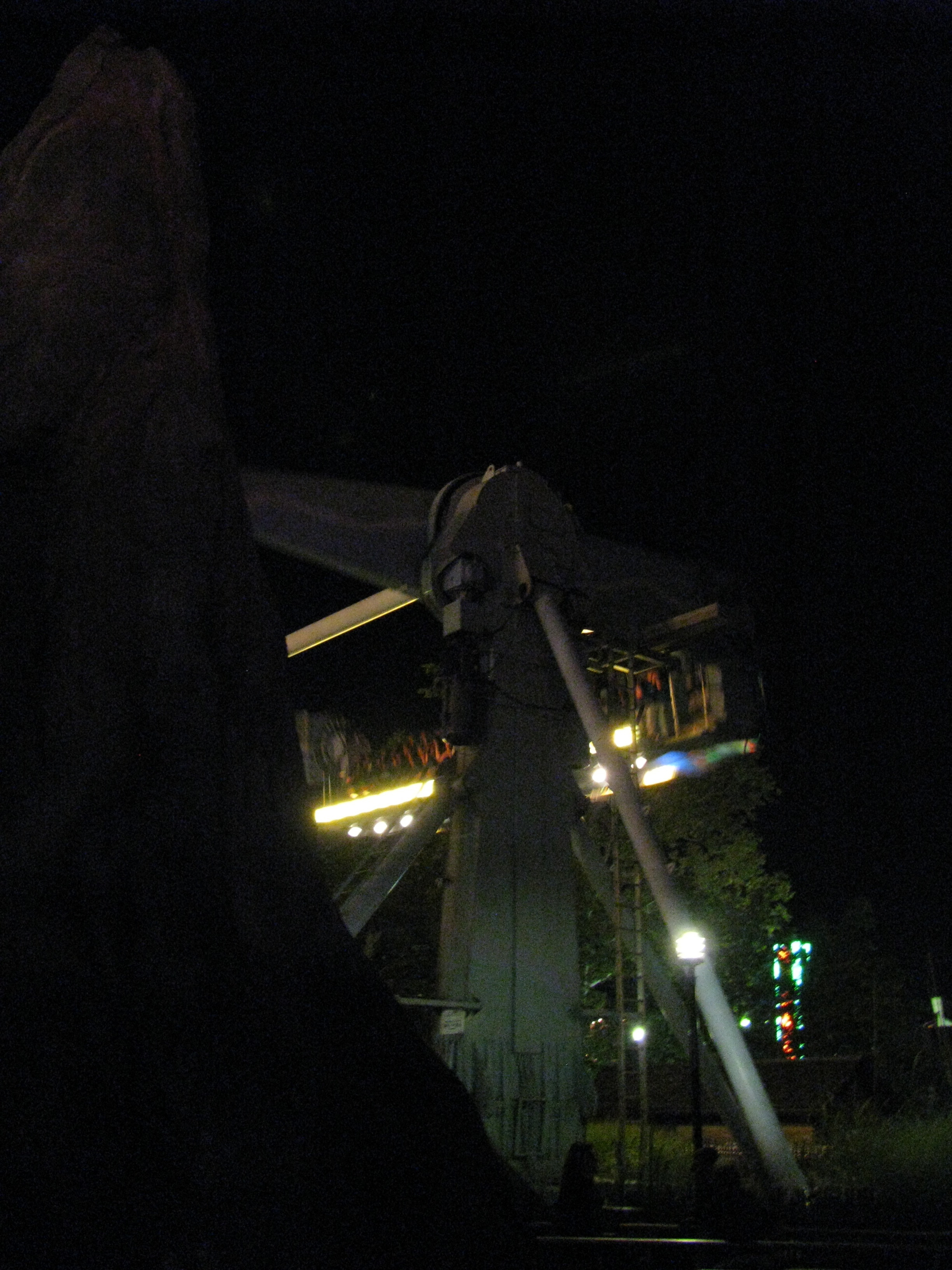
King Kahuna à Kennywood
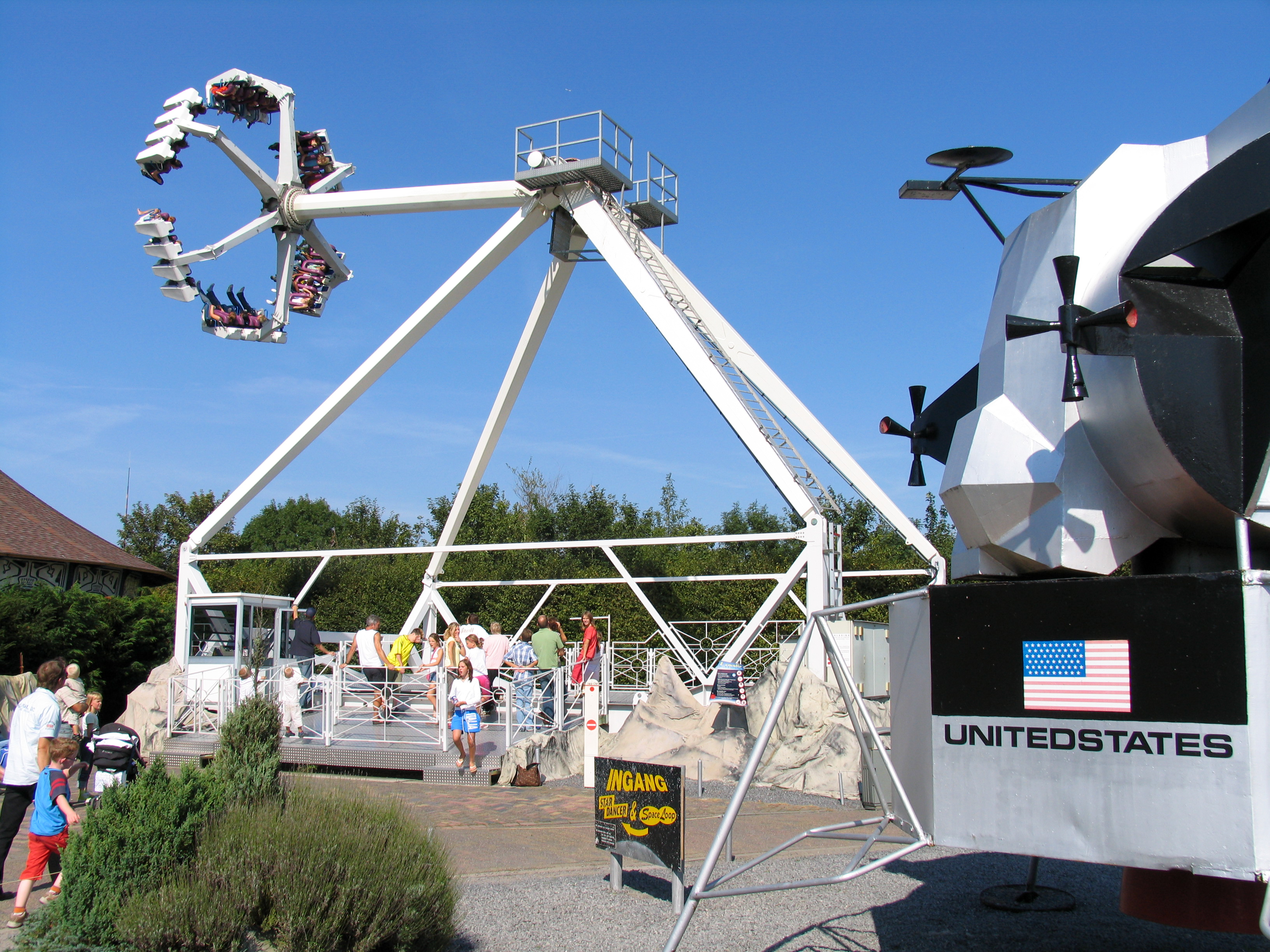
Lunatic à Drievliet
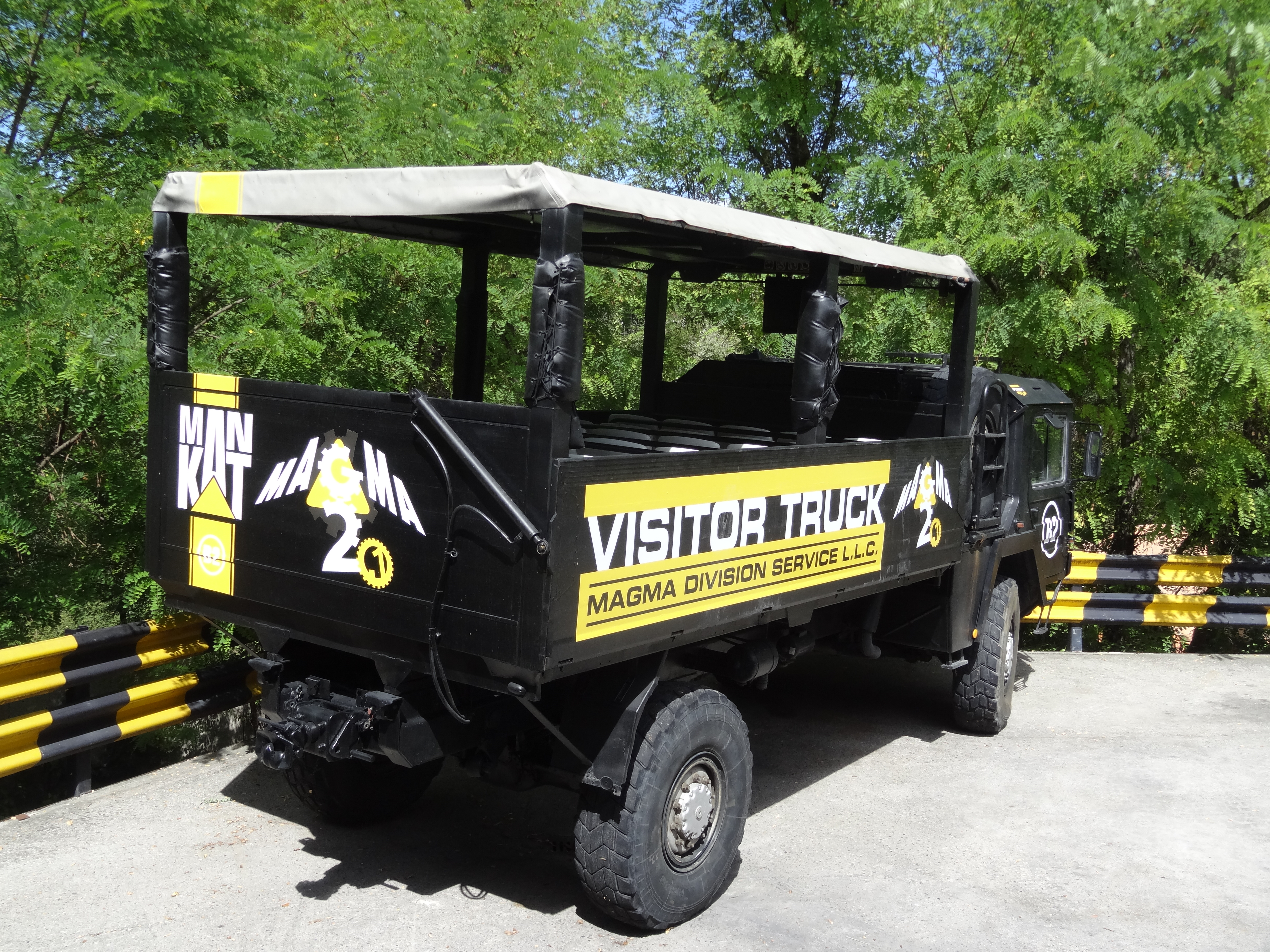
Véhicule de Magma à Movieland
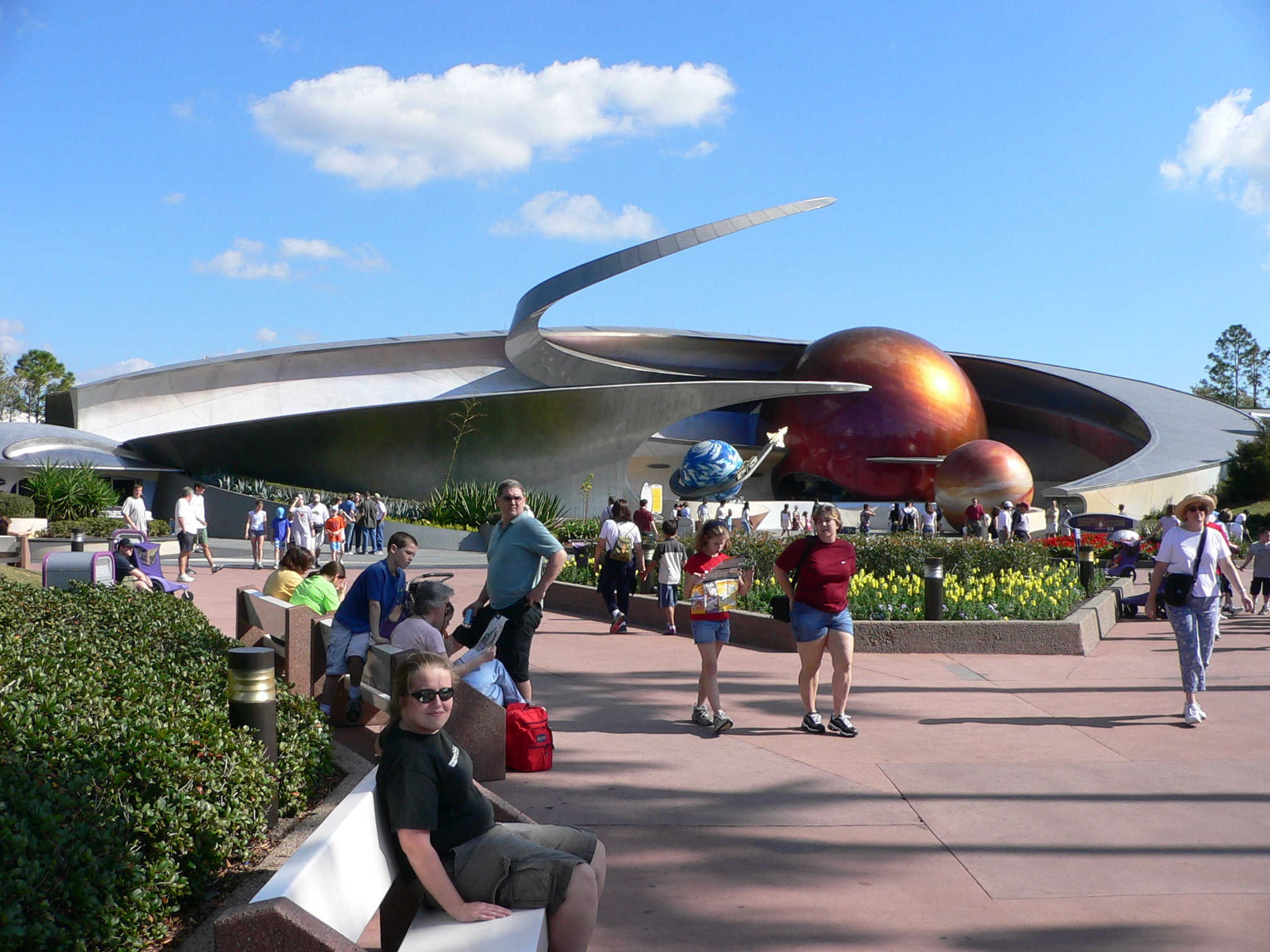
Mission : Space à Epcot
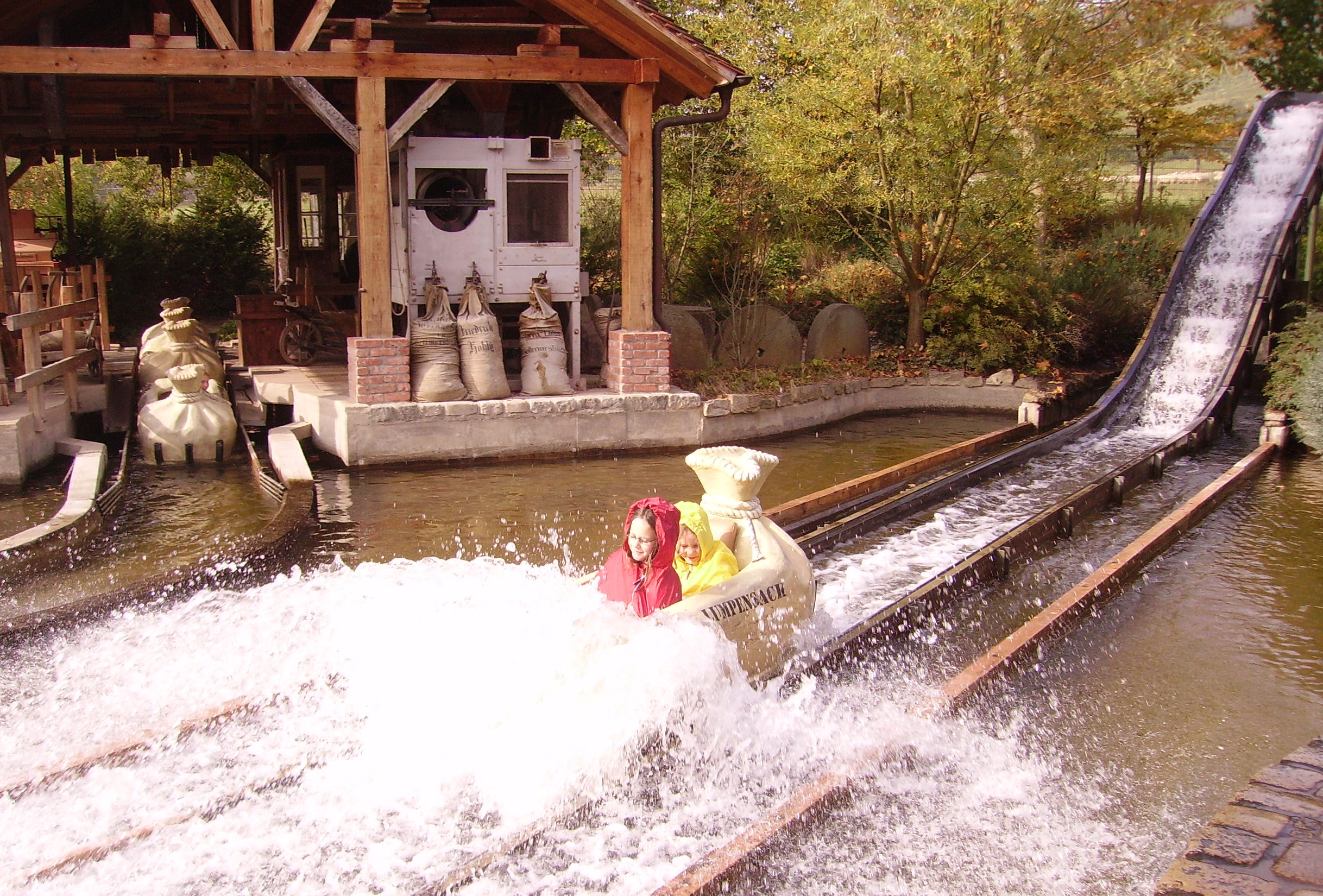
Muehlbach à Erlebnispark Tripsdrill
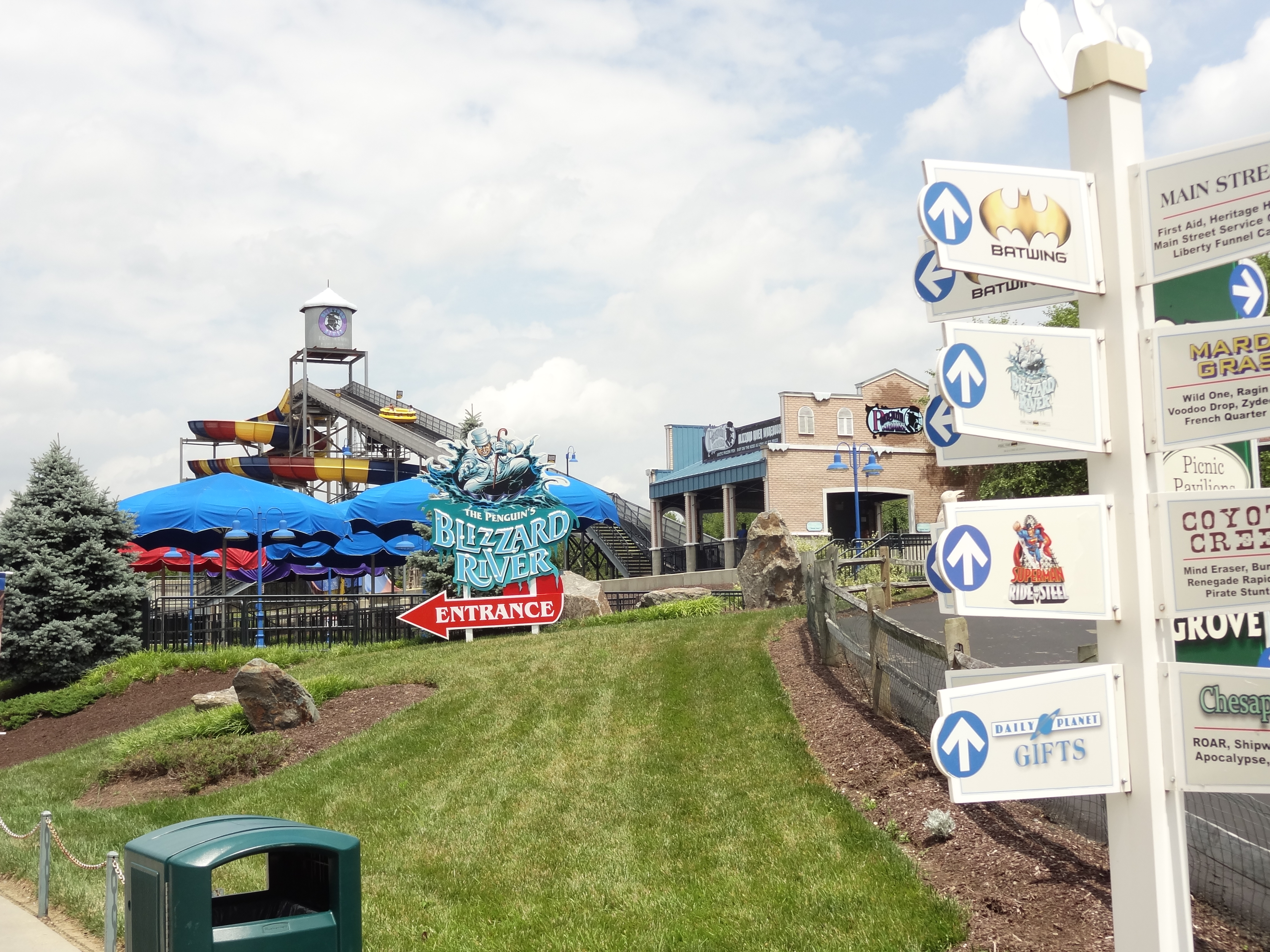
Penguin's Blizzard River à Six Flags America
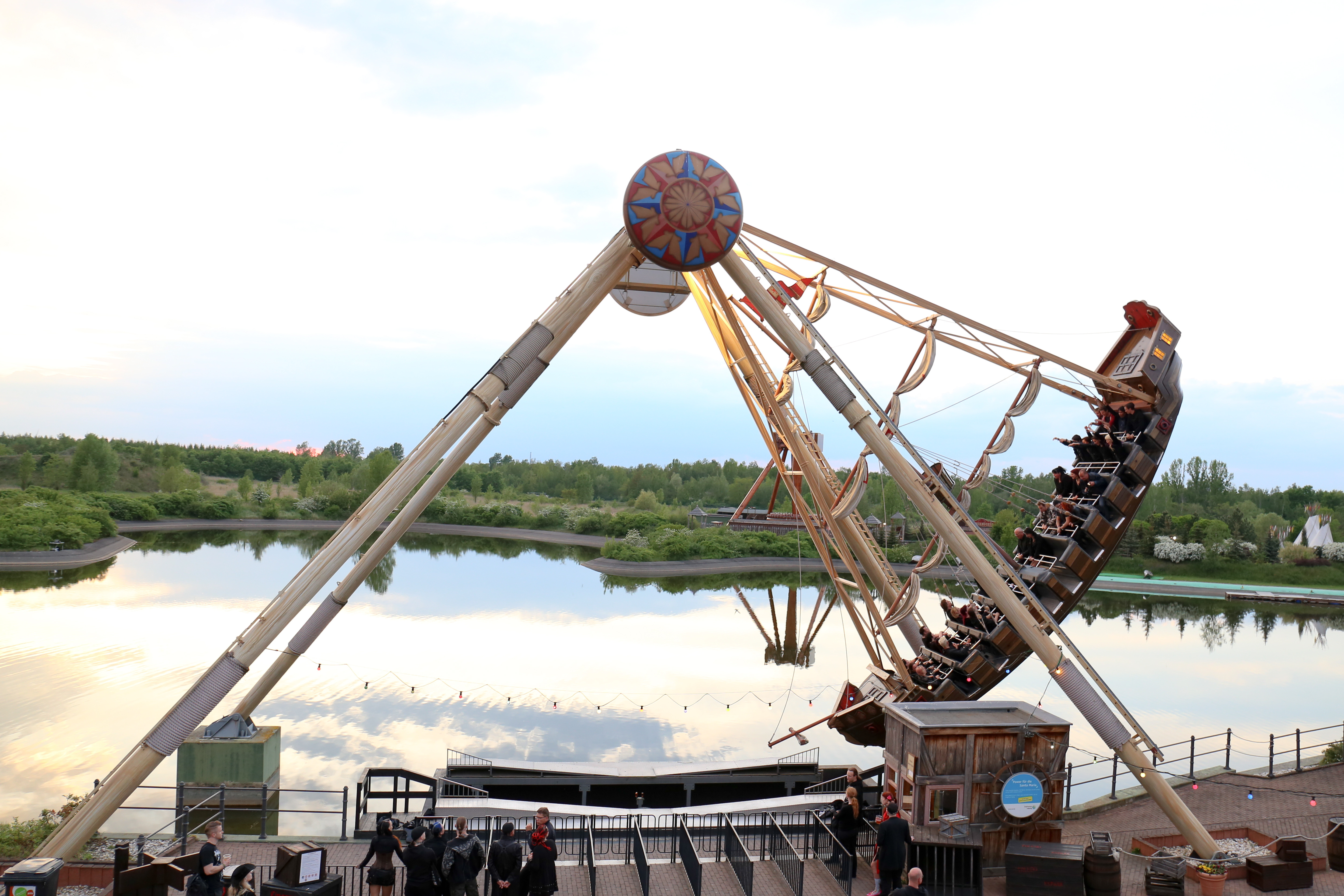
Santa Maria à Belantis
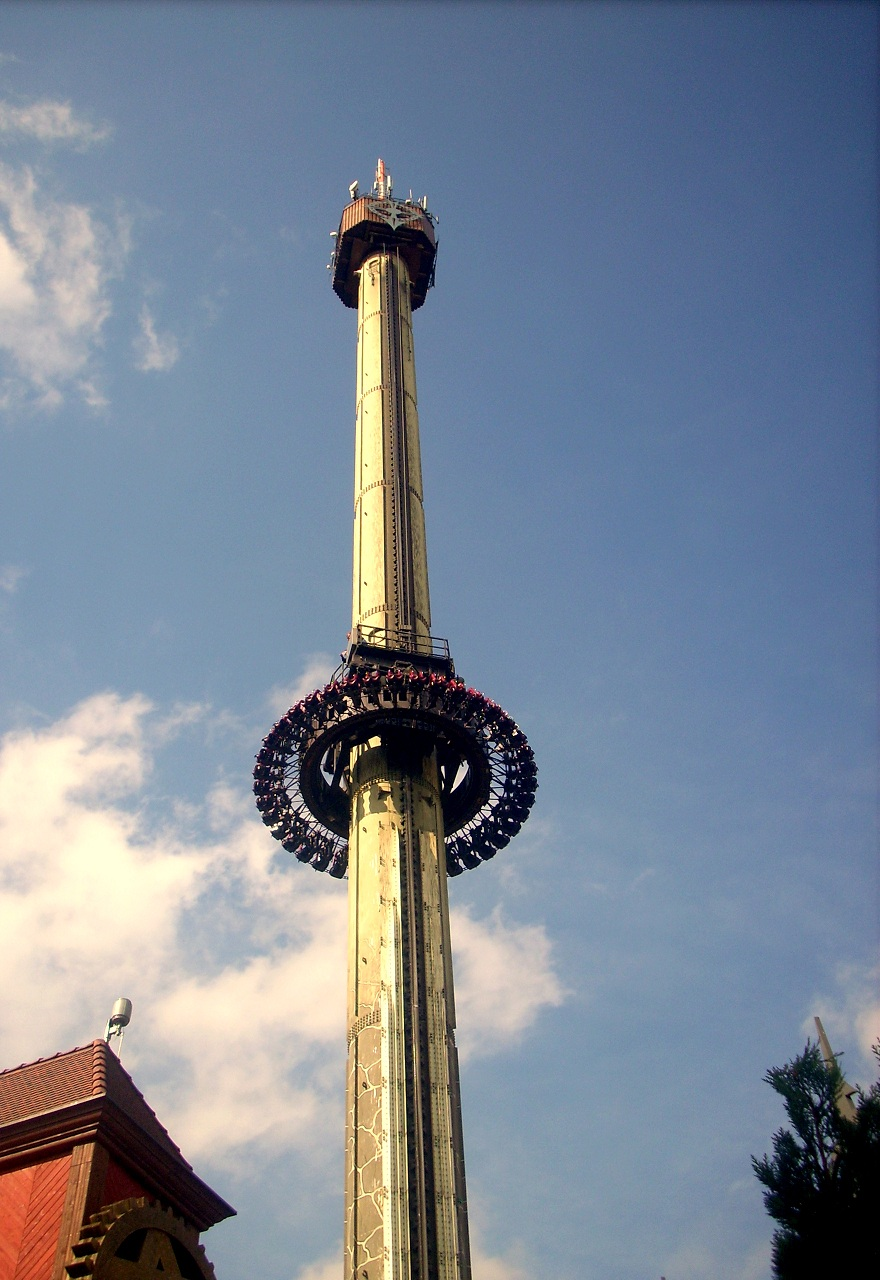
Scream à Heide Park
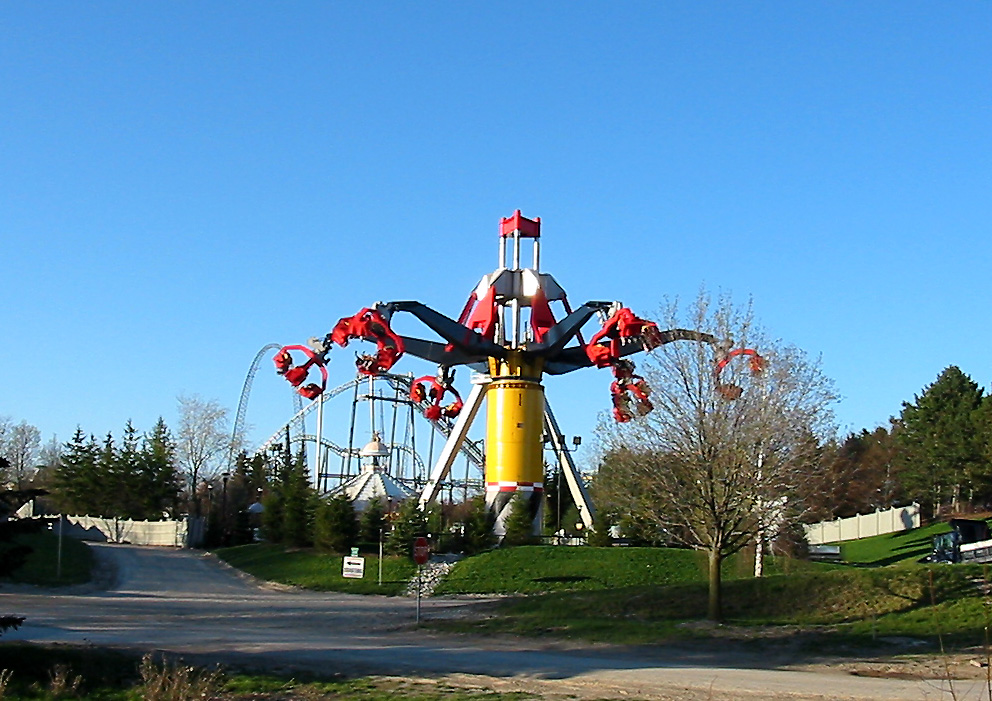
Sledgehammer à Canada's Wonderland
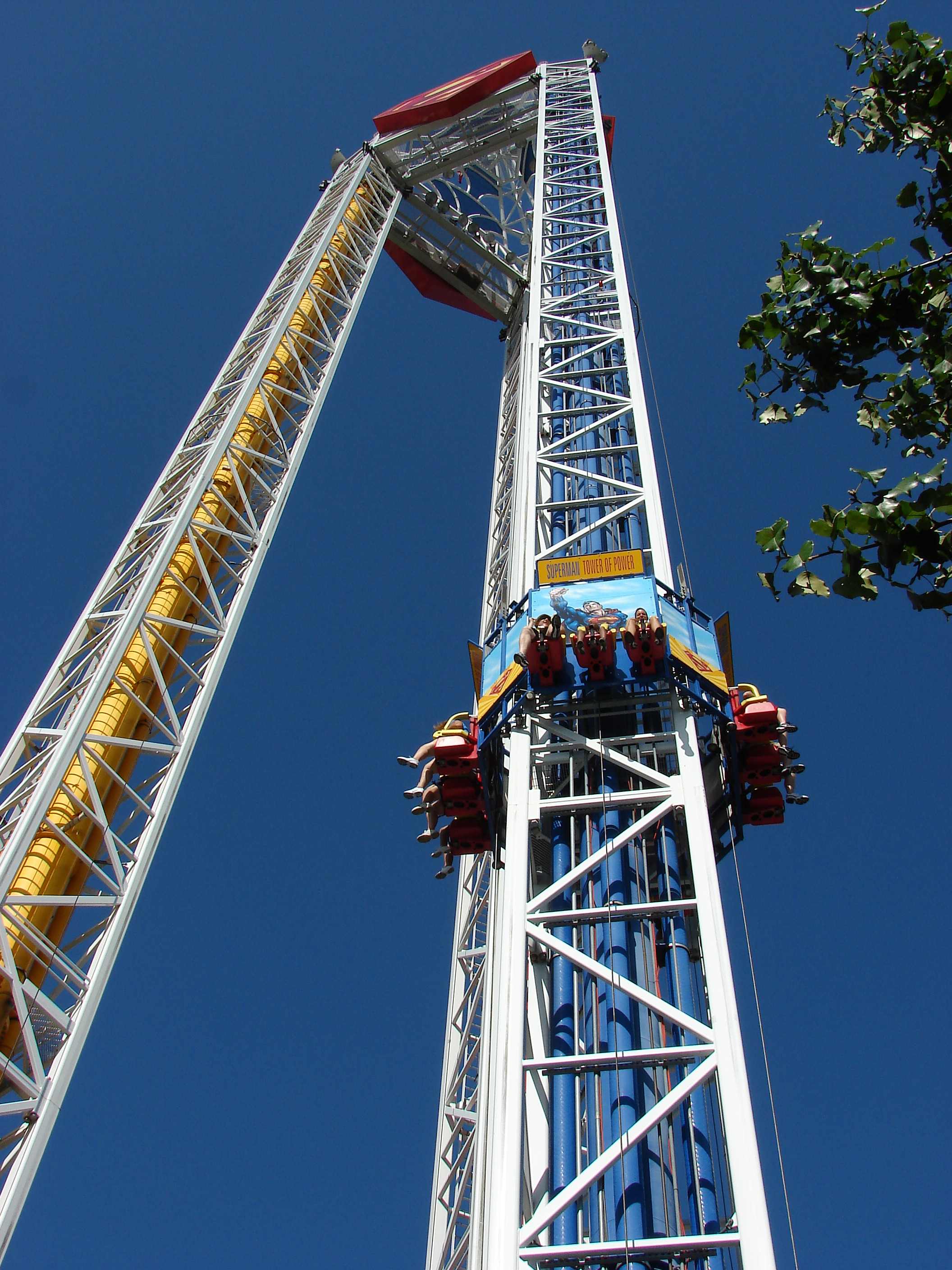
Superman: Tower of Power à Six Flags Over Texas
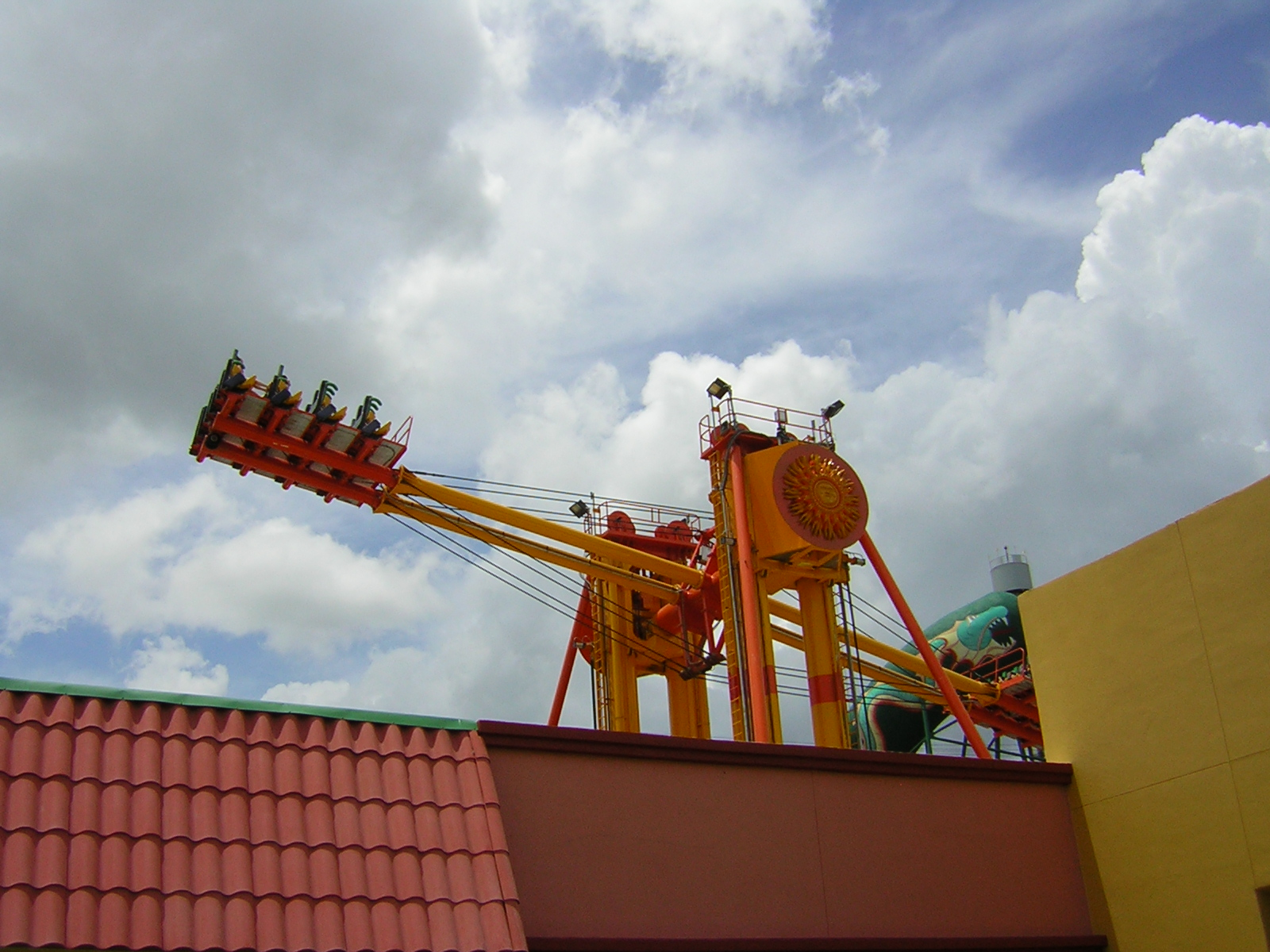
SWAT à Six Flags Astroworld
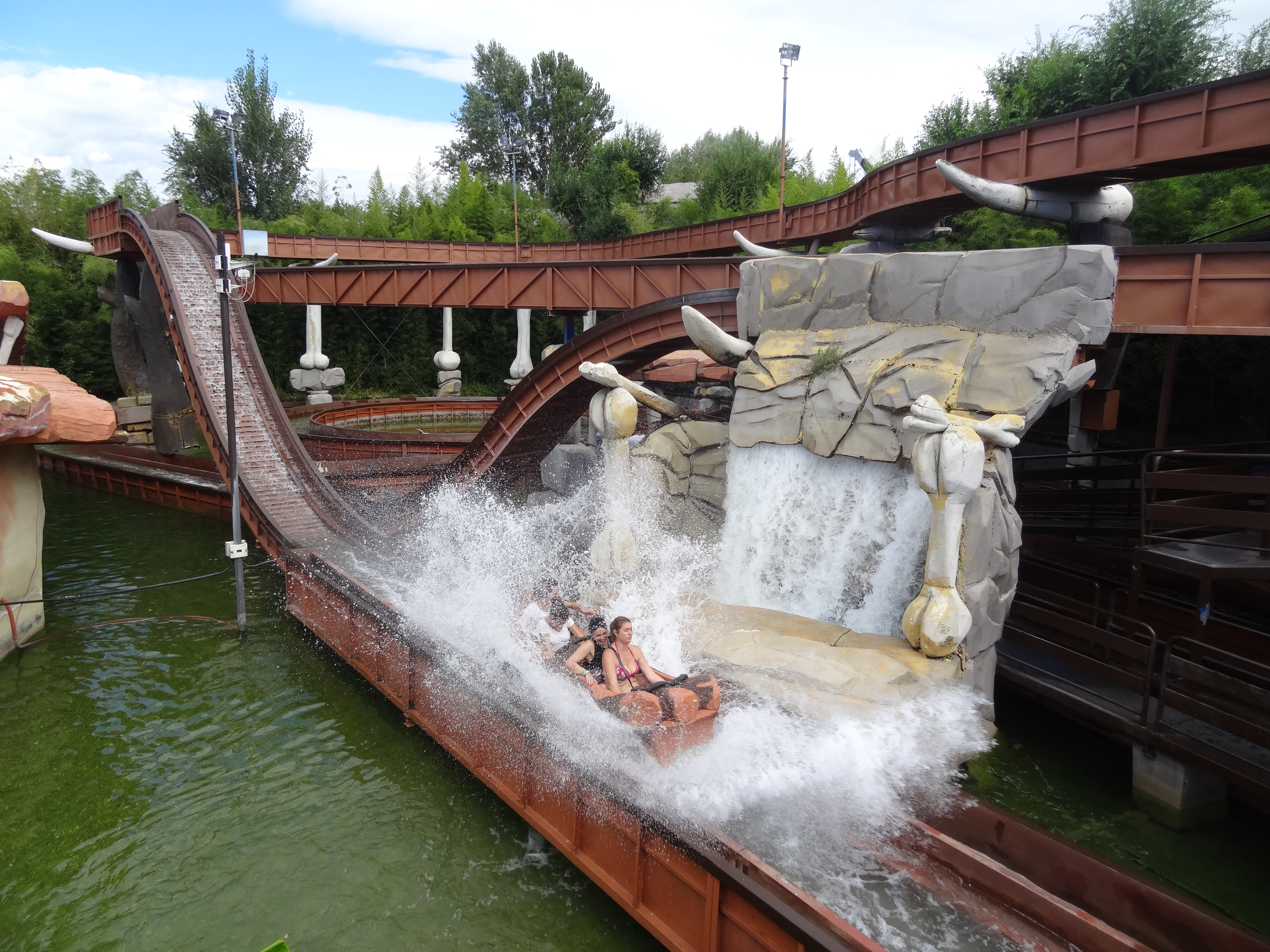
Troncosaurus à Movieland Studios
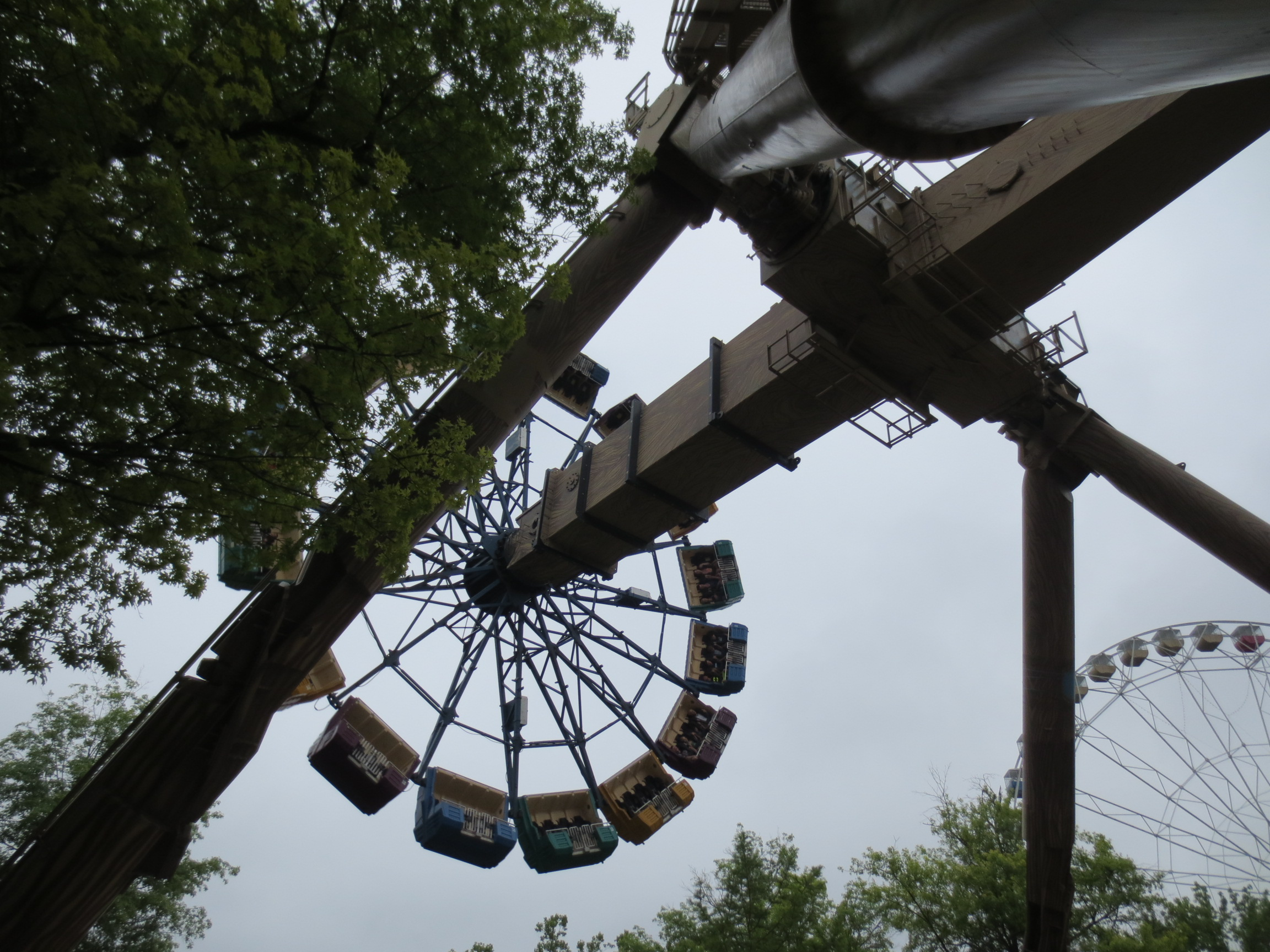
Xcaliburà Six Flags St. Louis

#### Nouveau thème
| Nom                                   | Type / Modèle                | Constructeur      | Parc            | Pays        | Anciennement               |
| ------------------------------------- | ---------------------------- | ----------------- | --------------- | ----------- | -------------------------- |
| Duel: The Haunted House Strikes Back! | Parcours scénique interactif | Mack Rides        | Alton Towers    | Royaume-Uni | The Haunted House          |
| Mini rivière                          | Bûches junior                | Zamperla          | Walibi Lorraine | France      | Aquaschlumpf               |
| Monorail                              | Monorail                     | Mack Rides        | Walibi Lorraine | France      | Skyschtroumpf              |
| Petit train                           | Train junior                 | Zamperla          | Walibi Lorraine | France      | Tchouschtroumpf            |
| Scooby-Doo and the Haunted Castle     | Parcours scénique interactif | Sally Corporation | Kings Island    | États-Unis  | Phantom Theater            |
| Space Shot                            | Space Shot                   | S&S Worldwide     | Walibi Lorraine | France      | Vengeance de Gargamel (la) |
| Tasses dansantes                      | Tasses                       | Mack Rides        | Walibi Lorraine | France      | Moka schtroumpf            |
| Tonneaux volants (les)                | Manège avions                | Zamperla          | Walibi Lorraine | France      | Cosmoschtroumpf            |

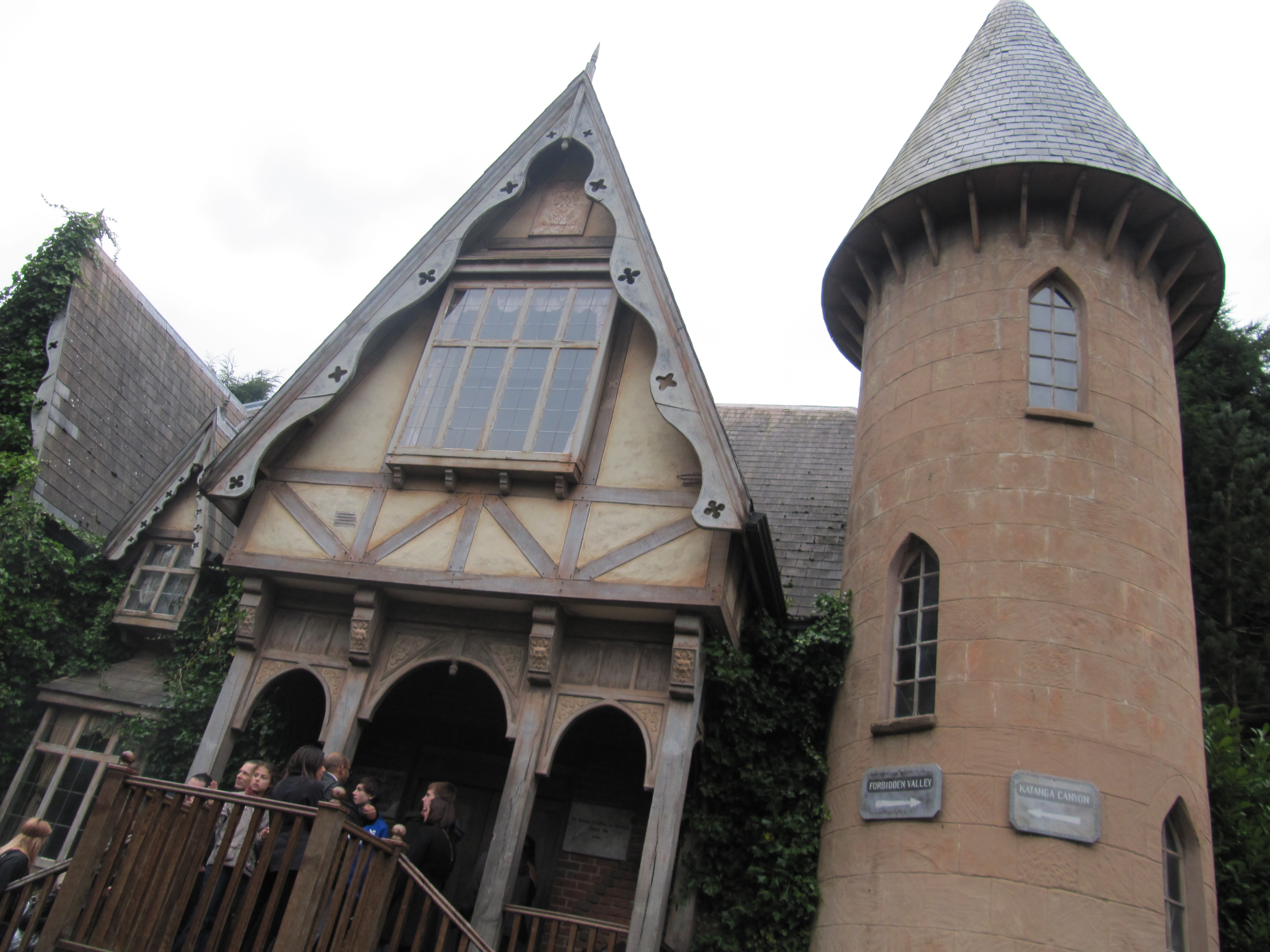
Duel: The Haunted House Strikes Back! à Alton Towers
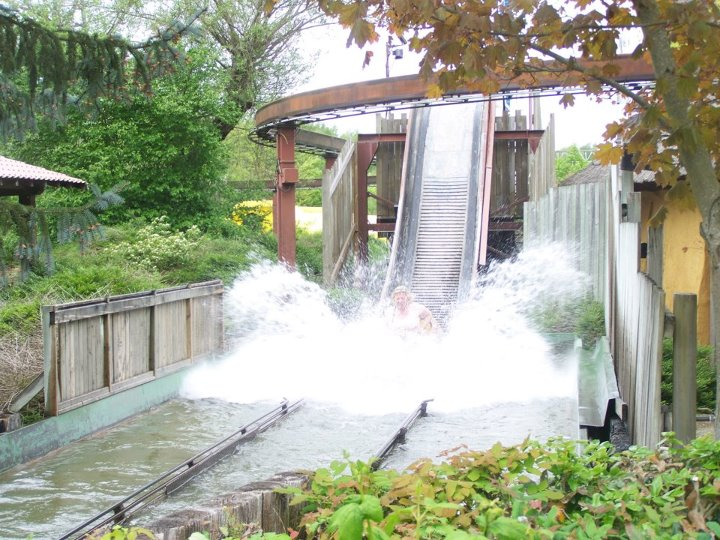
Mini rivière à Walibi Lorraine
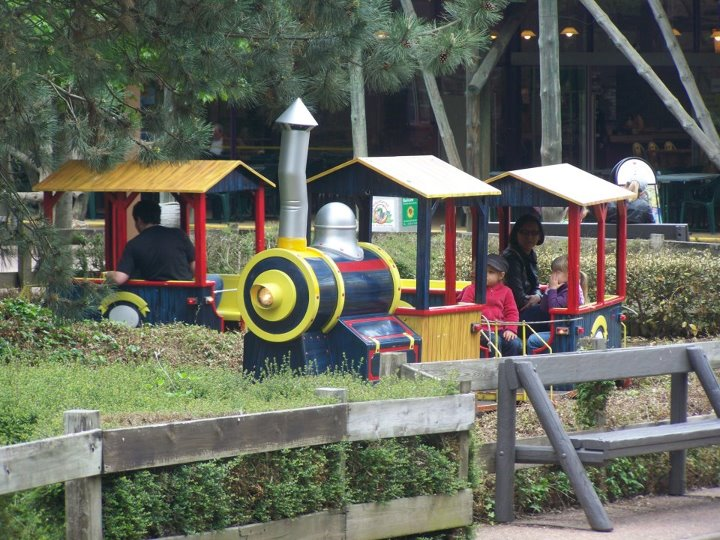
Petit train à Walibi Lorraine
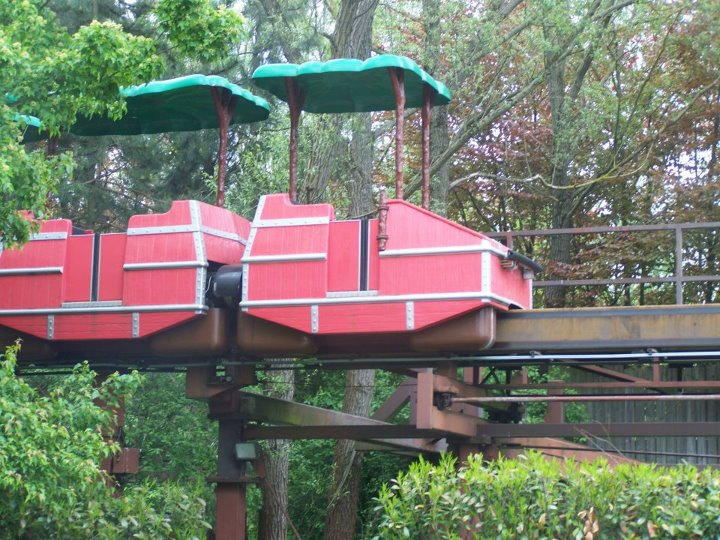
Monorail à Walibi Lorraine
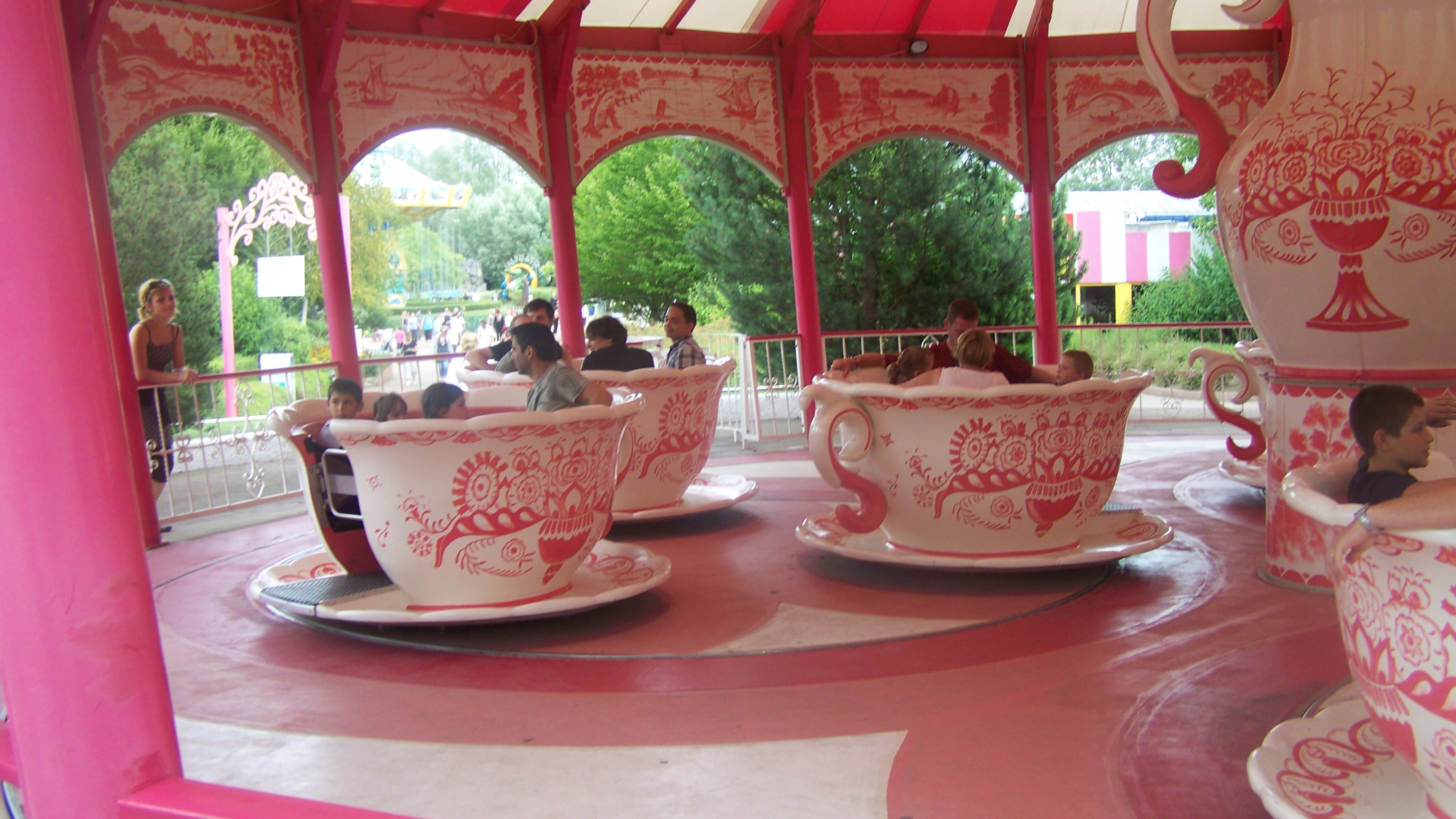
Tasses dansantes à Walibi Lorraine

## Hôtels
- Hotel Caribe Resort (devenu Hotel Caribe) à Universal Mediterranea ( Espagne)
- Hôtel Phantasia (devenu Hôtel Ling Bao) à Phantasialand ( Allemagne)

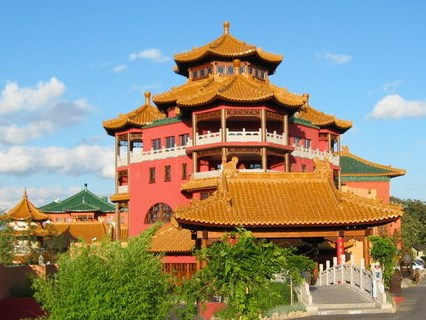
Hôtel Phantasia à Phantasialand